# Personnages de True Blood

Cet article présente les personnages de la série télévisée américaine True Blood. Leurs histoires respectives ne sont pas forcément fidèles en tous points à celles des livres La Communauté du Sud dont elles sont inspirées. Les personnages sont nombreux et tous interconnectés, ce qui les rend complexes.

## Personnages principaux

### Sookie Stackhouse
Interprétée par Anna Paquin

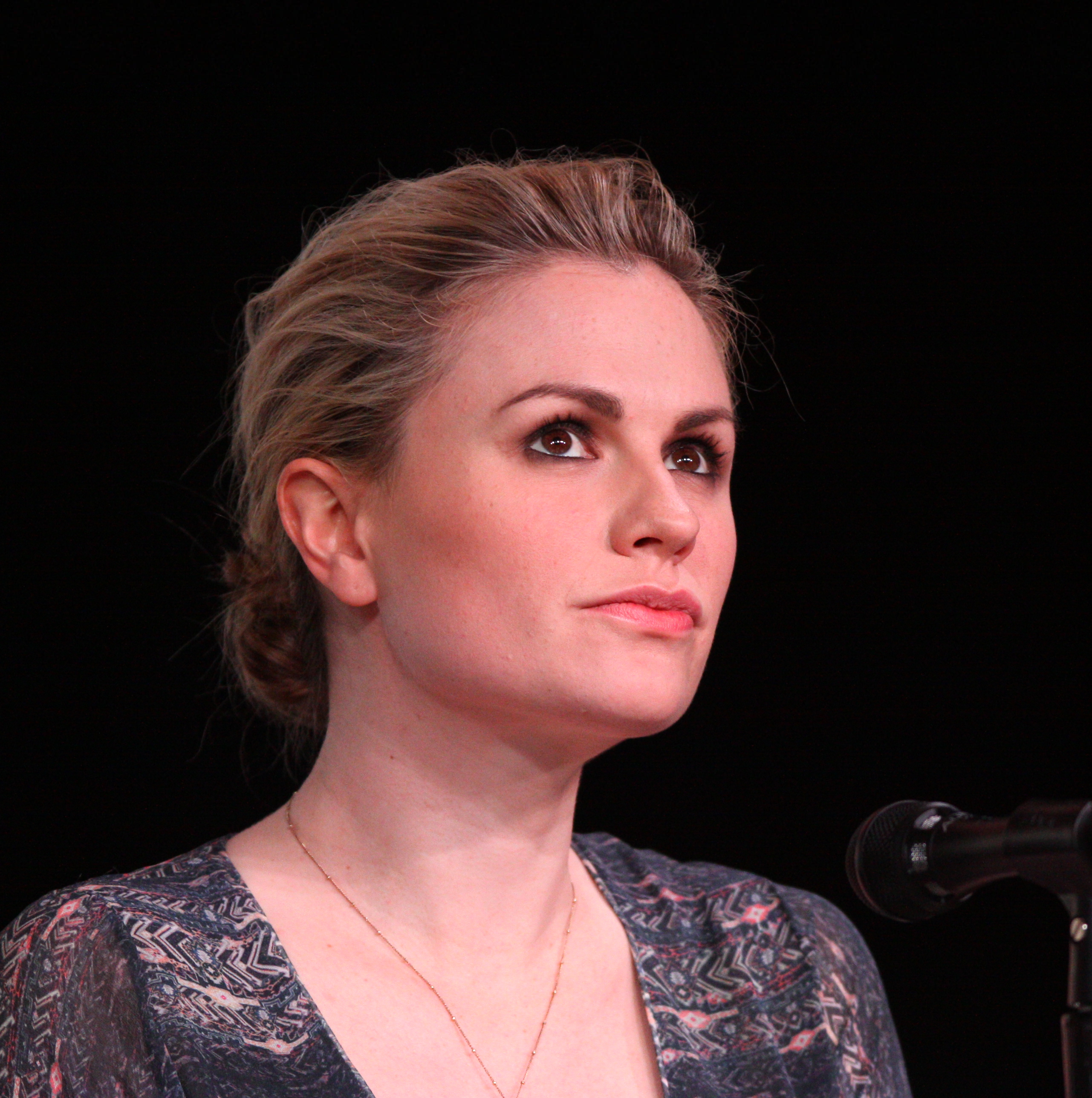
Anna Paquin, qui interprète Sookie Stackhouse, l'héroïne de True Blood.

- Type et particularités : Hybride humain/fée – sœur de Jason Stackhouse — Personnage principal de la série.
- Âge : 25 ans (née en 1982)
- Apparitions : Saisons 1 à 7
- Statut : Vivante
- Biographie :

Sookie vit à Bon Temps, en Louisiane, depuis son enfance. Elle est serveuse au Merlotte's et possède un don qu'elle considère comme un handicap : la télépathie. En effet, depuis son plus jeune âge, cela lui cause beaucoup de difficultés dans ses relations amicales, amoureuses et dans le milieu professionnel. Avec le temps et l'entraînement, elle a appris à contrôler ce soi-disant « don ». Sa meilleure amie, Tara, qu'elle connait depuis près de vingt ans, venait souvent chez elle lorsque la mère de celle-ci, Lettie Mae, était trop ivre. On apprend que les parents de Sookie et Jason — Michelle (interprétée par Jenni Blong) et Corbett Stackhouse (interprété par Jeffrey Nicholas Brown) — sont morts lors d'une crue subite avant les évènements de la série. Ils apparaissent seulement dans des flashbacks et sont dépeints comme des parents aimants, bien qu'horrifiés et confus par la télépathie de Sookie. À la mort de ses parents lorsqu'elle avait 7 ans, elle et son frère Jason ont vécu chez leurs grands-parents, Francis et Adele Stackhouse. À 18 ans, Jason est parti vivre dans la maison de leurs défunts parents et Sookie est restée chez leur grand-mère.
Dans la première saison, Sookie entame une relation romantique avec un vampire, Bill Compton. En effet, depuis la Grande Révélation, elle n'attendait qu'une chose : rencontrer un vampire. Lorsque Bill franchit pour la première fois les portes du Merlotte’s, elle est immédiatement intriguée et attirée par lui (et vice-versa), car elle ne peut entendre ses pensées. Bill lui demande à plusieurs reprises « Qui es-tu ? », sûrement en raison de l'odeur particulière et irrésistible qu'elle dégage (on comprend plus tard que celle-ci provient de son sang de fée). Contrairement aux autres humains, Sookie ne peut pas être hypnotisée par un vampire. Cette relation avec un être surnaturel provoque de nombreuses polémiques dans la petite ville et Sookie se fait traiter de « crocs-puleuse ». À travers Bill, elle se voit entrer dans un monde de créatures et de conflits surnaturels qu'elle n'imaginait pas. À la mort de sa grand-mère, tuée par un dangereux psychopathe, elle hérite de la maison.
Dans la deuxième saison, un nouveau pouvoir apparait : elle peut rejeter ses ennemis grâce à une force qui se manifeste par une lumière éblouissante jaillissant de ses mains. Elle ne sait pas encore contrôler cette capacité.
Dans la troisième saison, elle découvre, grâce à Bill, sa vraie nature : elle est une descendante hybride entre un humain et une fée, une espèce censée être éteinte — et particulièrement appréciée par les vampires. Leur sang a un goût sucré et si particulier qu'il rappelle le soleil aux créatures de l'ombre.
Ses relations amoureuses se compliquent au fur et à mesure de la série. Elle se retrouve ainsi courtisée par Eric Northman, le vampire viking et sous le charme d'Alcide Herveaux, le loup-garou. Des triangles amoureux se forment, sans doute parce que le sang qu'elle a dû boire par nécessité (celui de Bill et celui d'Eric) provoque un accroissement de sa libido et une certaine addiction aux vampires concernés. Avec le temps, Sookie parvient à mieux contrôler ses pouvoirs, notamment avec l'aide de Claudine, Claude, Claudette, Claudia, Claudija et Maurella.
Elle devient une battante et encore plus quand elle tue Mike Spencer, devenu vampire.
Elle fait la connaissance de Warlow auquel elle a été vendue il y a de nombreuses années par sa famille. Elle développe de nouveaux pouvoirs qui permettent de protéger Warlow de Bill et d'Eric. Par la suite, elle tombe sous la charme de Warlow et accepte de devenir sa femme vampire fée, mais Warlow est tué par Jason. On la retrouve six mois plus tard en couple avec Alcide.
Lors de l'ultime saison, elle perd son amie Tara et est rejetée par la plupart des habitants de Bon Temps. Les choses se compliquent lorsqu'Alcide est tué par balle. Elle retrouvera un Eric atteint par l'Hépatite V et auront une discussion touchante. Lors de l'assaut au Fangtasia, elle essaie de faire revenir Arlène et sera aidée par le vampire Keith. Par la suite, elle organise une fête pour oublier les évènements récents, mais cela ne dure pas car le lendemain, elle apprend par Jessica que Bill est atteint de l'Hépatite V par la faute de Sookie. Par la suite, elle fera tout pour aider Bill en faisant appel au Dr Ludwig et à son grand-père fée Niall. Elle reverra un Eric enfin guéri de l'Hépatite V, ce qui l’emmènera à conduire Bill et Jessica au sous-sol du Fangtasia pour que Bill se nourrisse de Sarah Newlin, mais à la surprise générale, il refuse. Dans le final, elle tue Bill à sa demande.

### William Thomas «Bill» Compton
Interprété par Stephen Moyer

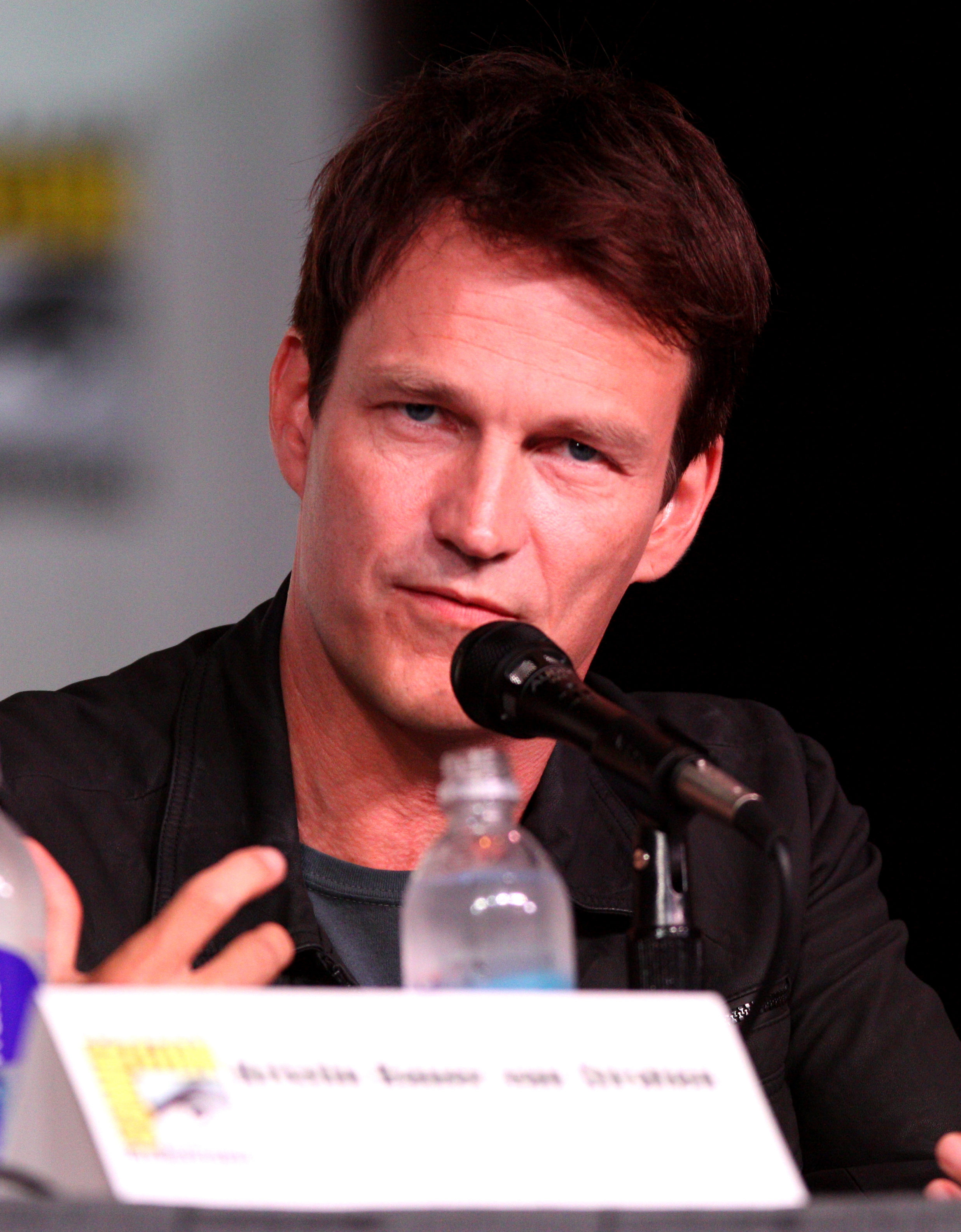
Stephen Moyer, l'interprète de Bill Compton.

- Type et particularités : Vampire — Progéniture de Lorena Krasiki — Créateur de Jessica Hamby — Nouveau Roi-vampire de Louisiane — Mort dans l'ultime épisode de la saison 7
- Âge : 149 ans (né en 1835 – vampirisé en 1865 à 30 ans)
- Apparitions : Saisons 1 à 7
- Statut : Décédé
- Biographie :

Bill est un vampire qui a choisi de s'intégrer à la population. Il revient s'installer dans la maison familiale située à Bon Temps, à la mort du dernier Compton, et fait la connaissance de Sookie Stackhouse, qui l'intrigue immédiatement. Elle lui viendra d'ailleurs en aide sur le parking du bar-grill où elle travaille lors d'un piège des Rattray qui souhaitent le drainer (et ainsi se fournir en v-juice et revendre le reste). Mais, quelques jours plus tard, le couple de drogués se venge et la bat à mort : à la suite de quoi, Bill, après avoir tué ses agresseurs, lui fera boire son sang pour la sauver. Ils entament ensuite une relation amoureuse, mais celle-ci n'est pas vue d'un très bon œil par les habitants de la petite ville, très méfiants vis-à-vis de ces créatures surnaturelles. Après avoir choisi de tuer un autre vampire pour sauver sa belle, Bill est condamné par l'Ordonnateur à en créer un nouveau : Jessica. On découvre lors de flashbacks qu'il a lui-même été vampirisé contre sa volonté par Lorena Krasiki pendant la Guerre de Sécession et qu’il a vu mourir sa famille avant de suivre sa marraine à travers le monde, perpétrant de nombreux crimes sanglants. Mais usé et tourmenté, il est finalement parvenu à la convaincre de le libérer de tout lien avec elle.
Plus tard, lorsque sa créatrice refait surface, elle séquestre et torture Bill à la demande d'Eric. Mais elle sera finalement tuée par Sookie lors de la mise à mort de son ténébreux amant. Dans la troisième saison, il est révélé que Bill a en fait été chargé par Sophie-Anne Leclercq, la reine de Louisiane, d'enquêter sur Sookie et ses origines. Leur romance prend alors fin lorsqu’Eric Northman dévoile cette mission secrète à la jeune femme. Mission que son amant ne semble pas contredire.
Au début de la quatrième saison, alors que plus d'un an a passé, Bill est devenu le roi de Louisiane, nommé par Nan Flanagan (membre de l'Autorité vampirique) — après avoir éliminé Sophie-Anne et Nan Flanagan. On découvre au fil des saisons et des révélations que Bill est très mystérieux, tant sur son passé que sur ses intentions.
Durant la cinquième saison il intègre l'Autorité, et son comportement change radicalement pour faire place à un Bill plus froid et plus calculateur qu'avant. Il semble renier ses principes, ses convictions, et notamment l'idée que les vampires sont égaux aux humains. Il reste donc cloîtré dans l'immense demeure de l'Autorité, se rapprochant dangereusement de ses membres jusqu'à être persuadé qu'il est le vampire élu par Lilith (à cause des apparitions de cette dernière, sans doute causées par les prises répétitives de son sang clairement vu comme une relique). À la fin de la saison il boit l'entièreté du sang de Lilith ce qui le "tue", il ne restera qu'une flaque de sang. Mais après quelques instants il se relève de cette mare de sang sous les yeux d'Eric et Sookie.
Durant la saison 6, Bill découvre petit à petit qui il est devenu. Certes il n'a pas plus de deux siècles, mais avec le sang de Lilith qui l'a transformé il est devenu le plus puissant de tous les vampires : il sait voler comme Eric, les pieux ne le tuent plus et il maîtrise Eric (plus âgé que lui de 1000 ans) sans problème.
Mais en plus de ça, il commence à avoir des "visions" où des vampires meurent, il ressent d'ailleurs leurs douleurs. Ces visions se vérifient d'ailleurs par la suite.
Il développe aussi un pouvoir télékinétique qui lui permet de rapprocher des victimes humaines à lui (contre leur gré), soulever des objets... Mais malgré tous ses nouveaux pouvoirs et l'abolition de ses faiblesses, un seul point faible persiste : les rayons du soleil.
Néanmoins ce dernier point faible est pallié quand Bill boit le sang de Warlow pour aller sauver sa progéniture et sa propre race. Après avoir bu le sang, il sort de son manoir et constate que le soleil n'a plus d'effet sur lui. Il va alors rejoindre le gouverneur qu'il décapite.
En plus de manipuler Warlow (sauf quand Sookie s'échappe avec dans une autre dimension), de marcher au soleil (grâce au sang de ce dernier), d'être insensible aux pieux, aux balles en bois/argent et aux balles émettant des rayons UV, il est sans conteste le vampire le plus puissant à ce moment, mais en offrant son sang aux vampires prisonniers et condamnés à être offerts au soleil, il perd son pouvoir.
Lors de l'ultime saison, il retrouve sa complicité avec Sookie, mais sera malheureusement atteint par l'Hépatite V parce qu'il s'est nourri de Sookie. Il refusera de se nourrir de Sarah Newlin pour guérir. Dans le dernier épisode, il demandera à Sookie de lui accorder la mort ultime de le tuer avec sa lumière ce qui permettra à Sookie de redevenir une simple humaine. 
Le dernier épisode se termine en voyant tous les personnages principaux dans leur nouvelle vie :
Éric et Pam à la direction du New Blood ;
Jessica et Hoyt mariés ainsi que Jason qui en plus est papa ;
Sookie enceinte ;
Arlène fiancée à un vampire ;
Sam et sa femme et son bébé ;
Andy et toute sa famille ;
Et ils auront tous une pensée pour tous les amis qu'ils ont perdu en chemin.

### Sam Merlotte
Interprété par Sam Trammell

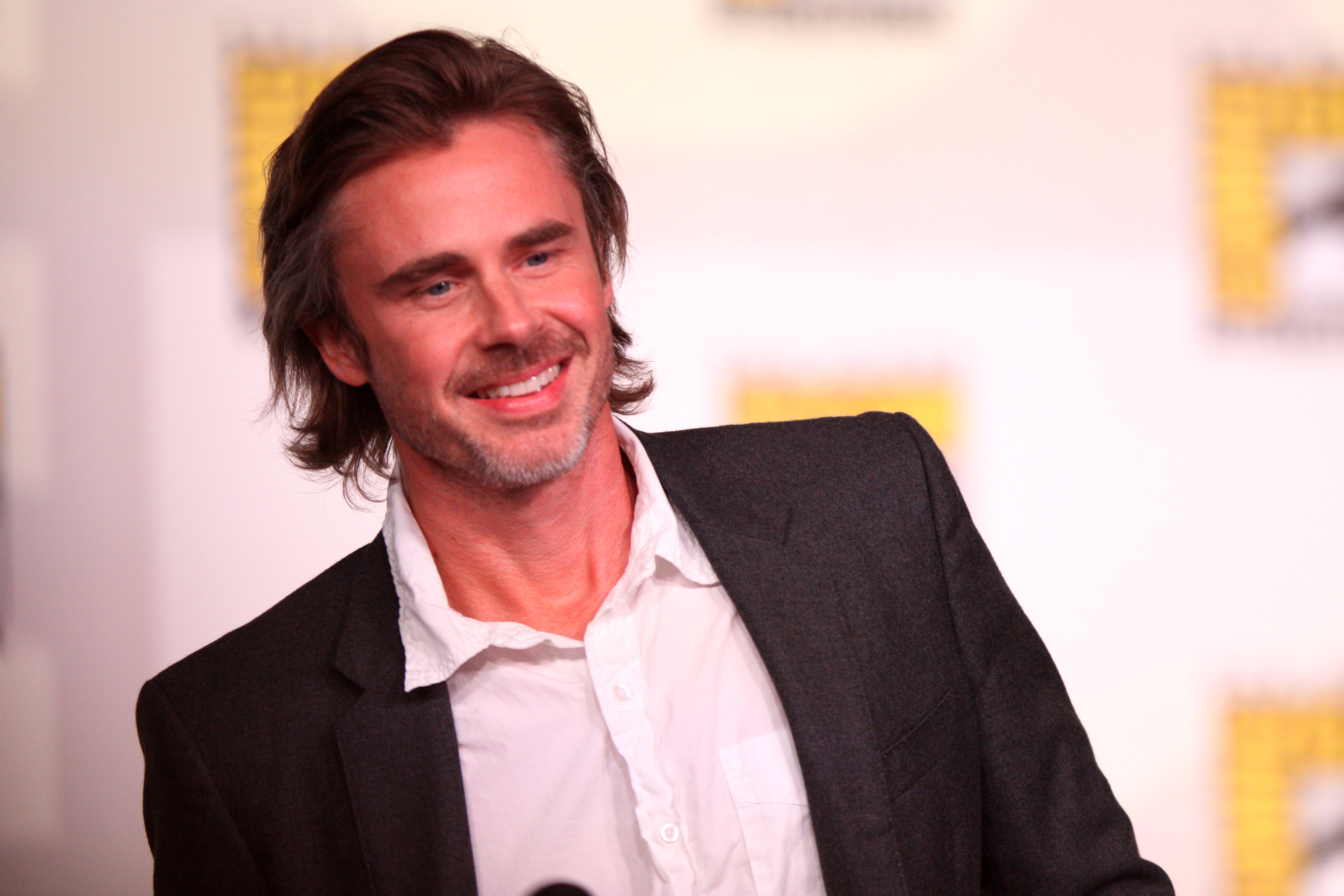
Sam Trammell, interprète de Sam Merlotte.

- Type et particularité : Métamorphe – Patron du bar Chez Merlotte’s
- Âge : entre 35 et 40 ans
- Apparitions : Saisons 1 à 7
- Statut : Vivant
- Biographie :

Sam est issu de la DAAS, allant de famille d'accueil en famille d'accueil. Il découvre plus tard qu'il est métamorphe quand il le découvre il le rejette. Alors qu’il était adolescent, Sam a été recueilli un temps par Maryann avec qui il a eu une brève histoire, mais il a fui après avoir découvert qu’elle était une ménade. Il a ensuite mené une vie de criminel, utilisant sa capacité pour cambrioler des bijouteries, jusqu'à ce qu'il soit trahi par sa complice, qu'il tue par accident. Malgré son attirance pour Sookie, celle-ci n’est pas réciproque. Il a une brève et houleuse relation avec Tara.
Après que Maryann a retrouvé sa trace elle lui envoie Daphne — une métamorphe — dont il tombe amoureux — jusqu'à ce qu'il découvre son lien avec la ménade — il parvient grâce à son don de métamorphe à la tuer mais est gravement blessé Bill n'a d autre choix que de lui donner son sang . Il décide ensuite de partir à la recherche de ses parents biologiques, qu'il retrouve et apprend l'existence de son frère, Tommy, il apprend par la suite qu'il est forcé à participer à des combats de chiens clandestins. Il choisit de le prendre sous son aile et l'embauche au bar.
Tommy se montre vite arrogant et irrespectueux, obligeant Sam à renouer avec son passé. Lorsqu’il vole dans le coffre-fort de Sam au bar, ce dernier le prend en course et lui tire dans la jambe.
Dans la quatrième saison, on apprend que depuis l’incident, Sam paie pour les séances de rééducation que son frère doit suivre. Il a également rencontré un groupe de parole de métamorphes et semble avoir une attirance pour l’une des membres, Luna. Lorsque Sam se rend compte que la jambe de Tommy est en fait parfaitement rétablie, il l’insulte ; à la fin de la discussion ils se promettent mutuellement de travailler à se faire confiance l’un à l’autre. Au fil de la saison quatre, il tombe amoureux de Luna Garza, une autre métamorphe qui a une fille d'un père loup-garou.
Dans la sixième saison, Luna métamorphosée en Newlin à la télé se sent mal et commence à vomir du sang. Elle meurt des suites de ses blessures mais fait promettre à Sam de prendre soin d'Emma. C'est sans compter sur la meute d'Alcide qui viennent la chercher. Sam en est attristé. Il tombe ensuite amoureux de Nicole avec qui il a des relations sexuelles. Grâce à son odorat, il découvre qu'elle est enceinte et tous les deux semblent décidés à poursuivre leur relation.
Lors de l'ultime saison, il se fera rejeter par la plupart des habitants de Bon Temps, car Vince a dit à tout le monde que Sam est un métamorphe. Il aura un ultimatum qui est soit il quitte Bon Temps avec Nicole ou soit il reste et abandonne Nicole et par la même occasion son bébé.
Son choix final sera de quitter Bon Temps pour refaire sa vie à Chicago.

### Jason Stackhouse
Interprété par Ryan Kwanten

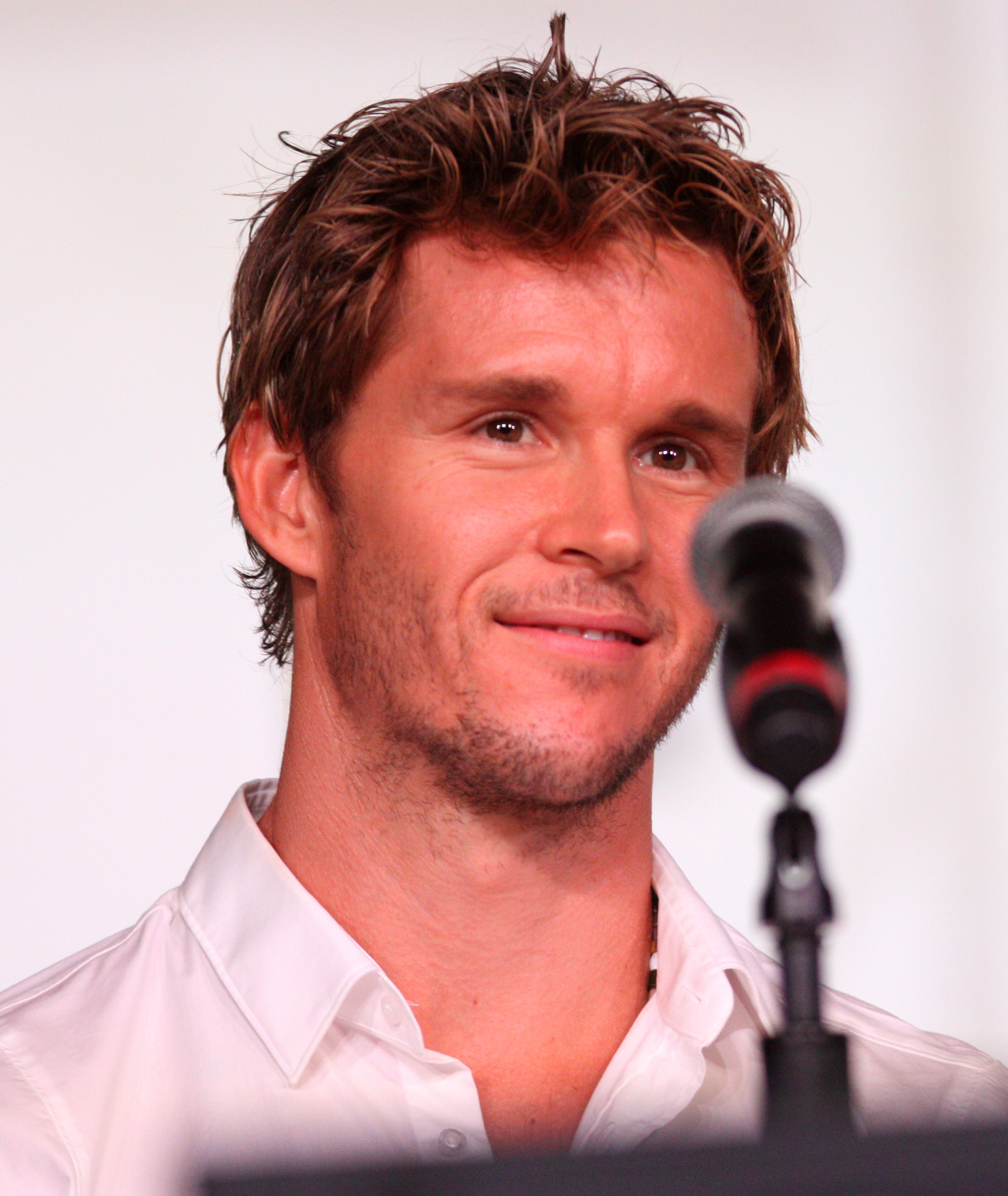
Ryan Kwanten, qui incarne Jason Stackhouse, le frère de Sookie.

- Type et particularité : Humain (le gène de fée l'a sauté) — Frère de Sookie — Flic (à partir saison 4)
- Âge : 28 ans (ainé de Sookie de 3 ans)
- Apparitions : Saisons 1 à 7
- Statut : Vivant
- Biographie :

Travaillant aux services urbains de Bon Temps, Jason est un coureur de jupons invétéré jusqu'à ce que ses conquêtes soient toutes tuées les unes après les autres. Consommateur occasionnel de V, il est convaincu d'être l'assassin, mais ne se rappelle pas des crimes.
Quand le véritable tueur, René Lenier, est arrêté, il est en grande détresse psychologique, et tombe ainsi sous la coupe de la Confrérie du Soleil, un groupe anti vampires dont le couple de dirigeants — le révérend Newlin et sa femme — voit en Jason une future icône de leur projet : la traque de tous les vampires. Néanmoins, réalisant leur folie, Jason finit par se rebeller et quitte la secte.
Peu après son retour à Bon Temps, il sauve l'inspecteur Andy Bellefleur de Eggs, en abattant le jeune homme. Andy endosse le meurtre pour le couvrir, mais Jason, par ennui, choisit de le faire chanter pour intégrer la police. Jason gravit les échelons jusqu'à ce qu'il rencontre Crystal Norris, une jeune femme originaire de Hotshot dont la famille s'avère être non seulement des fabricants de drogue, mais aussi des panthères-garous. Jason découvre ensuite que Crystal est promise à Felton Norris, le demi-frère de la jeune femme. Lorsqu'elle est enlevée par son fiancé sous ses yeux, Jason lui promet alors de s'occuper de sa famille.
Au début de la quatrième saison, Jason est devenu un agent de police respecté à Bon Temps, devant gérer l'addiction d'Andy Bellefleur au V. Il se retrouve séquestré. Felton et Crystal sont en fait de retour à Hotshot après un an d'absence et veulent utiliser le jeune homme pour assurer une descendance de panthères-garous à la famille. Mais avant cela, ils veulent en faire l'un des leurs et commencent à le mordre, avant de le forcer à coucher avec toutes les femmes en âge d'avoir un enfant. Il parvient cependant à s'échapper et fuir le village vers la route, où Hoyt et Jessica le retrouvent et le soignent ; dans sa fuite, Crystal le fait douter de son avenir, puisqu'elle est persuadée qu'il est désormais panthère-garou. Mais à la pleine lune suivante, rien ne se passe. Il commence par la suite à se rapprocher malgré lui de Jessica, qui lui a donné son sang pour le soigner, entraînant chez Jason le désir de la petite-amie vampire de son meilleur ami. Il la sauvera d'ailleurs du sortilège d'une sorcière qui la poussait à se montrer au Soleil. Mais s'il se refuse à succomber dans un premier temps, il tombera dans ses bras quand il apprendra que Hoyt l'a mise à la porte.
Dans la cinquième saison, il apprendra par sa cousine Hadley que se sont des vampires qui ont tué ses parents, après ses révélations il aura une haine pour les vampires. Il aidera également Andy à trouver le clan contre les êtres surnaturels. Au Merlotte, Hoyt lui annonce qu'il part pour l'Alaska et Jason aura beaucoup de remords. Il ira au siège de l'Autorité et fera un carnage en tuant la plupart des vampires gardes.
Dans la sixième saison, il perdra la tête et menacera Nora la sœur de Eric et rembarrera Sookie, ce qui l’amènera à rencontrer son grand-père, Niall Brigant. Par la suite, il s'attendra à l'arrivée de Warlow qui est en réalité Ben. Un soir, il rentre chez lui et voit Sarah Newlin devant sa porte. Il se fera engager au camp des vamps en tant que garde pour essayer de sauver Jessica, mais quand le Gouverneur Burrell meurt, Sarah l'enferme dans la cellule des vampires femmes ou il fera la connaissance de son futur amour, Violet Mazurski.
Lors de l'ultime saison, encore en couple avec Violet, il aura une relation intime avec Jessica pendant la fête de Sookie. Il retrouvera son ami d'enfance Hoyt, qui revient à Bon Temps car sa mère est décédée. Il partira libérer Jessica, Wade et Adilyn chez Violet mais se fera avoir. Ils seront sauvés par Hoyt qui tue Violet.
Les règlements de compte entre Jason, Hoyt, Jessica refont surface et Hoyt quitte Brigette pour Jessica. Finalement, il est père de trois enfants qu'il a eus avec Brigette et s'est réconcilié avec Hoyt.

### Tara Thornton

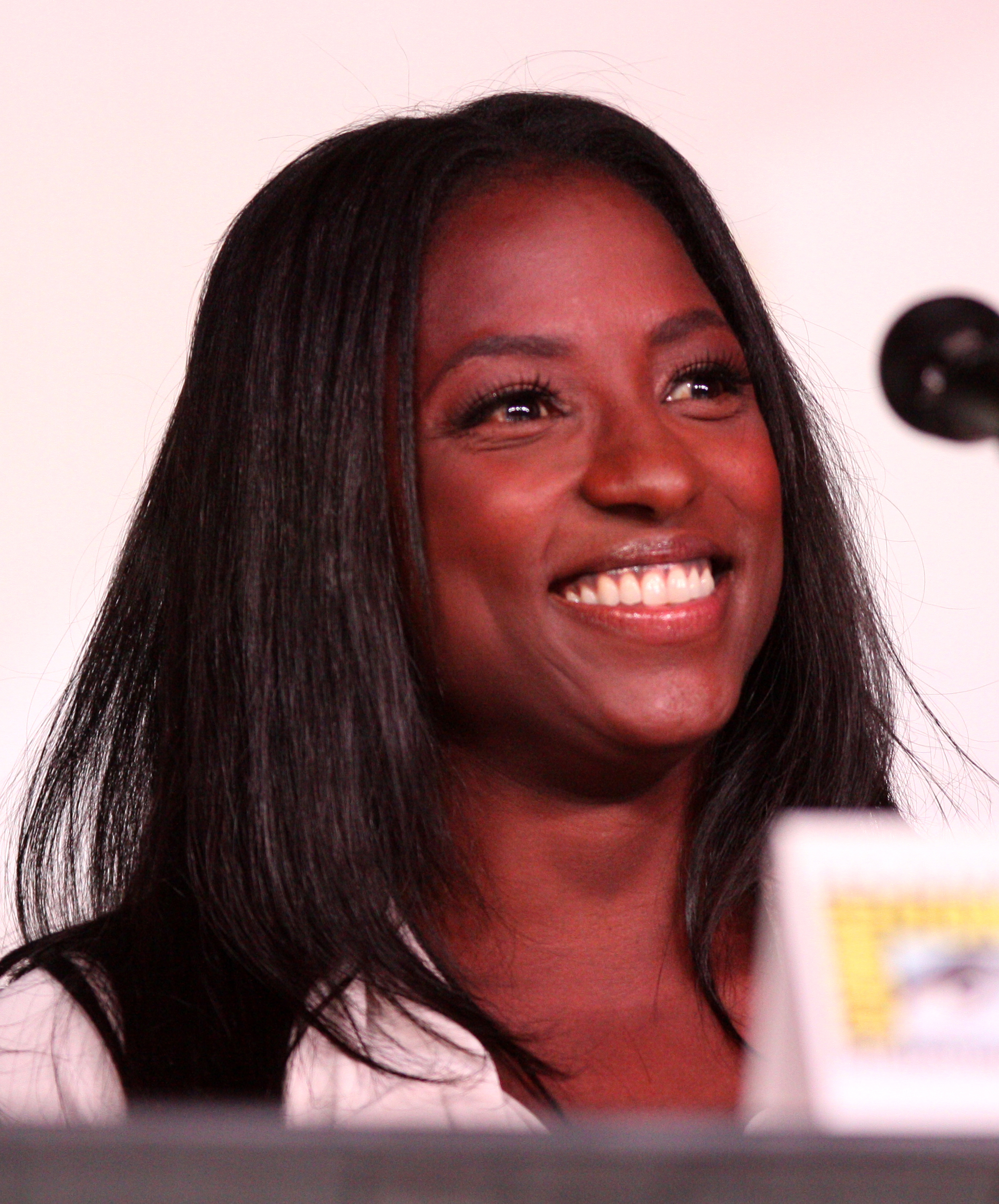
Rutina Wesley joue Tara Thornton.

Interprétée par Rutina Wesley (Brook Kerr dans le pilote)
- Type et particularités : Vampire (à partir saison 5) – Meilleure amie de Sookie — Cousine de Lafayette — Progéniture de Pamela Swynford de Beaufort — Morte dans l'épisode 1 de la saison 7
- Âge : Entre 25 ans et 28 ans
- Apparitions : Saisons 1 à 7
- Statut : Décédée
- Biographie :

Traumatisée par le comportement de sa mère Lettie Mae, alcoolique sévère qu'elle a toujours essayé de sauver malgré ses accès de violence, Tara a trouvé chez la grand-mère de Sookie un refuge. Depuis, elle refuse de s'attacher et met toujours de la distance entre elle et les autres.
Adulte, elle enchaîne les emplois dont elle est systématiquement renvoyée à cause de son comportement. Elle se fait finalement embaucher comme barmaid au Merlotte’s après une nuit passée avec le patron, Sam. Elle vient ensuite en aide à sa mère, qui l'a convaincue de se faire exorciser, avant que celle-ci ne l'abandonne, devenue depuis une fondamentaliste convaincue. Elle trouve alors un nouveau refuge chez Maryann Forrester, qui lui présente Eggs, dont elle tombe amoureuse. Elle participe inconsciemment aux rituels de Maryann, jusqu'à ce qu'elle soit libérée par Sookie.
Après l'assassinat d'Eggs, elle rencontre un vampire, Franklin Mott, qui l'enlève et abuse d'elle. Elle parvient à se libérer en buvant du sang de Franklin, qu'elle laisse pour mort en lui défonçant le crâne à coup de masse d'arme. Le vampire la retrouve, mais Jason le tue à temps. De nouveau en confiance, elle apprend que c'est Jason, celui pour qui elle a toujours eu des sentiments, qui a tué Eggs. Elle trouve alors en Sam un peu de réconfort avant de tenter sa chance loin de Bon Temps.
Un an plus tard, elle se fait appeler Toni et vit avec une femme, Naomi, et toutes deux vivent de combats en cage. Elle revient à Bon Temps quand elle apprend le retour de Sookie mais se retrouve impliquée dans les problèmes du cercle de sorciers de Lafayette et Jesus. Quand Naomi apprend la vérité, Tara lui avoue tout avant de la forcer à partir, consciente du risque qu'elle court. Tara rejoint ensuite les rangs de la sorcière Antonia qui veut détruire les vampires, mais quand celle-ci commence à envisager des attentats extrêmes, Tara cherche à l'arrêter.
Dans le dernier épisode de la saison 4, Tara se prend une balle de la part de Debbie. Au début de la saison 5, sous l'injonction de Sookie et de Lafayette, Pam transforme Tara, mourante, en vampire.
Elle meurt par les vampires infectés par l'Hépatite V dans le premier épisode de l'ultime saison. Elle cherchera à communiquer avec sa mère par la suite quand cette dernière prend du V. Dans l'épisode 8, accompagnée de sa mère, Lafayette et du révérend Daniels, elle montre à sa mère que petite, Tara a failli tuer son père pour sauver sa mère. Tara lui dit qu'elle a été une bonne mère et elle s'en va.

### Lafayette Reynolds
Interprété par Nelsan Ellis

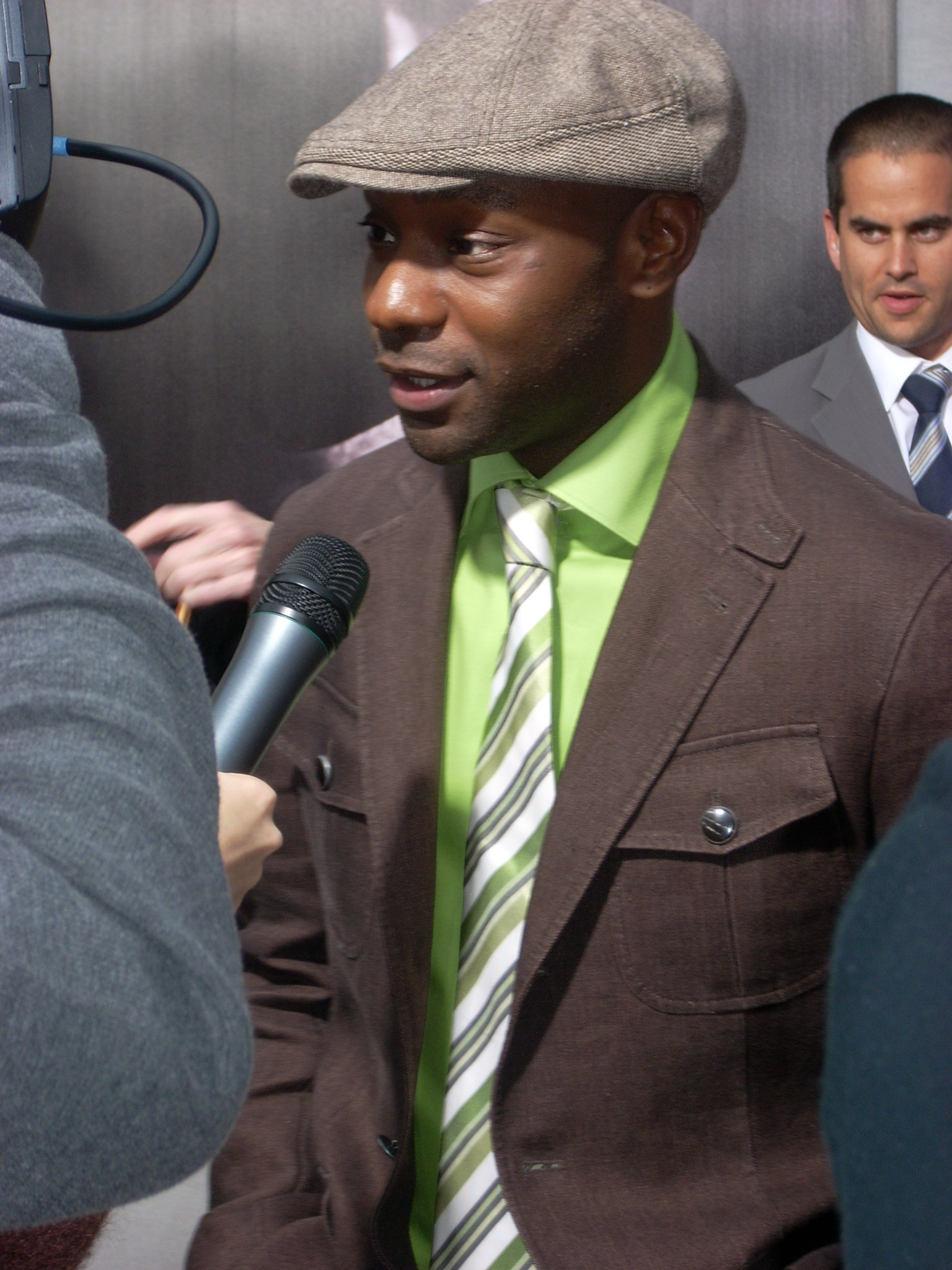
Nelsan Ellis en 2009.

- Type et particularités : Sorcier wiccan – Fils de Ruby Jean et cousin de Tara Thornton
- Âge : 30 ans
- Apparitions : Saisons 1 à 7
- Statut : Vivant
- Biographie :

Au début de la série, Lafayette cumule les jobs de cuisinier au Merlotte's, d'agent voyer à Bon Temps, de prostitué gay et de dealer de multiples drogues, notamment de V. C'est cette dernière activité qui lui vaudra d'être séquestré et torturé par Eric, mais il devient pourtant au fil des saisons son revendeur de V favori, le vampire allant jusqu'à lui offrir une voiture de sport.
Durant la troisième saison, on découvre que sa mère est hébergée en hôpital psychiatrique, et c'est alors lui rend visite accompagné de Tara qu'il fait la connaissance de Jesus, un jeune infirmier d'origine mexicaine et gay. Ils entament par la suite une relation amoureuse et découvrent lors d'une hallucination commune due au V que leurs ancêtres pratiquaient la magie noire.
Lafayette arbore constamment un look très efféminé, mais n'hésite pas à se montrer brutal quand il est insulté pour ses choix.
Sa relation avec Jesus dure et lui ouvre l'esprit à ses pouvoirs de médium. En effet, grâce au grand-père du sorcier, Lafayette devient capable de voir les fantômes et de se faire posséder par eux pour transmettre leurs messages. Son pouvoir peut s'avérer dangereux quand il se fait posséder par l'esprit d'une mère torturée par la mort de son bébé.
Dans le dernier épisode de la saison 4, il tue Jesus, son petit ami car il est possédé par l'esprit de Marnie, une Wiccan psychopathe qui veut le pouvoir maléfique de Jesus. Lafayette se reproche cet assassinat, malgré la visite de l'esprit de Jesus qui lui pardonne.
Dans la cinquième saison, il supplie Pam de transformer Tara en vampire pour qu'elle ne meure pas, il retourne au Mexique affronter Don Bartolo qui est finalement tué par Maria. Il utilise ses dons pour aider notamment Terry et Patrick pour parler à la femme qu'ils ont tuée en Iraq. Il communique avec Adele Stackhouse pour aider Sookie à trouver le meurtrier de ses parents.
Dans la sixième saison, il aide Sam dans son deuil pour Luna en prenant soin de la petite Emma. Il utilise ses dons pour que Sookie communique avec ses parents, mais l'esprit du père de Sookie s'empare du corps de Lafayette et tente de noyer Sookie. Il appelle Arlène pour la prévenir des problèmes de Terry, mais son collègue est tué par balle derrière le Merlotte.
Lors de l'ultime saison, il perd sa cousine Tara lors de l'attaque des vampires infectés. Il aura des sentiments pour son vampire protecteur James et aidera également Lettie Mae pour l'aider à communiquer avec Tara.

### Eric Northman

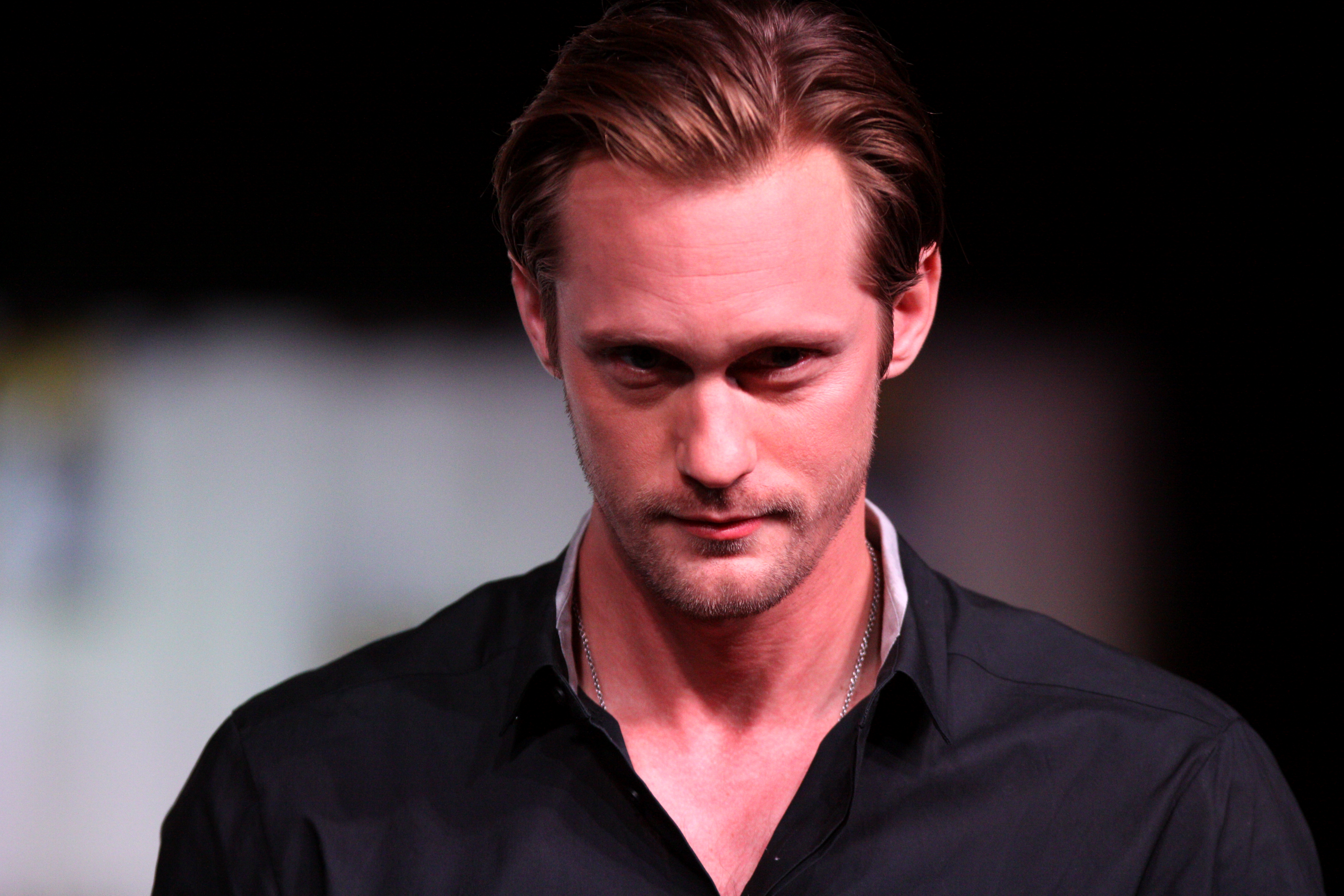
Alexander Skarsgård, qui interprète le vampire millénaire Eric Northman.

Interprété par Alexander Skarsgård
- Type et particularités : Vampire – Progéniture de Godric – Créateur de Pam – Directeur du bar le Fangtasia
- Âge : 1110 ans (né en 900 – vampirisé en 930 à 30 ans)
- Apparitions : Saisons 1 à 7
- Statut : Vivant
- Biographie :

Né au sein d’une famille royale Viking, on apprend dans la troisième saison que toute sa famille a été massacrée par des loups-garous commandés par Russell Edgington, qu'Eric s'est promis de traquer sans relâche depuis. Eric est le gérant du Fangtasia, un bar à vampires à Shreveport et le shérif de la zone 5 en Louisiane.
Extrêmement individualiste, il n'a aucun intérêt pour la politique vampire ni même pour les règles de l'autorité et n'accorde son attention qu'à ceux qui partagent son sang. Par ailleurs, il n'est shérif que par punition, car c'était le seul moyen pour l'autorité de pouvoir le contrôler.
Il dit de Pam — sa progéniture et associée au bar — qu’elle est paresseuse, mais loyale. Comme lui, elle est par ailleurs dotée d'un grand sens de l'humour.
Il développe peu à peu une fascination et une attirance viscérale pour Sookie ; tandis qu'elle est révulsée par son cynisme et sa cruauté. Le fait qu'elle ait bu un peu de son sang en lui sauvant la vie durant la deuxième saison va alors amener de situations ambigües entre ces deux personnages.
Dans la quatrième saison, on découvre qu'il a racheté la maison de Sookie alors qu'elle avait disparu pendant plus d'un an. Lorsqu'elle revient, il lui assure qu'il était le seul à ne pas l'avoir « abandonnée » et lui annonce qu'il en est amoureux, sentiment que Sookie ne partage toujours pas. Il se rend ensuite à la congrégation de sorcières dirigée par la nécromancienne Marnie, pour leur demander de cesser les rituels et attaque la sorcière. Elle riposte alors en lançant une incantation qui a pour conséquence de le rendre amnésique. Errant sur le bord de la route, il est alors repéré par Sookie, qui le ramène chez elle. Depuis son amnésie, Sookie remarque que le comportement d'Eric a radicalement changé, il est plus courtois, moins calculateur, mais plus imprévisible.
Eric finira par retrouver la mémoire et se souviendra de tout ce qu'il y a eu entre lui et Sookie malheureusement celle-ci ne pouvant faire un choix entre lui et Bill, elle finira par partir sans aucun des deux.
Dans la saison 5, il retrouve sa sœur Nora et par la même occasion Russell Edington. Il voit Godric qui lui dit de surveiller Nora. Il accomplit sa vendetta en tuant Russell d'un pieu dans le cœur.
Dans la saison 6, il rend la maison à Sookie et aura une nouvelle progéniture : Willa Burrell. Il libère tous les vampires du camp des vamps et s'exile.
On le voit brûler sur des montagnes lors du final vu que Warlow est mort.
Il revient dans le deuxième épisode de la saison 7 où il est atteint de l'Hépatite V. Il se joindra à Pam pour rejoindre le groupe de Bill et libérer Arlène, Nicole et Jane du Fangstasia. Lui et Pam partent à Dallas à la recherche de Sarah Newlin avec l'aide de Amber Mills. Il arrive finalement à mettre la main sur Sarah Newlin, mais lui et Pam sont capturés par les Yakuzas qui leur proposent un marché qui est de chercher ensemble Sarah. En retournant chez Amber, Eric constate qu'elle est guérie de l'Hépatite V et de ce fait, Eric la tue. Il retrouve Sarah Newlin à la Communauté du Soleil et se nourrit d'elle et à sa grande surprise, ses veines disparaissent et n'a plus l'Hépatite V. Il ira le dire à Sookie mais apprend que Bill est maintenant atteint de l'Hépatite V. Eric fut choqué quand Bill refuse de se guérir de l'Hépatite V et essaiera de l'en dissuader, sans succès. S'étant rendu compte que Mr Gus lui fait pas confiance, lui et Pam le tuent lui ainsi que les Yakuzas et font de Sarah Newlin le vaccin de l'Hépatite V.

### Jessica Hamby
Interprétée par Deborah Ann Woll

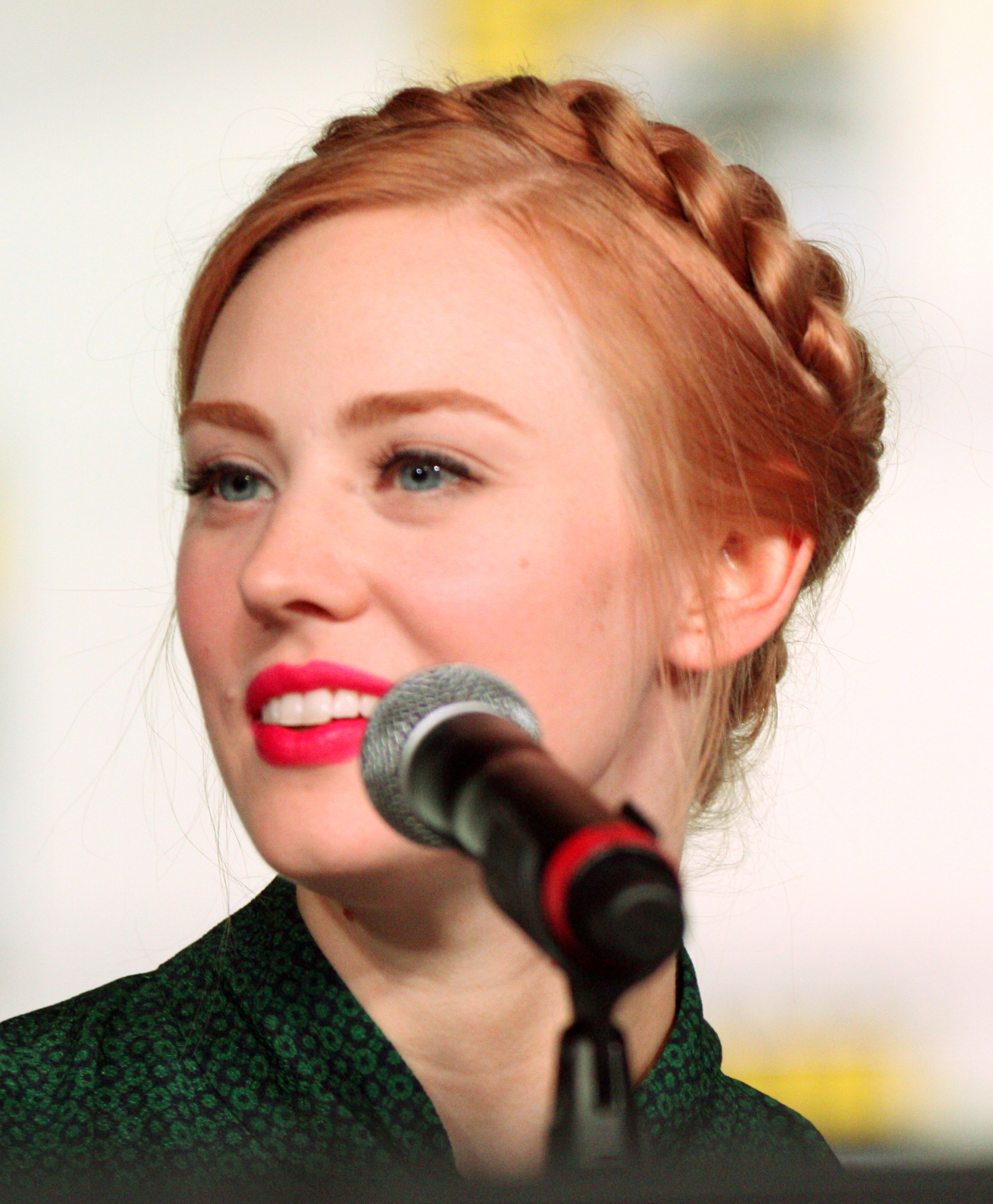
Deborah Ann Woll au Comic-Con de San Diego, en 2012.

- Type et particularité : Vampire — Progéniture de Bill
- Âge : 20 ans (née en 1991 — vampirisée en 2008 à 17 ans)
- Apparitions : Saisons 1 à 7
- Statut : Vivante
- Biographie :

Elle est vampirisée contre sa volonté par Bill Compton en guise de châtiment pour le meurtre de ce dernier sur Longshadow. Elle ressent en premier lieu de la haine et du mépris envers son créateur (Bill ne l'autorise pas à se nourrir d'humains), qui ne la forme pas suffisamment aux rudiments de sa nouvelle condition. Au fil du temps, ils se lient d'une certaine affection.
Peu après sa transformation, elle retourne avec Sookie — à l'insu de Bill — chez ses parents ; forte de ses nouvelles capacités, elle commence à attaquer son père (on apprend qu'il la maltraitait) mais Bill arrive à temps, obligé néanmoins d'hypnotiser toute la famille de Jessica. Jordan Hamby, le père de Jessica est interprété par Ben Lemon, sa mère est interprétée par Cheryl White et sa sœur Eden par Annalise Basso.
Elle entame durant la deuxième saison une relation chaotique avec Hoyt. Par la suite, elle tue accidentellement un camionneur, ne sachant pas comment se nourrir du sang d'un humain sans le drainer jusqu'à la mort. Cet incident devient ensuite un frein pour elle ; alors que Hoyt lui confie qu'il l'aime toujours, elle reste persuadée qu'il ne peut apprécier ce côté d'elle qu'il ne connait pas. Ses craintes se révéleront infondées lorsque le jeune homme lui propose son propre sang. Leur relation connait une interruption lorsque Jessica attaque la mère de Hoyt, à la suite des remarques incessantes dont elle était la cible.
Elle commence à travailler comme serveuse au Merlotte’s après la vague de morts qui a frappé le personnel du bar dans la première saison, et doit alors faire face aux avances répétées de Tommy, le frère de Sam, qui ne se prive pas de dénigrer Hoyt. Toujours fous amoureux l'un de l'autre, ils finissent par se remettre ensemble. Dans la quatrième saison, elle et Hoyt se sont installés dans une maison en location. Mais ses instincts de vampire commencent à reprendre le dessus et leur relation s'effrite peu à peu jusqu’à ce qu'ils se séparent et que Jessica aille plutôt vers Jason.
Elle devra effacer la mémoire Hoyt et le laisser quitter bon temps. Dans la saison 6, elle devient incontrôlable et tuera 3 des filles fées de Andy. Elle sera enfermée au camp des vamps et se liera d'amitié avec James. Elle se proposa d’être la vampire protectrice de Andy et Adilyn.
Lors de l'ultime saison, elle aura une relation intime avec Jason lors de la fête de Sookie, mais en rentrant chez elle, elle apprend que Bill est atteint de l'Hépatite V. Elle sentira la peur d'Adilyne et essaiera de la sauver, mais Violet attrape et attache Jessica, et de même Jason plus tard, ils seront finalement sauvés par son ex, Hoyt Fortenberry, avec lequel elle se remet en couple.

### Arlene Fowler Bellefleur
Interprétée par Carrie Preston

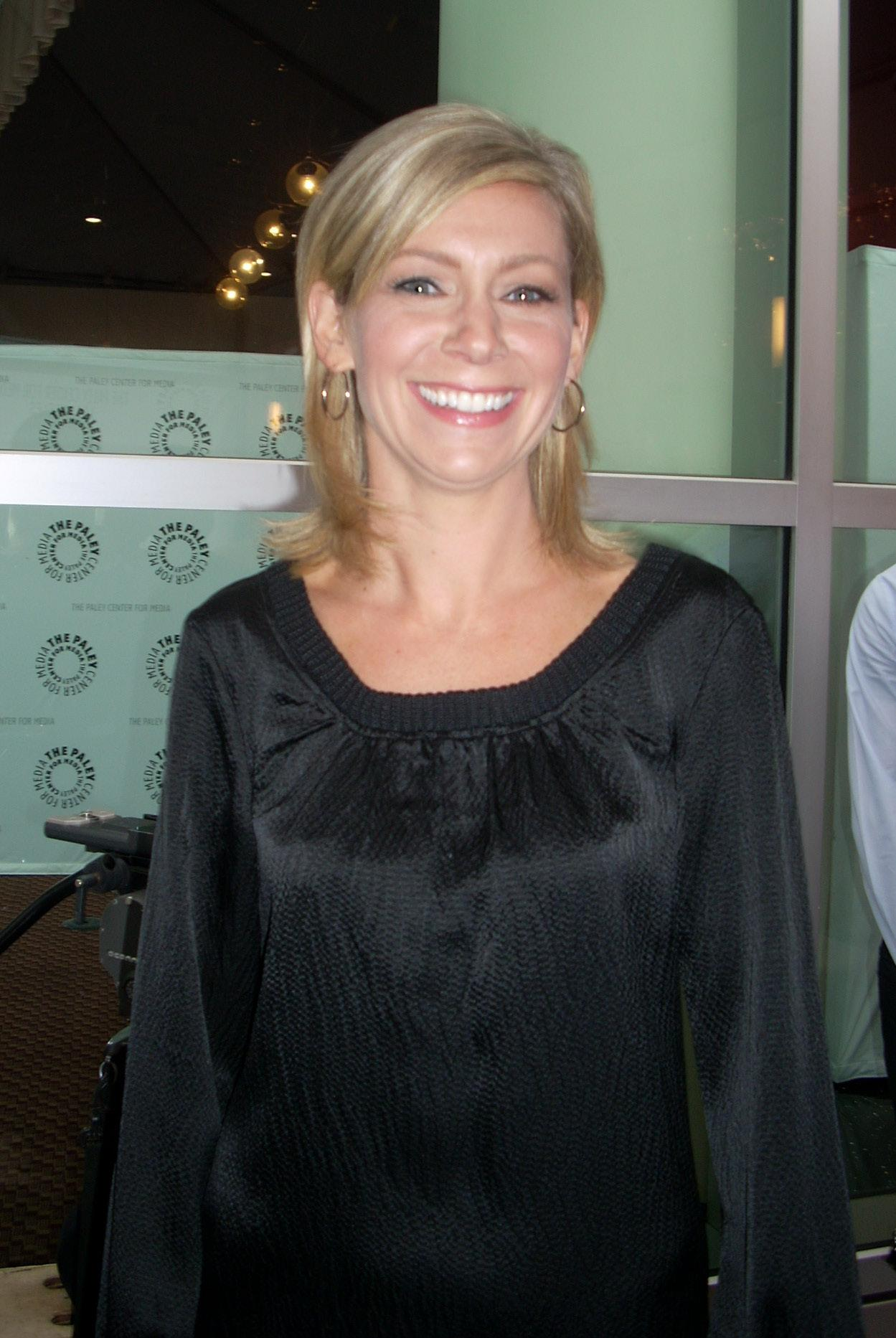
Arlene Fowler est interprétée par Carrie Preston.

- Particularité : Grande amie de Sookie /Garce de service
- Âge : 45 ans
- Apparitions : Saisons 1 à 7
- Statut : Vivante
- Biographie :

Serveuse au Merlotte's depuis de nombreuses années, elle a deux enfants, Coby et Lisa, nés d'un précédent mariage malheureux, comme la plupart de ses relations passées.
Après avoir entretenu une relation avec Drew Marshall alias René Lenier, le meurtrier de la première saison, elle tombe dans les bras de Terry Bellefleur. Elle découvre un peu plus tard qu'elle est enceinte mais se rend rapidement compte que l'enfant est trop vieux pour être celui de Terry. Persuadée que cet enfant sera démoniaque, elle cherche alors à avorter, mais est réticente à se rendre dans un hôpital. En discutant avec Holly — la nouvelle serveuse du Merlotte's et sorcière wiccan — celle-ci lui propose de l'aider à provoquer une fausse couche via un rituel wiccan. Le bébé semble cependant résistant et, après une fausse alerte qui mettra les nerfs de Terry à rude épreuve, Arlene découvre qu’elle est toujours enceinte.
Au début de la quatrième saison, le petit Mikey Bellefleur est né et Arlene pense toujours qu’il n'est pas normal. En effet, il coupe la tête de poupées Barbie et provoque à sa mère, qui le regarde fixement, l’éclatement de vaisseaux dans l’œil, ce mystère prend fin lorsque Mikey est enlevée par un esprit qui cherchait son fils mort il y a des années.
Dans la cinquième saison, elle a peur pour Terry car ce dernier est hanté par ses démons d'Iraq. Elle deviendra une battante notamment lorsqu'elle enfonce sa pince à cheveux dans le crane de Patrick pour que Terry le tue.
Dans la sixième saison, elle croit que Terry veut se suicider et fera appel à Matt pour qu'il hypnose Terry pour l'aider à oublier sa vie de marine, mais malheureusement, Terry est tué par balle derrière le Merlotte.
6 mois plus tard, elle est devenue la patronne de Merlotte devenue le Bellefleur.
Lors de l'ultime saison, elle, Nicole, Jane et Holly sont enlevées par les vampires infectés et enfermées dans le sous-sol du Fangtasia. Elles sont libérées par Bill, Pam, Eric, Jason, Sookie, Sam, Jessica, Violet, Willa, James et Keith. Par la suite, elle aura des sentiments pour son vampire sauveur Keith.

### Pamela «Pam» Swynford De Beaufort

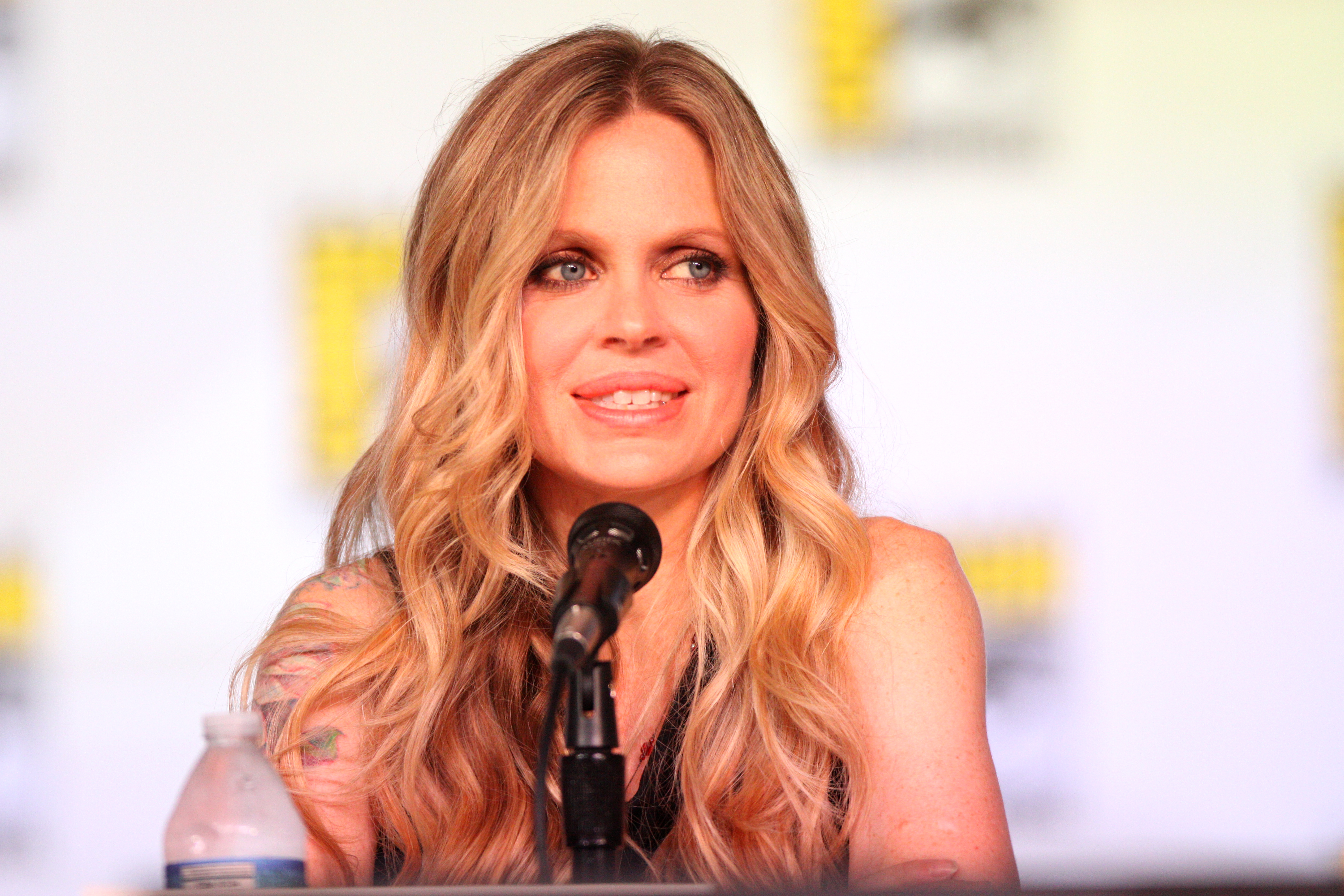
Kristin Bauer au Comic-Con de San Diego, en 2012.

Interprétée par Kristin Bauer van Straten
- Type et particularités : Vampire — Progéniture et associée d'Eric au Fangtasia — Créateur de Tara Thornton dans la saison 5
- Âge : 140 ans (née en 1871 – vampirisée en 1905 à 34 ans)
- Apparitions : Saisons 1 à 7
- Statut : Vivante
- Biographie :

Ancienne patronne d'une "maison close" à San Francisco au XXe siècle, Pamela fait la rencontre d'Eric Northman lorsque celui-ci la sauve de l'attaque d'un homme qui la menace avec une lame en lui arrachant la gorge. Faisant preuve d'un grand contrôle face à ce spectacle, elle éprouve une grande fascination pour Eric, et réciproquement devant cette femme qui n'a pas peur de lui. Voulant échapper à une vie misérable et toute tracée, elle demande à Eric de la transformer ; devant son refus, elle se coupe les veines et pose un ultimatum au vampire. Depuis, les deux vampires ne se sont jamais quittés et Pam l'accompagne dans toutes ses décisions. D'une grande dévotion, elle collabore à la gestion du Fangtasia et au trafic de V orchestré par la reine de Louisiane. Néanmoins durant la cinquième saison, Eric libère Pam de son emprise de créateur à la demande de celle-ci, qui ne supporte plus son impuissance face aux cachotteries de son créateur. Ils restent tout de même très attachés l'un à l'autre, puisqu'elle part à son secours dans le repaire de l'Autorité.
Pam est très coquette, et dotée, comme son créateur, d’un humour cynique et sarcastique, mais se montre toujours froide et distante envers les vampires et les humains. Ce comportement est dû à son passé d'humaine, elle ne considère personne excepté Eric. Dans la cinquième saison, elle devient à son tour créatrice puisqu'elle vampirise Tara à la demande de Sookie. Seule aux rênes du Fangtasia, elle doit alors éduquer Tara, avec qui elle développe une étrange relation. Elle finit par embrasser Tara lorsque celle-ci la libère des cellules de l'autorité.
C'est enfermée au camp des vamps que Pam livre des infos sur sa vie actuelle et ancienne au Dr Finn. Elle devra se battre contre Eric mais les deux tuent les gardes. Une fois libérée du camp, son créateur Eric veut finir avec les gens qu'il connait et part, mais avec son caractère, Pam confie Willa à Tara et part retrouver son créateur.
Lors de l'ultime saison, elle retrouve son créateur atteint par l'Hépatite V et mourant, mais quand elle lui dit que Sarah Newlin est en vie, Eric se lève et l'aventure commence. Ils iront à Dallas voir Amber Mills, la sœur vampire de Sarah Newlin. Elle est contre que Eric tue Sarah Newlin car si elle meurt, Eric meurt aussi. Elle fut aussi choquée quand Bill refuse de se guérir de l'Hépatite V. Elle aide Eric à tuer Mr Gus et les Yakuzas et fera de Sarah Newlin le vaccin de l'Hépatite V.

### Andrew «Andy» Bellefleur
Interprété par Chris Bauer
- Particularité : Shérif de Bon Temps au départ de Bud Dearborne
- Âge : 40 ans
- Apparitions : Saisons 1 à 7
- Statut : Vivant
- Biographie :

Andy est un policier quelque peu incompétent, marqué par le léger mépris dont font preuve les citoyens de Bon Temps. Son penchant pour l'alcool le contraint à rendre son badge et son arme durant la deuxième saison, puis il se retrouve à la tête de son équipe lorsque le shérif Bud Dearborne prend sa retraite. Il partage une relation particulière avec Jason Stackhouse, puisqu'il endosse la responsabilité de ce dernier dans le meurtre d’Eggs et lui permet ensuite — certes contraint — de rejoindre d'une façon peu académique les rangs de la police. On le retrouve au début de la quatrième saison, accro au V. Il finit par arrêter grâce à son cousin Terry et, dans les derniers épisodes, il rencontre un fée, fait le pacte de la protéger et couche avec avant que celle-ci ne disparaisse. Il entame par la suite une relation avec la nouvelle serveuse du Merlotte's, Holly Cleary. Femme divorcée et mère de deux enfants difficiles qui n'arrivent pas à accepter que leur génitrice soit avec un nouvel homme — surtout celui-là — elle se voit obligée de les sermonner pour qu'ils cessent leurs ridicules vengeances : comme celle de mettre une photo nue du shérif sur Facebook. Alors qu'il est persuadé d'être le flic le plus minable de Bon Temps, il tuera son ancien chef Bud Dearborne, chef de la haine contre les êtres surnaturels. Alors que leur relation semble décoller agréablement, la fée qu'il avait rencontrée un peu plus tôt (pas plus d'un mois auparavant) le retrouve et accouche d'une tripotée de petites filles dont il aura du mal à s'occuper sans l'aide d'Arlene, de Terry et de Holly. Mais un soir, il se rend compte que ses filles fées ont pris deux ans en une seule nuit. Il recherche ses filles lorsqu'elles ont fugué à 18 ans pour boire de l'alcool, mais en se rendant chez Bill, il voit que Jessica a tué ses filles fées mais heureusement Numéro 4 est en vie et la sauve grâce au Jus de Vampire. Il décidé de l'appeler Adilyn, Brylynn, Charlaine, Danica en hommage à ses sœurs. Son deuil n'est pas fini car son cousin Terry est tué par balle derrière le Merlotte's.
Lors de l'ultime saison, il est énervé par rapport à la disparition de Holly et Arlene. Il menacera Wade car il a surpris ce dernier avec sa fille, mais lui et Holly se rendent compte que Adilyn et Wade ont fui au Fort Bellefleur, mais ils n'y sont plus. Il retrouve finalement sa fille à Monroe, chez Violet.

### Terry Bellefleur
Interprété par Todd Lowe

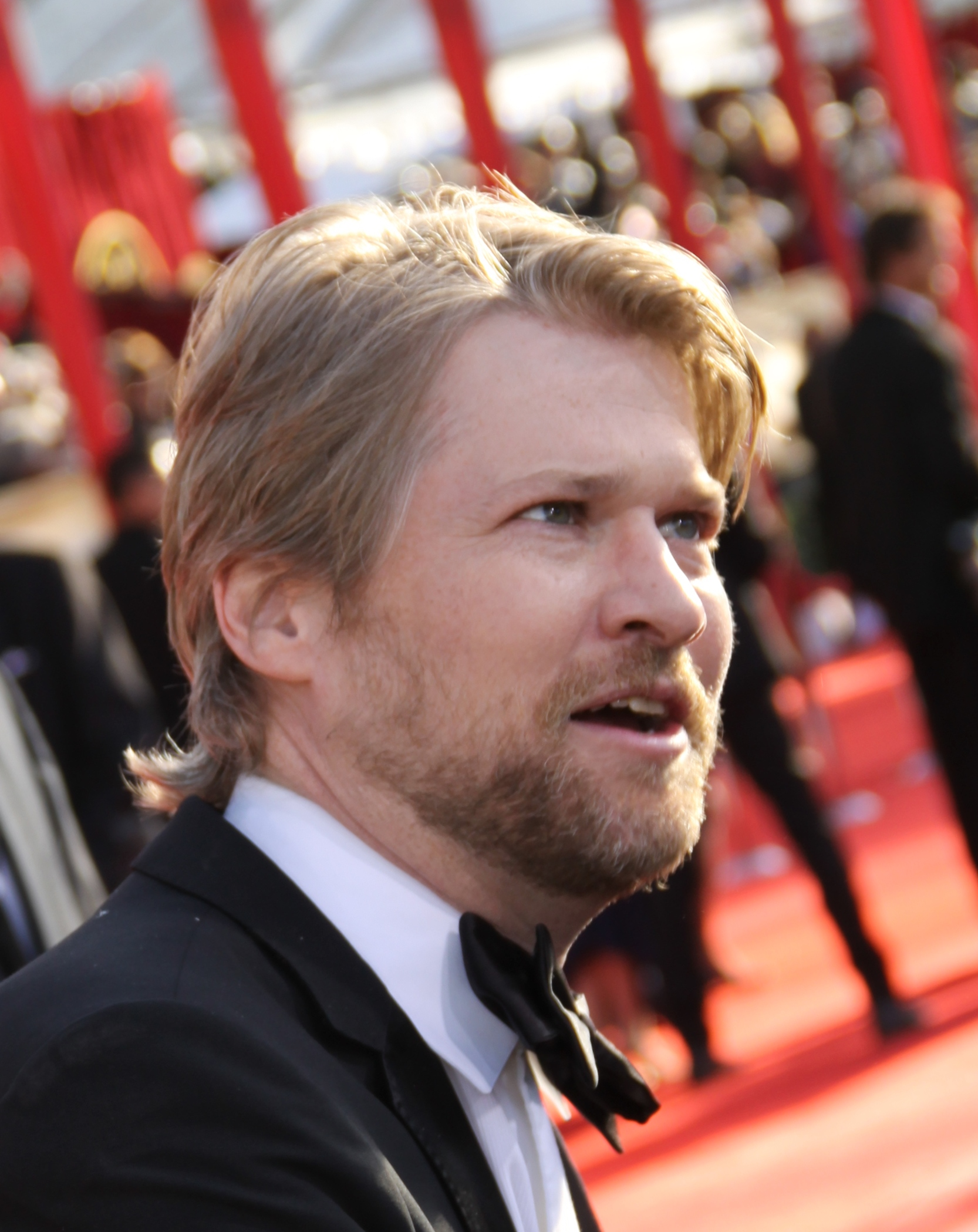
Todd Lowe aux Screen Actors Guild Awards, en 2010.

- Apparitions : Saisons 1 à 6, 7(flashback)
- Âge : 40 ans — Tué par balle (saison 6)
- Statut : Décédé
- Biographie :

Terry est un vétéran de la Guerre d'Iraq, considéré comme un peu étrange par ses congénères. Il souffre en réalité de stress post-traumatique. Il remplace Lafayette dans les cuisines du Merlotte's.
Durant la première saison, il sauve la vie de Sookie, aux prises avec René et entame par la suite une relation avec Arlene. Quand il apprend que le bébé qu’Arlene attend est celui du défunt Drew Marshall, il la rassure et lui dit qu’il l’assumera comme si c’était son propre fils. Lors de la cinquième saison, son compagnon de guerre, Patrick Devins, refait surface. Terry et Patrick sont en route vers le Dakota du Sud à la recherche de leur coéquipier Brian Eller. Dans la sixième saison, pour oublier d'avoir tué Patrick, Holly et Arlène engagent un vampire pour l'hypnotiser. En revanche, au Merlotte, quand Terry sort par derrière le bar, il est assassiné d'une balle dans le cou par un ami à qui il avait demandé de le tuer et meurt dans les bras d'Arlène.
Il apparait une dernière fois en esprit dans la saison 7 lorsque Arlène est entre la vie et la mort au Fangtasia.

### Hoyt Fortenberry
Interprété par Jim Parrack
- Particularités : Petit ami de Jessica Hamby puis de Brigette. Meilleur ami de Jason
- Apparitions : Saisons 1 à 5 et 7
- Statut : Vivant
- Biographie :

Hoyt est le meilleur ami de Jason. Il entame une relation chaotique avec Jessica, la progéniture de Bill, pour laquelle il ira jusqu'à affronter sa propre mère omniprésente et méprisante vis-à-vis de Jessica. Celle-ci profite d'un « break » dans leur histoire pour missionner une jeune femme, Summer, afin de le séduire et de l'éloigner de la vampire. Mais Hoyt est toujours amoureux de Jessica et ils se remettent ensemble.
Au début de la quatrième saison, ils vivent ensemble dans une maison, mais les instincts de Jessica commencent à reprendre le dessus et leur relation se finit par des insultes ; de plus elle couche avec Jason, auquel Hoyt ne pardonnera jamais cet acte. Enfin, il part vivre en Alaska durant la cinquième saison, après avoir demandé à Jessica de l'hypnotiser afin de la sortir, elle ainsi que Jason, de sa mémoire.
Il réapparait lors de la saison 7 en Alaska lorsque Jason l'appelle pour lui annoncer le décès de sa mère. Il travaille sur une plate-forme pétrolière. Il fait son retour à Bon Temps avec Brigette, sa petite amie, et retrouve Arlène et "rencontre" Jason. Il commence à se disputer avec Brigette à propos de bébé. Il ira à Monroe et tuera Violet pour ensuite sauver Jason, Jessica, Wade et Adilyn.
Il quittera Brigette pour se remettre en couple avec Jessica après avoir réappris toute l'histoire entre lui et Jason.

## Personnages introduits dans la première saison

### Lorena Krasiki
Interprétée par Mariana Klaveno
- Type et particularité : Vampire – Progéniture de Istvàn & Créatrice de Bill
- Âge : 250 ans — née en 1759 – (vampirisée en 1777 à 18 ans à Vienne (Autriche) — Tuée par Sookie (saison 3)
- Apparitions : Saisons 2 et 3
- Statut : Décédée
- Biographie :

Lorena est la créatrice de Bill. Folle de lui, elle fait tout pour séparer Bill et Sookie.
Elle a changé Bill en vampire pendant la Guerre de Sécession, alors qu'il rentrait chez lui et qu'elle lui offrait le gîte pour une nuit. Ils sont alors restés ensemble pendant près d'un siècle, commettant plusieurs massacres entre les États-Unis et l'Europe. Bill l'a finalement forcée à le libérer de son lien, fatigué de ses meurtres.
Personnage récurrent des trois premières saisons, elle est chargée par Russell Edgington d'assassiner Bill mais sera finalement tuée par Sookie pendant que Bill la maintient.
Elle apparait brièvement dans la saison 5, dans un flashback au cours duquel Bill rencontre pour la première fois Eric sous les yeux de Pam encore humaine.

### Maryann Forrester
Interprétée par Michelle Forbes

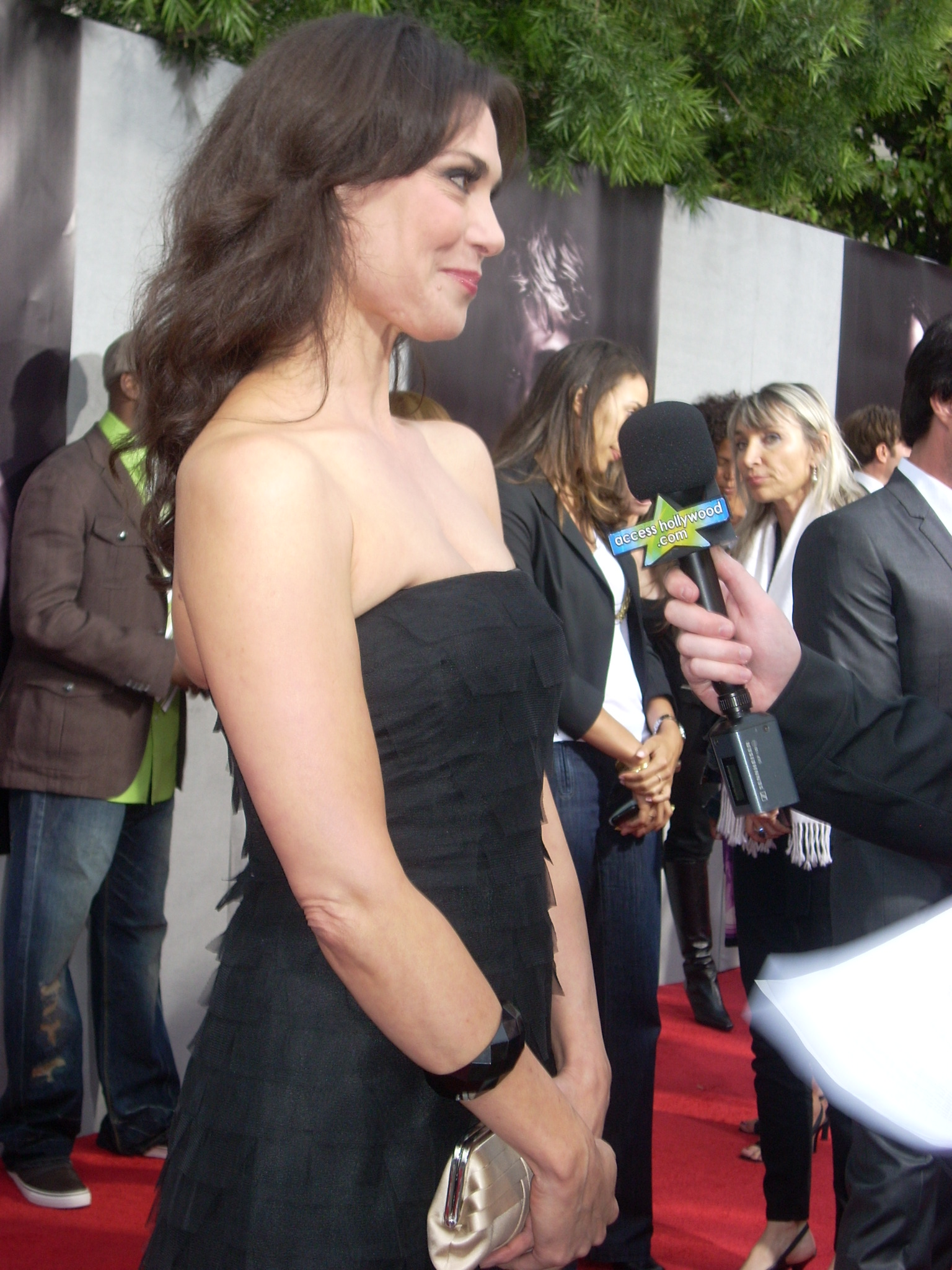
Maryann Forrester, la ménade de la série, a été interprétée par Michelle Forbes de 2008 à 2009.

- Type et particularité : Ménade – Antagoniste principal de la deuxième saison
- Âge : 100 000 ans — Tuée par Sam
- Apparitions : Saisons 1 et 2
- Statut : Décédée
- Biographie :

Maryann arrive à Bon Temps à la fin de la première saison, présentée comme une assistante sociale atypique, elle recueille Tara et lui redonne confiance en elle. Toujours très élégante, dotée d'un charme particulier, grande organisatrice de soirées, elle sera très appréciée à Bon Temps. Cependant la vérité sera toute autre ; Maryann existe depuis des millénaires, c'est une des suiveuses de Dionysos et de par ce rôle, elle fait ressortir tous les plus bas instincts des humains depuis une sexualité sans aucune limite jusqu'au cannibalisme. Lors des orgies qu'elle organise, Maryann est animée de vibrations — provoquées par l'énergie des humains — dont elle se sert pour contrôler les résidents de la petite ville. Elle chasse les êtres surnaturels, tels que les métamorphes, dont elle arrache le cœur de manière qu'ils servent d'hôtes à son Dieu Dionysos.
Toujours en quête de l'hôte parfait pour le retour de son Dieu sur terre, Maryann jette son dévolu sur Sam qu'elle tente d'atteindre durant toute la deuxième saison par le biais de Tara, alors sous sa domination. Lorsque Sookie, Jason et Bill reviennent de Dallas, ils trouvent la ville de Bon Temps plongée dans un chaos total ainsi que Sam en fuite. Bill, intoxiqué par le sang de Maryann, fait appel à la Reine Sophie-Anne pour trouver le moyen de l'arrêter. Elle est finalement tuée par Sam qui lui arrache le cœur après avoir pris l'apparence de Dionysos, un taureau blanc.

### Bud Dearborne
Interprété par William Sanderson
- Apparitions : Saisons 1 à 3 et 5
- Statut : Décédé
- Biographie :

Bud Dearborne est le shérif de Bon Temps. Officiant durant les deux premières saisons, il est fatigué des massacres qui arrivent dans le sexe interpréter  tranquillement ville de Bon Temps depuis la Grande Révélation. Il prend sa retraite au début de la troisième saison, nommant Andy Bellefleur comme successeur.
Il revient dans la saison 5, lorsque Andy et Jason découvrent qu'il est à la tête, avec sa nouvelle femme, d'une organisation criminelle dont le but est d'éliminer les "freaks", autrement dit les vampires, métamorphes et loups-garous. Il sera abattu par Andy d'une balle dans la poitrine alors qu'il allait assassiner Sam après avoir enlevé Sookie et Hoyt.

### Benedict «Eggs» Talley

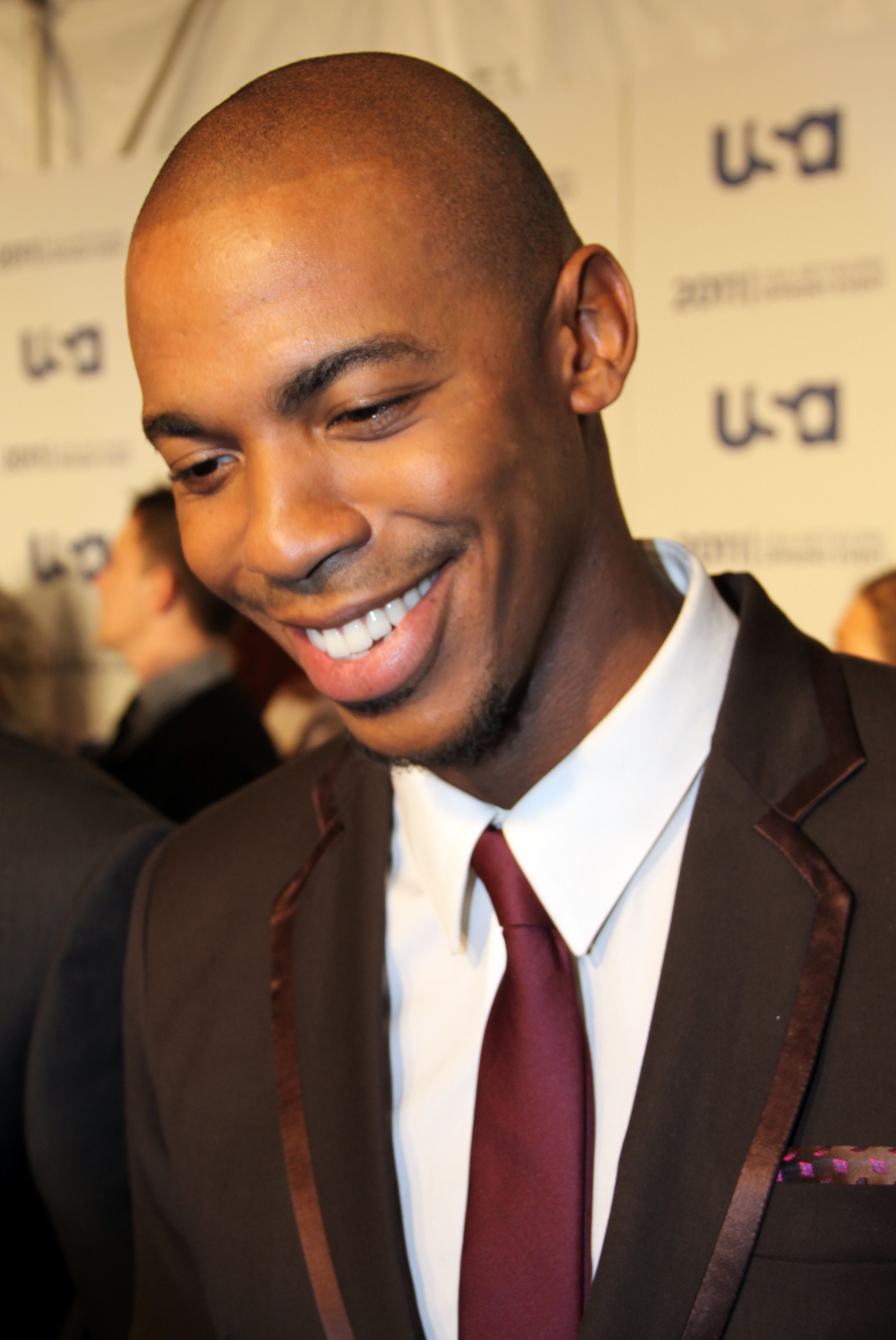
Mehcad Brooks, l'interprète de « Eggs ».

Interprété par Mehcad Brooks
- Apparitions : Saisons 1 et 2
- Statut : Décédé
- Biographie :

Surnommé Eggs, il apparait aux côtés de Maryann, qui l’a recueilli tandis qu’il était dans une très mauvaise passe. Lorsqu’il rencontre Tara, recueillie à son tour par Maryann, ils tombent amoureux. À la mort de Maryann, Sookie lit à sa demande dans son esprit et lui avoue les actes horribles qu’il a commis lors de ses « trous noirs » où il était sous l’emprise de la ménade. Il force alors Andy Bellefleur à l’arrêter mais ce dernier refuse. Muni d’une arme blanche, Jason le voit de loin et croit qu’il menace Andy. Il tire alors sur Eggs en pleine tête. Eggs étant sans famille, Sookie finance ses funérailles auxquelles elle et Tara sont les seules à se rendre. Tara apprend bien plus tard par Jason la vérité sur le meurtre d’Eggs.

### Nancy LeGuare
Interprétée par Aisha Hinds
- Apparitions : Saisons 1 et 2
- Statut : Décédée
- Biographie :

Plus connue sous le nom de Miss Jeannette, elle est présentée comme une sorcière exorciste. Elle exorcise alors Lettie Mae puis Tara, avant que cette dernière ne découvre par hasard qu’elle est en fait pharmacienne et qu’elle les a arnaquées. Lors du rituel avec Tara, elle a involontairement invoqué la ménade Maryann, qui la tue par la suite en lui arrachant le cœur.

### Drew Marshall alias René Lenier
Interprété par Michael Raymond-James
- Type et particularité : Humain – Antagoniste principal de la première saison
- Âge : Entre 35 et 45 ans – Décapité par Sookie
- Apparitions : Saison 1 (4)
- Statut : Décédé
- Biographie :

René Lenier est le compagnon d'Arlene dans la première saison mais il s'avère également être le tueur en série qui terrorise Bon Temps en tuant des femmes qui couchent avec des vampires. En effet, René, qui a tué sa sœur par accident parce qu'elle entretenait une relation avec un vampire, se sent depuis investi d'une mission qui l'oblige à tuer ces femmes qui, selon lui, commettent des actes contre nature.
Intelligent et manipulateur, René sait très bien se faire passer pour quelqu'un de sympathique et de compatissant, si bien que même Sookie a du mal à lire dans ses pensées. Dans la version originale, il apprend l'accent cajun pour masquer ses origines. Lorsqu'il apprend que cette dernière sort avec Bill, elle devient sa nouvelle cible ce qui l'amène à entrer par effraction chez elle pour finalement assassiner sauvagement sa grand-mère. René tente ensuite de tuer Sookie pendant la totalité de la première saison jusqu'à ce qu'elle réussisse à le mettre hors d'état de nuire en le décapitant avec une pelle.
On apprend dans la troisième saison qu’Arlene est tombée enceinte de lui, un garçon dont elle craint qu'il n'ait hérité des penchants meurtriers de son père.
Il apparait auprès d'elle, à la fin de la quatrième saison, lui disant que Terry est dangereux.

### Maudette Pickens
Interprétée par Danielle Sapia
- Apparitions : Saison 1
- Statut : Décédée
- Biographie :

Maudette est une croc-puleuse, personne qui "couche" avec des vampires. Elle a eu une relation torride d'un soir avec Jason et fut ensuite retrouvée étranglée. Jason fut suspecté puis innocenté par une preuve vidéo.

### Dawn Green
Interprétée par Lynn Collins
- Apparitions : Saison 1
- Statut : Décédée
- Biographie :

Dawn a passé une nuit avec un vampire rencontré au Fangtasia alors que Jason ne l'appelait plus. Plus tard, on découvrira que ce vampire n'est autre qu'Eric. Environ une semaine après s'être remise avec Jason, Dawn est retrouvée morte chez elle, étranglée. C'est Sookie qui la trouve. Elle est la deuxième victime du tueur en série de Bon Temps.

### Amy Burley
Interprété par Lizzy Caplan
- Apparitions : Saison 1
- Statut : Décédée
- Biographie :

Amy rencontre Jason au Fangtasia alors qu’il est à la recherche de V. Amy, une hippie accro au V, lui en propose, puis ils vont chez Jason. Ils deviennent rapidement amants puis elle est recrutée comme serveuse au Merlotte’s avant de mourir à son tour, étranglée par René Lenier.

### Adele Stackhouse
Interprétée par Lois Smith
- Type et particularité : Humain – Grand-mère de Sookie et Jason
- Âge : La plus âgée de Bon Temps – Tuée par René Lenier
- Apparitions : Saison 1, 4 et 7
- Statut : Décédée
- Biographie :

Adele est la grand-mère de Sookie et Jason, qu'elle a recueilli enfants, à la mort de leurs parents dans une crue. Elle avait beaucoup d’intérêt pour l’Histoire et particulièrement les Guerres, c’est pourquoi elle fut immédiatement intéressée par le vampire Bill Compton, petit ami centenaire de Sookie, qu’elle considère par ailleurs comme un parfait gentilhomme. Elle est tuée par René Lenier, alors qu’il était venu pour assassiner Sookie. Son fantôme réapparait dans la quatrième saison pour aider Antonia à expulser Marnie du corps de Lafayette. Elle réapparaît lors de flash-back dans le dernier épisode de la série.

### Bartlett Hale
Interprété par Cheyenne Wilbur
- Apparitions : Saison 1
- Statut : Décédé
- Biographie :

Bartlett était le frère d’Adele Stackhouse et donc le grand-oncle de Sookie et Jason. Lorsque Sookie avoua, encore enfant, à sa grand-mère Adele que Bartlett lui faisait des attouchements celle-ci lui interdit aussitôt de remettre les pieds chez elle et coupa tout contact avec lui. On voit Bartlett à l’enterrement d’Adele, où Sookie ne le considère pas comme le bienvenu tandis que Jason trouve normal qu’il soit là. Après que Sookie a parlé de ces attouchements à Bill, celui-ci décide de le tuer, chose que Sookie découvre plus tard.

### Longshadow
Interprété par Raoul Trujillo
- Type et particularité : Vampire et associé d’Eric et Pam au Fangtasia
- Apparitions : Saison 1
- Statut : Décédé
- Biographie :

Longshadow était un vampire, associé de Pam et Eric au club Fangtasia. Lorsque Sookie, à la demande d’Eric, démasque le voleur de la caisse du bar, en lisant les pensées de Ginger — la serveuse humaine — Longshadow s’en prend à elle en essayant de la tuer pour la faire taire, mais c'est lui qui trouvera la « vraie mort » des mains de Bill. Après sa mort, son remplaçant est Chow Lin.

### Ginger
Interprétée par Tara Buck
- Particularité : Assistante d’Eric et Pam au Fangtasia
- Apparitions : Saison 1 à 7
- Statut : Vivante
- Biographie :

Ginger est l'assistante principale d'Eric et Pam, s'occupant de la logistique du bar notamment pendant la journée. Elle travaille pour eux depuis 20 ans et a un énorme coup de cœur pour Eric. Régulièrement exposée à différentes situations qui ne la regardent en rien, elle est très souvent hypnotisée par Eric et Pam au point d'en perdre progressivement ses facultés intellectuelles. C'est elle qui a imaginé le concept et le nom de Fangtasia, mais se l'est fait voler par Pam.

### Liam McKnight
Interprété par Graham Shiels
- Type : Vampire
- Âge : 70 ans
- Apparitions : Saison 1
- Statut : Décédé
- Biographie :

Liam était un vampire résident de Bon Temps. C’est avec lui que Maudette Pickens a eu une relation sexuelle. Il meurt dans un incendie criminel. Il était toujours en compagnie de Dianne.

### Eddie Gauthier
Interprété par Stephen Root
- Type : Vampire
- Âge : Vampirisé récemment – Tué par Amy Burley
- Apparitions : Saison 1
- Statut : Décédé
- Biographie :

Eddie a été vampirisé récemment (avant les faits de la série), car il voulait attirer les hommes. Il avait des relations sexuelles avec Lafayette, à qui il fournissait du V en échange. Il se fait enlever et séquestrer par Amy et Jason, à la recherche d’une source de V. Il se fait tuer par Amy tandis que Jason voulait le libérer. Il « apparait » de nouveau au début de la quatrième saison via la nécromancienne Marnie, qui fait passer un message à Lafayette de sa part sur les circonstances de sa mort.

### Nan Flanagan
Interprétée par Jessica Tuck
- Type et particularité : Vampire – Porte-parole de la Ligue américaine des vampires
- Âge : 816 ans — Tuée par Eric et Bill
- Apparitions : Saisons 1 à 4 et 7
- Statut : Décédée
- Biographie :

Nan Flanagan est la porte-parole du parti politique de la Ligue américaine des vampires aux yeux de la population des États-Unis. Lors de ses nombreuses apparitions télévisées, elle fait toujours preuve d'une grande diplomatie face à ses opposants.
Représentante de l'Autorité, c'est elle qui déchoit Godric de sa fonction de shérif à sa demande. Elle est également amenée à interroger Eric sur la disparition de l'Ordonnateur et sur les agissements de Russell Edgington, pour enfin lui donner carte blanche pour l'éliminer par ses propres moyens (officiellement, l’Autorité n’y est pas mêlée). Au cours de la troisième saison, on découvre que loin des regards, elle ne se nourrit pas seulement de sang synthétique dont elle fait l’éloge, mais également d’humains. À la suite des agissements et déclarations terroristes de Russell Edgington auxquels elle a assisté devant son écran de télévision, elle tente de sauver la face des vampires via une nouvelle apparition télévisée où elle le dénonce comme un terroriste complètement fou, non représentatif de la majorité des vampires, et le compare même à Ben Laden pour les humains.
Au début de la quatrième saison, on la retrouve — essayant encore de rattraper le chaos semé — préparant un spot télévisé provampires. Elle réquisitionne Pam pour apparaitre sur l’enregistrement, mais sa prestation ne convainc pas Nan qui demande à Eric de prendre sa place. On découvre qu’elle a rencontré Bill en 1982 à Londres où elle lui avoue qu’elle l’observe depuis quelque temps. Elle admire la façon dont il se nourrit des humains — sans les tuer, chose peu répandue à cette époque — et l'informe de la mise au point imminente d'un sang synthétique capable de rassasier les vampires. Elle lui propose alors — dans le but de promouvoir des valeurs plus "médiatiques" — d’infiltrer la monarchie pour prendre à terme, la place de la Reine de Louisiane, mission qu'il mène effectivement à bien. Une fois cette dernière éliminée, Nan demande à Bill ce qu’a Sookie de si spécial, mais Bill lui jure qu’il n’y a rien ; elle le met alors en garde de ne pas lui mentir, sinon il finira comme la Reine qui en a fait l’expérience.
Elle nomme ensuite Bill Roi de Louisiane et Nan entretient une relation plus étroite avec lui, faisant l'intermédiaire entre lui et l'Autorité. Mais elle finit par perdre sa place de représentante de la LAV et de l'Autorité quand éclate l'affaire de Marnie — wicca nécromancienne — et risque la mort définitive. Elle décide alors de se rebeller contre l'Autorité et, ayant découvert la nature secrète de Sookie, fait chanter Bill et Eric pour qu'ils l'aident mais ceux-ci ne l'entendent pas de cette oreille et tandis qu'Eric tue sa garde, Bill lui enfonce un pieu dans le cœur.
Elle réapparait dans la saison 7, dans un flash-back. En France dans les années 80, elle a rencontré Eric et Pam pour la première fois car ils désobéissaient entre autres aux règles du shérif local dans un vignoble.

### Maxine Fortenberry
Interprétée par Dale Raoul
- Apparitions : Saisons 1 à 7
- Statut : Décédée
- Biographie :

Maxine est la mère de Hoyt, qui vit encore chez elle. Elle est envahissante envers son fils, qu’elle appelle encore "mon bébé", alors qu’il a 28 ans. Elle et désapprouve totalement la relation qu’il entame avec une jeune vampire, Jessica et met du cœur à l’ouvrage pour leur mettre des bâtons dans les roues, notamment en envoyant une jeune femme, Summer, le séduire.
Tandis qu’elle était sous l’emprise de la ménade Maryann, Maxine a avoué à Hoyt la vérité sur la mort de son père. En effet, contrairement à ce qu’elle avait toujours prétendu, son père n’avait pas été tué par un cambrioleur, mais s’était suicidé. C’est également ce qu’elle avait fait croire à l’assurance pour toucher l’argent de l’assurance-vie de son mari. Trahi par sa mère, Hoyt a quitté le domicile familial puis s’installe avec Jessica dans une maison en location.
Mais Maxine n'apprécie pas du tout Jessica, et fait tout pour tenter de mettre un terme à la relation de son fils avec la vampire. Hoyt finit par rompre tout contact avec sa mère ; qui va ensuite s'occuper de Tommy comme s'il était son propre fils après que Sam lui a tiré dessus. Mais Tommy arnaque Maxine et les deux se perdront de vue.
Dans la cinquième saison, Hoyt habite de nouveau chez elle à cause de ses soucis avec Jessica et Jason.
Lors de l'ultime saison, elle se retourne contre ceux qui ne sont pas humains et s’entraînera avec les autres à tuer des vampires. Sur la route, elle se porte volontaire pour tuer Jessica et tire sur son épaule provoquant une blessure. Après cela, Maxine se fait arracher le cœur par Violet.

### Steve Newlin
Interprété par Michael McMillian
- Type : Vampire (fin saison 4)
- Âge : 33 ans

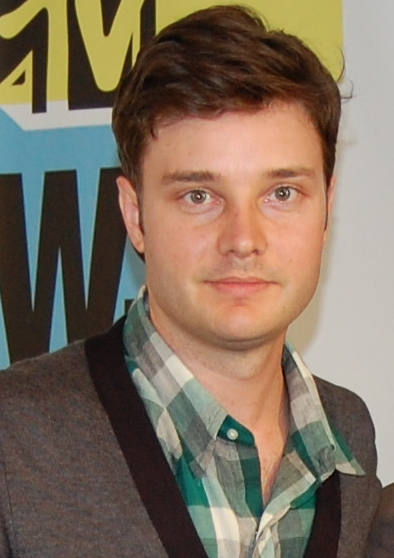
Michael McMillian en 2010.

- Apparitions : Saisons 1 à 6, 7 (flashback)
- Statut : Décédé
- Biographie :

Steve Newlin est le révérend de l’Église de la Confrérie du Soleil. Sa femme est Sarah Newlin et son père Théodore Newlin. Il justifie sa haine envers les vampires en clamant que sa famille a été tuée par leur race et projette même d'entrer en guerre contre eux à l'aide de son armée paramilitaire, les « Soldats du Soleil ». En guise d'« exemple » et d’avant-goût, il fait enlever un vampire très puissant, Godric, dans l'intention de le crucifier puis de l’exposer à la lumière du jour pour qu’il brûle devant les partisans de la Confrérie. Mais son plan échoue lorsque Godric est retrouvé par sa progéniture, Eric, et ses disciples. À la suite de cet échec, il envoie Luke McDonald en kamikaze à la fête organisée en l’honneur de Godric. Luke fait exploser la bombe tuant ainsi définitivement quelques vampires. Dans le troisième épisode de la quatrième saison, on apprend qu'il a disparu depuis 6 mois.
Il est en réalité devenu vampire et apparait à Bon Temps pour avouer son attirance physique pour Jason. L'Autorité vampire compte utiliser sa notoriété pour faire de lui le nouvel ambassadeur des vampires, succédant à Nan Flanagan. Contre toute attente, il commencera alors à entretenir une relation très ambigüe avec Russell Edgington, devenu le cheval de bataille de l'Autorité Vampirique réformée par Salome.
Dans la saison 6, il meurt brûlé par le Soleil au camp des vampires, et réapparait en vision à Sarah dans l'épisode final de la série.

### Lettie Mae Thornton
Interprétée par Adina Porter
- Particularités : Mère de Tara et tante de Lafayette
- Apparitions : Saisons 1 à 7
- Statut : Vivante
- Biographie :

Lettie Mae — ravagée par un alcoolisme aigu — n'a jamais pris soin de sa fille, Tara, qui fait néanmoins son possible pour la tirer de ses ennuis allant jusqu'à payer un exorcisme pour que Lettie Mae soit libéré de son addiction.
Elle devient alors profondément religieuse et se retourne contre sa fille alors que celle-ci se retrouve en prison. Elle finit par coucher avec le pasteur de sa paroisse, puis par l'épouser. Quand elle apprend que sa fille est devenue un vampire, elle la renie.
À la fin de la saison 6, elle s'excuse et propose à Tara de se nourrir de son sang.
Elle perd Tara dans le 1er épisode de l'ultime saison. Par la suite, elle aura des visions de Tara qui essaie de lui dire qu'elle avait essayé de tuer son père lorsque Lettie Maé se faisait frapper par ce dernier.

### Chow Lin
Interprété par Patrick Gallagher
- Type et particularité : Vampire — Associé d'Eric et Pam au Fangtasia
- Apparitions : Saisons 1 et 2
- Statut : Inconnu
- Biographie :

Chow est le successeur de Longshadow au Fangtasia. Apparemment amateur des jeux vidéo, il a un record de 11 coups sous le Par sur un jeu de golf sur Wii (meilleur que celui de Bill, à son grand désarroi). Dans la deuxième saison, on le voit se nourrir du sang de Lafayette avec Eric et Pam.

### Mike Spencer
Interprété par John Billingsley
- Apparitions : Saisons 1 à 5
- Statut : Décédé
- Biographie :

Mike Spencer est le directeur d’un funérarium à Bon Temps et médecin légiste. C’était un personnage récurrent de la première saison en raison du nombre de morts. Vampirisé dans la saison 5, tué par Sookie.

### Kenya Jones
Interprétée par Tanya Wright
- Apparitions : Saisons 1,2,3,5 et 7
- Statut : Décédée
- Biographie :

Kenya est adjointe au shérif de Bon Temps. Elle semble être familière de Tara et Lettie Mae Thornton. Kenya n’apprécie pas Andy Bellefleur et pense qu’elle méritait davantage le poste de shérif à la suite du départ de Bud Dearborne. Elle aidera Andy et Jason à enquêter sur le groupe de la haine contre les êtres surnaturels. Dans la saison 7, elle se lie avec les habitants pour combattre ceux n'étant pas humains. Elle est tuée au Fangtasia par un vampire infecté.

### Kevin Ellis
Interprété par John Rezig
- Apparitions : Saisons 1 à 7
- Statut :Décédé
- Biographie :

Kevin est adjoint au shérif de Bon Temps. Il n'est pas très futé. Dans la saison 3, il est mordu par une panthère garou et dit qu'il est capable depuis de prévoir la météo. Il aide Andy à chercher le groupe qui déteste les êtres surnaturels dans la saison 5. Dans la saison 6, lui et Rosie sont présents pendant l'enterrement de Terry Bellefleur.
Il meurt dans le 1er épisode de l'ultime saison.

### Jorge Alonso de San Diego alias l’Ordonnateur ou le Grand Maître
Interprété par Zeljko Ivanek
- Type et particularité : Vampire – Ordonnateur ou Grand-Maître du tribunal des vampires
- Âge : Environ 1100 ans – Décapité par Russell Edgington
  -     - Apparitions : Saisons 1 à 3, apparition dans un flash-back de la saison 7
- Statut : Décédé
- Biographie :

L'ordonnateur (le "Magister" dans la version originale) est un personnage important de la communauté vampirique, en tant que juge du tribunal des vampires qui dépend de l'Autorité. Il fait une descente chez Eric après avoir découvert que celui-ci vendait du V. Russell Edgington le décapite après l'avoir forcé à officialiser son mariage avec Sophie-Anne Leclerq.

### Rosie
Interprété par Tess Alexandra Parker
- Apparitions : Saisons 1 à 7
- Statut : Décédée
- Biographie :

Rosie est la secrétaire du poste de police de bon temps. Dans la saison 1, elle admire Andy quand celui arrête Jason. Dans la saison 3, elle pleure lorsque Kevin se fait attaquer par une panthère garou. Dans la saison 6, elle et Kévin sont présents pendant l'enterrement de Terry Bellefleur.
Dans la saison 7, elle est inquiète pour Kévin qui s'est fait enlever par les vampires atteints de l'Hépatite V et choisie de s'allier avec Vince pour reprendre bon temps. Rosie est tuée par Eric pendant l’assaut au Fangtasia.

### Jane Bodehouse
Interprété par Patricia Bethune
- Apparitions : Saisons 1,2,5,6 et 7
- Statut : Vivante
- Biographie :

Jane est une cliente récurrente du Merlotte.

## Personnages introduits dans la deuxième saison

### Hadley Hale
Interprétée par Lindsey Haun
- Type et particularité : Humain*Hybride et fée – Cousine de Sookie et Jason
- Apparitions : Saisons 2, 3 et 5
- Statut : Vivante
- Biographie :

Hadley est mentionnée par Sookie dans la première saison, mais elle apparait dans la deuxième saison, chez la Reine de Louisiane Sophie-Anne Leclerq chez qui elle vit et dont elle est la favorite. Ses grands-parents sont Adele et Earl Stackhouse. Elle a un petit garçon, Hunter — télépathe également. Depuis qu’Adele lui avait prêté de l’argent pour payer sa cure de désintoxication, elle n’avait plus donné de nouvelles à sa famille. C’est Hadley qui a parlé à la Reine des origines de fée de Sookie. À la fin de la troisième saison, après avoir appris grâce à Sookie que son fils est télépathe, elle s’enfuit pour tenter de protéger son fils des vampires.

### Barry
Interprété par Chris Coy
- Type : Hybride humain/fée
- Apparitions : Saisons 2 et 4
- Statut : Vivant
- Biographie :

Barry est un serviteur/garçon de chambre et comme Sookie, il est télépathe.
On le retrouve au début de la quatrième saison, quand Sookie le croise dans le monde des fées, il est accompagné de son « parrain fée » et mange un « fruit de lumière ».

### Daphne Landry
Interprétée par Ashley Jones
- Type et particularités : Métamorphe – Servante de la ménade Maryann — Tuée par Eggs
- Apparitions : Saison 2
- Statut : Décédée
- Biographie :

Daphne remplace la défunte Amy Burley comme serveuse au Merlotte’s, où elle ne s’en sort d’ailleurs pas vraiment bien. Elle a le béguin pour son patron Sam et est également à l’insu de tous, une servante de la ménade Maryann. Dans le dos, elle a les mêmes griffures que Sookie a eues lorsqu’elle s’est fait attaquer par la créature cornue (la ménade). C’est Daphne qui avoue à Sam la nature de Maryann. Plus tard, elle le piège et l’envoie à Maryann afin de le sacrifier pour Dionysos. Daphne se fait tuer par Eggs, tandis qu’il est sous l’emprise de Maryann. Son corps est retrouvé dans le réfrigérateur du Merlotte’s, le cœur arraché.

### Sarah Newlin
Interprétée par Anna Camp
- Biographie :
- Apparitions : : Saisons 2, 6 et 7
- Statut : Vivante

Sarah est la femme de Steve Newlin, le révérend de l’Église de la Confrérie du Soleil. Leur mariage est présenté comme inébranlable. Mise à l’écart par son mari dans la préparation d’une guerre contre les vampires, elle a alors une brève relation avec Jason et pense que c’est un signe de Dieu, qu’elle doit quitter son mari pour lui. Lorsqu’elle découvre que Jason est le frère de Sookie Stackhouse, elle pense qu’il est infiltré, elle se sent donc trahie et met fin à sa relation avec Jason.
Sarah revient dans la saison 6 où elle s'occupe du camp des vampires avec le sénateur Truman Burrell. Voulant prendre la fuite à cause de la mort de Steve, elle est épargnée par Jason et s'en va.
Lors de l'ultime saison, elle revient brune et se fait appeler Noomi, car elle est poursuivie par ses anciens associés Yakuza qu'elle a ruinés en créant et répandant le virus de l'Hépatite V. Cependant, avant de disparaître, elle a avalé le remède au virus, ce qui fait de son sang le seul espoir des vampires. Elle est retrouvée par Eric et Pam et sera enfermée dans la cave du Fangtasia.
Finalement, elle est enchaînée au Fangtasia et est « l'objet » pour guérir les vampires atteints de l'Hépatite V et sera hanté par son ex-mari Steve Newlin.

### Isabel Beaumont
Interprétée par Valerie Cruz
- Type et particularité : Vampire – Shérif de la zone 9 au Texas à la mort de Godric
- Apparitions : Saison 2
- Statut : Vivante
- Biographie :

À la mort de Godric, Isabel devient sa remplaçante en tant que Shérif de la Zone 9 au Texas. Son compagnon humain Hugo trahit les vampires pour se rallier à la Confrérie du Soleil. Celui-ci sera pardonné par Godric mais plus en sécurité dans ce secteur.

### Hugo Ayres
Interprété par Christopher Gartin
- Apparitions : Saison 2
- Statut : Vivant
- Biographie :

Hugo était l’Humain et amant d’Isabel. Il a toujours voulu qu’elle le transforme en vampire, ce qu'elle a toujours refusé. C’est avec Hugo que Sookie a essayé d’infiltrer la Confrérie du Soleil pour tenter de retrouver Godric, dont il s’avère en réalité un membre secret. Lorsqu’Isabel découvre sa trahison, elle demande à son supérieur Godric de le punir, mais celui-ci refuse et l’autorise à partir.

### Gabe
Interprété par Greg Collins
- Apparitions : Saison 2
- Statut : Décédé
- Biographie :

Gabe était l’entraineur des Soldats du Soleil, l’armée paramilitaire de la Confrérie du Soleil. Il se fait tuer par Godric tandis qu’il agressait Sookie dans le sous-sol de l’Église de la CDS.

### Luke McDonald
Interprété par Wes Brown (en)
- Apparitions : Saison 2
- Statut : Décédé
- Biographie :

Luke était membre très impliqué de la Confrérie du Soleil. À l’arrivée de Jason, il pense que celui-ci n’a rien à y faire et en devient vite jaloux, d’autant plus que Jason réussi avec succès les épreuves et devient rapidement un membre très apprécié des dirigeants. À la suite de la libération de Godric, Luke se rend chez lui, en kamikaze, puis meurt dans l’explosion qu’il provoque.

### Stan Baker
Interprété par Ed Quinn
- Type : Vampire
- Âge : env. 300 ans – Tué par Luke McDonald
- Apparitions : Saison 2
- Statut : Décédé
- Biographie :

Stan était un vampire violent et arrogant, ami de Godric dont il ne comprenait pas la sympathie envers les humains. Il a été suspecté d’être à l’origine de la disparition de Godric — dans l'intention de prendre sa place en tant que shérif de la zone 9 — finalement retrouvé séquestré dans l’Église de la Confrérie du Soleil. Il dirigeait un groupe de vampires violents qui voulaient décimer la CDS. C’est son groupe qui a assassiné les parents et la sœur de Steve Newlin. Stan est tué définitivement dans l’attentat suicide de Luke McDonald de la CDS chez Godric.

### DrPatricia Ludwig
Interprétée par Marcia de Rousse
- Type et particularités : Humain – Docteur spécialisé en créatures surnaturelles
- Apparitions : Saisons 2, 4 et 7
- Statut : Vivante
- Biographie :

Le docteur Ludwig est un médecin spécialisé dans les créatures surnaturelles. De par sa petite taille, Sookie dit qu’elle ressemble à un hobbit. Elle est appelée par Eric pour sauver Sookie, attaquée par une créature inconnue qui s’avérait être une ménade. Plus tard, elle vient également aider Crystal Norris, à la demande de Sookie. Dans la saison 4, elle donne à Pam un traitement éternel contre le sort de Marnie. Dans la saison 7, elle essaye de soigner Bill à la demande de Sookie, mais quand elle apprend que Sookie est de la lignée de Niall Brigant, elle fuit.

### Sophie-Anne Leclerq
Interprétée par Evan Rachel Wood

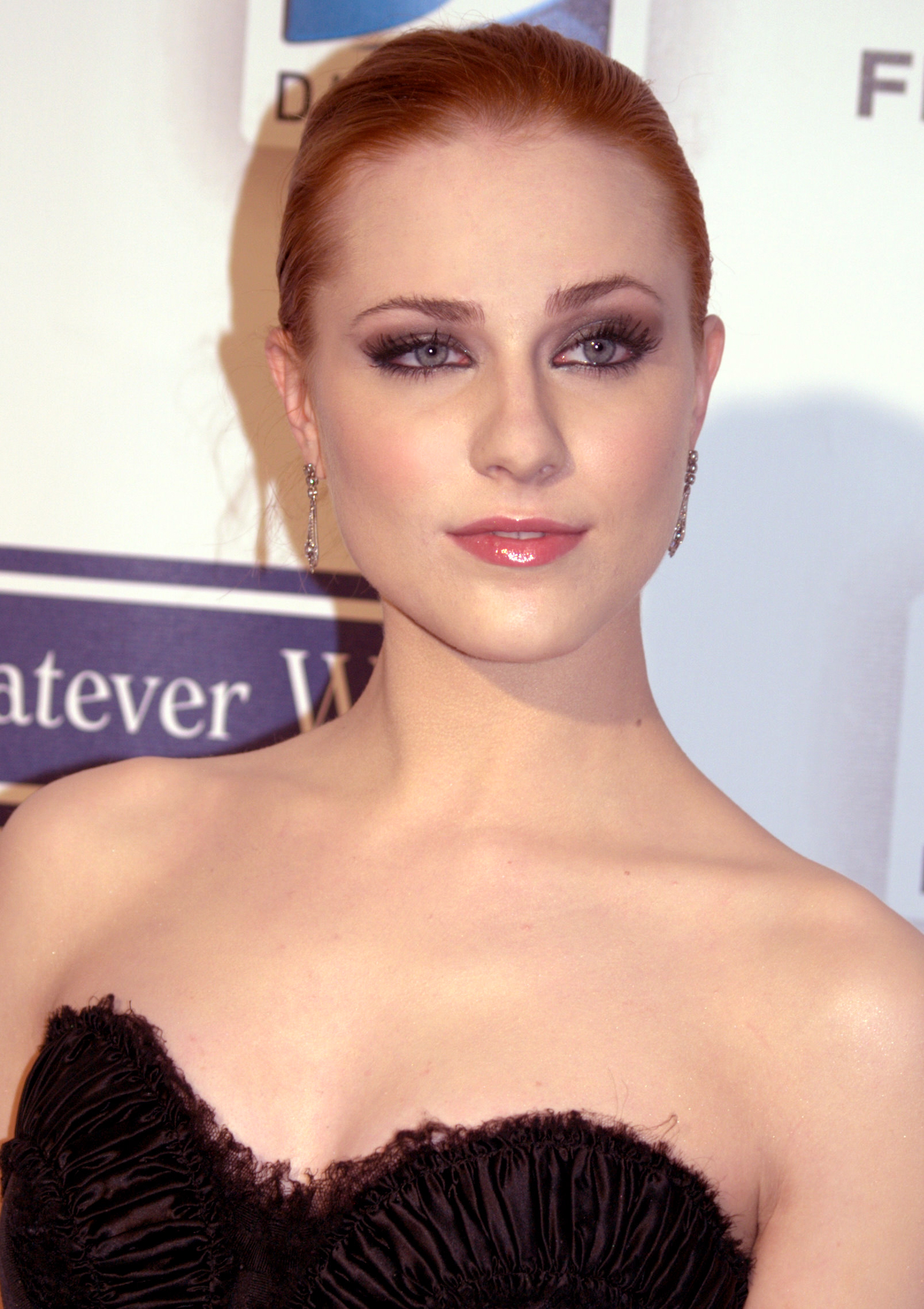
Evan Rachel Wood au Festival du film de TriBeCa, en 2009.

- Type : Vampire – Reine de Louisiane
- Âge : Environ 500 ans – Tuée par Bill
- Apparitions : Saisons 2 à 4
- Statut : Décédée
- Biographie :

Sophie-Anne est la Reine-vampire de Louisiane, supérieure de Bill et Eric notamment. Elle est très intéressée par Sookie, et sa favorite n'est autre que la cousine de celle-ci. Sophie-Anne a une attitude généralement très immature et égoïste ; elle adore le luxe et dépense sans compter au point de se retrouver enterrée sous ses dettes. Mais sous ses airs d'adolescente insouciante et hédoniste, se cache une personne très intelligente et calculatrice toujours prête à servir ses propres intérêts. Elle est également très puissante, suffisamment pour ne pas craindre son shérif Eric pourtant deux fois plus âgé qu'elle. Elle possède également des connaissances très poussées concernant les créatures mythologiques et notamment les Ménades, ce qui conduit Bill à lui demander son aide à la fin de la deuxième saison pour anéantir Maryann. Elle se retrouve forcée d'épouser Russell Edgington lorsqu'il découvre qu'elle est à la tête d'un réseau de dealers de V. À la fin de la troisième saison, Bill la provoque en duel et dans un flashback de celui-ci au début de la quatrième saison, on apprend qu’elle a été tuée par des snipers réquisitionnés par Bill avec le soutien de l'Autorité vampirique.

### Godric
Interprété par Allan Hyde
- Type et particularités : Vampire – Créateur d’Eric — Shérif de la zone 9 au Texas
- Âge : Environ 2000 ans – Il s'est suicidé au soleil
- Apparitions : Saison 2
- Statut : Décédé
- Biographie :

Godric s’est laissé enlever par la Confrérie du Soleil qui avait décidé de le crucifier puis de le laisser brûler à la lumière du jour. De par son âge très avancé, il a atteint une grande sagesse et prône la tolérance ainsi que la cohabitation pacifique entre les humains et les vampires. Son apparence d'adolescent n'entame guère sa crédibilité face à ses pairs et il est un vampire très respecté. Attaché à Sookie et admirant son ouverture d'esprit, il la sauve d'un des sbires de Steve Newlin qui avait tenté de la violer, ainsi que de la colère de Lorena.
Une fois retrouvé par sa progéniture, Eric et ses disciples, il décide, après avoir démissionné de son poste de shérif, de se suicider en s'exposant au soleil levant. Dans la troisième saison, Eric a des visions de son créateur, lui demandant de pardonner Russell Edgington pour ses agissements passés.
Dans la quatrième saison, Godric apparait dans un rêve d'Eric, où il lui dit qu'il n'est pas fait pour aimer et le convainc de mordre Sookie.
Dans la cinquième saison, alors qu'Eric est sous l'emprise enivrante du sang de Lilith, il lui apparait pour lui demander de sauver sa sœur de sang, Nora.

## Personnages introduits dans la troisième saison

### Jesus Velasquez
Interprété par Kevin Alejandro

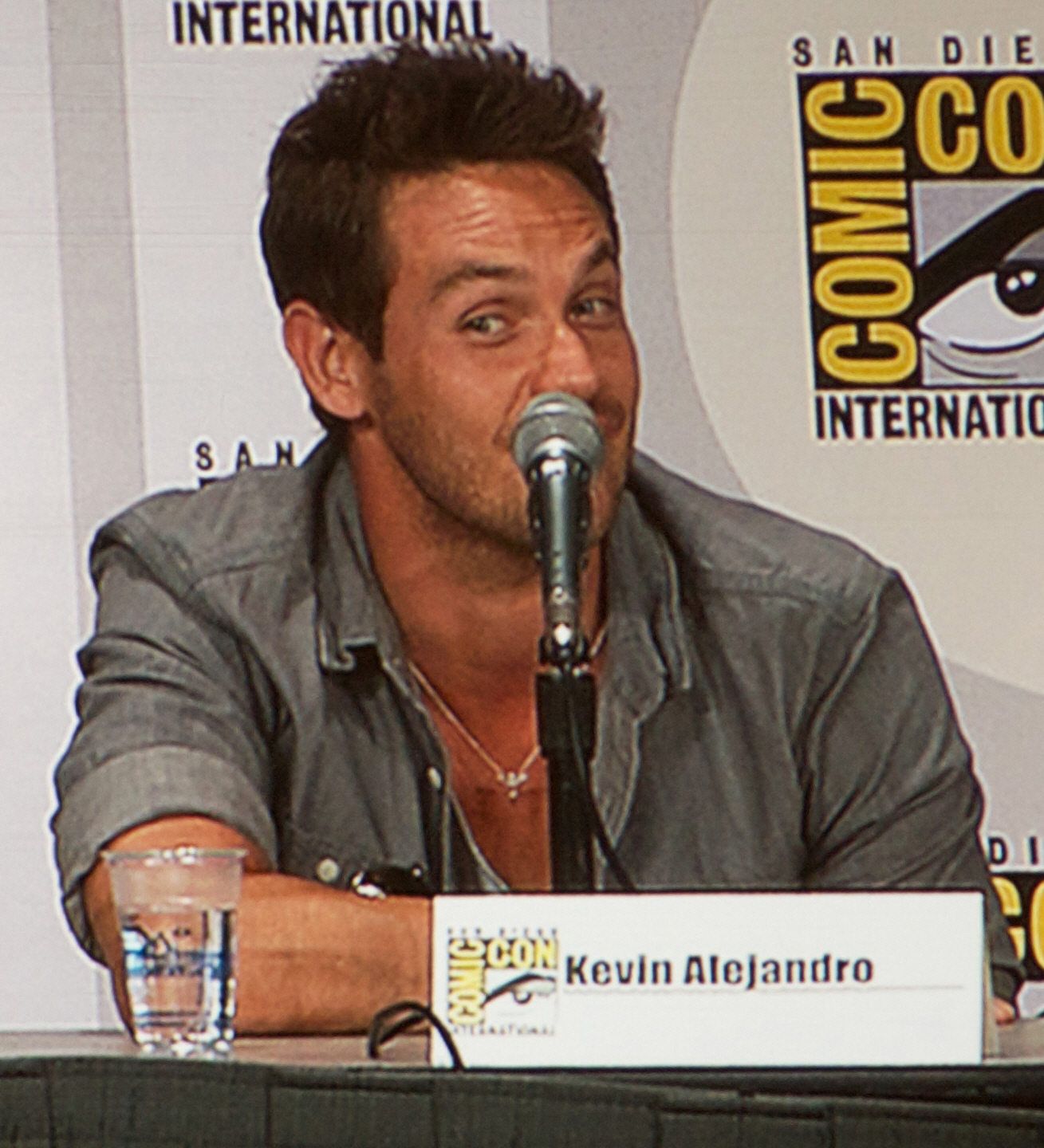
Kevin Alejandro au Comic-Con de San Diego, en 2011.

- Type et particularité : Sorcier wiccan et brujo – Petit ami de Lafayette
- Âge : La trentaine
- Apparitions : Saisons 3 à 5
- Statut : Décédé
- Biographie :

Jesus est infirmier dans un hôpital psychiatrique, où il s’occupe de Ruby Jean, la mère de Lafayette. Les deux hommes tombent rapidement amoureux. Un soir chez Lafayette, ils prennent du V et ont des hallucinations ; ils « rencontrent » alors les ancêtres de Jesus, notamment son grand-père, un puissant sorcier maléfique et sa grand-mère, une sorcière de magie blanche. Jesus avoue plus tard à son amant qu’il est un sorcier wiccan et lui affirme qu’il a lui aussi un don. Au début de la quatrième saison, ils entament ensemble l’initiation de Lafayette en se joignant à un groupe de sorciers mené par Marnie. Plus tard il sera tué par Lafayette qui est en fait possédé par Marnie pour pouvoir lui voler ses pouvoirs de sorcier wiccan.

### Tommy Mickens
Interprété par Marshall Allman
- Type et particularité : Métamorphe et Skinwalker – Frère biologique de Sam Merlotte
- Âge : 21 ans — mort roué de coups par Marcus Bozeman et deux membres de sa meute
- Apparitions : Saisons 3 et 4
- Statut : Décédé
- Biographie :

Sam découvre l’existence de son frère Tommy en même temps qu'il retrouve ses parents biologiques, et comprend rapidement qu'il est maltraité ; en fait, étant aussi métamorphe, ses parents le forcent à participer à des combats de chiens clandestins. Sam choisit donc de le recueillir et de lui donner une vie stable en lui offrant un toit et un emploi, mais Tommy se montre très irrespectueux, et a par ailleurs des vues sur Jessica. Dans un accès de colère, Sam le met à la porte. Désespéré, Tommy vole alors l'argent du coffre du bar, avant de se faire rattraper par son frère qui lui tire dans la jambe.
Il fait depuis plusieurs mois de la rééducation — que Sam paie — et vit désormais chez Maxine Fortenberry ; mais Sam découvre que sa jambe est en réalité déjà guérie. À la suite d'une nouvelle altercation avec son frère, Tommy décide de retourner voir ses parents, Melinda et Joe Lee. Mais il se fait piéger, ses parents voulant l'utiliser à nouveau dans des combats de chiens. Ces retrouvailles finissent dans le sang car Tommy, à l'issue d'un violent affrontement, tue ses deux parents. Aidé par Sam pour se débarrasser des corps, il sera anéanti à un tel point qu'il poussera ses capacités de métamorphe à des sommets que ni lui, ni Sam n'avaient jamais atteints. Il sera tué par Marcus Bozeman le chef d'une meute de loups-garous alors qu'il s'était changé en Sam pour le défendre.

### Alcide Herveaux

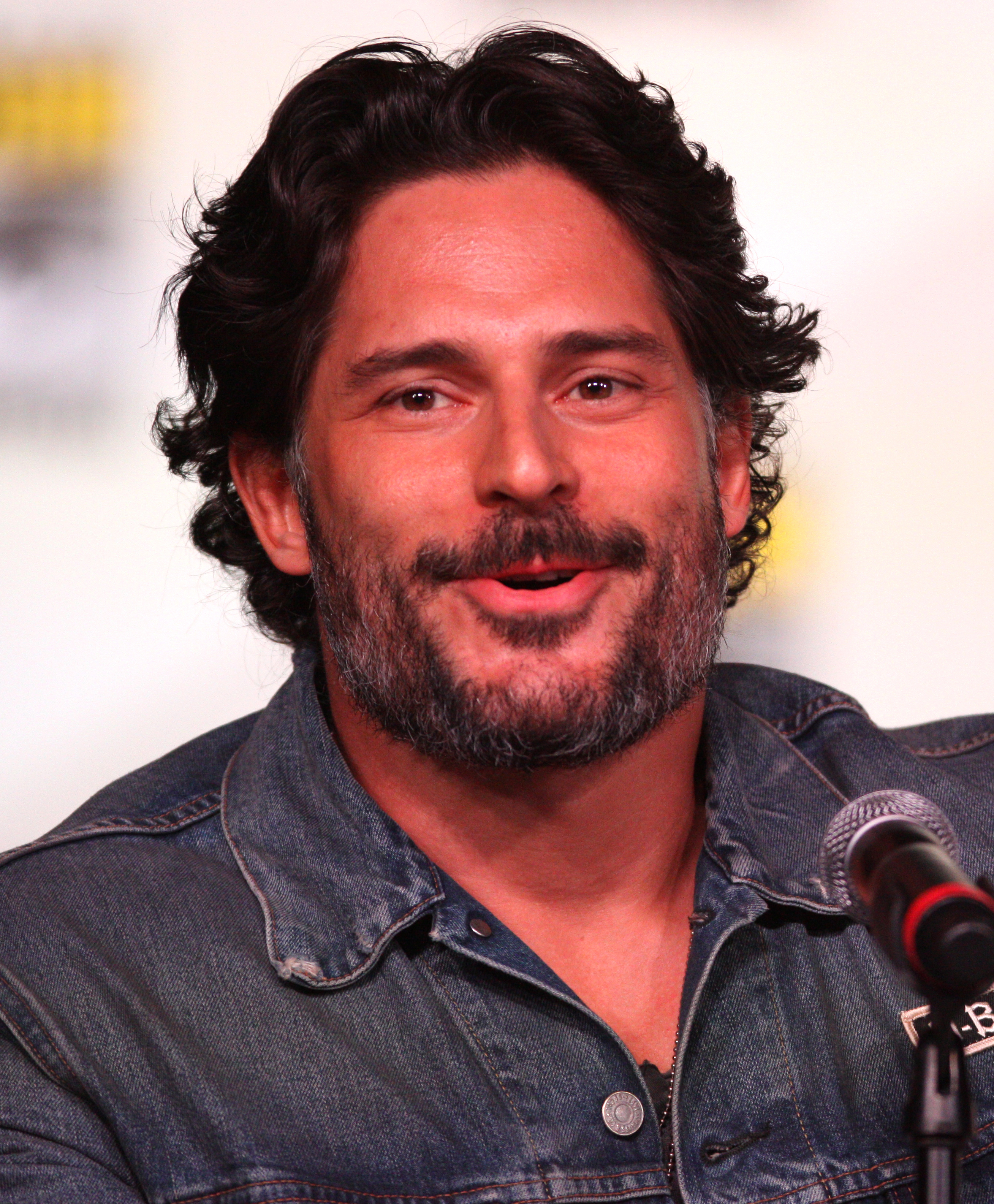
Joe Manganiello interprète le rôle d'Alcide Herveaux, un loup-garou.

Interprété par Joe Manganiello
- Type : Loup-garou
- Âge : La trentaine
- Apparitions : Saisons 3 à 7
- Statut : Décédé
- Biographie :

Alcide est un loup-garou plutôt solitaire, propriétaire d'une entreprise de bâtiment. Il est contraint de se plier aux règles d'Eric envers qui il a des dettes. C'est ainsi qu'il accompagne Sookie dans un repaire de loups-garous pour qu’elle retrouve la trace de Bill, manifestement enlevé. Il est chargé de sa protection, mais va peu à peu tomber sous le charme de la serveuse qui vient de rompre avec Bill et essaye de l'aider à oublier son ex-petite amie, Debbie Pelt, également loup-garou ; cette dernière a sombré dans l'addiction au V et mène depuis la vie dure à Alcide.
Durant la saison 4, Alcide s'est réconciliée avec Debbie depuis qu'elle s'est sevrée du V. Cependant, il voit d'un mauvais œil l'influence de Marcus, le chef d'une meute de loups-garous violents, sur elle.
Cependant comme elle finit par retomber dans l'addiction du V sous l'influence de Marcus, et décide de la renier. Il devient un loup totalement solitaire et se rapproche de Sookie.
Durant la saison 5 on le retrouve avec Sookie mais celle-ci refuse de lui dire qu'elle a tué Debbie. Lorsqu'il découvre la vérité, il décide d'aller trouver les parents de Debbie et de leur dire que leur fille est morte mais il ne leur dit pas toute la vérité. Il refuse toujours de se joindre à la meute mais voyant que celle-ci a besoin d'un chef et que le seul prétendant veut soumettre la meute au V, il décide de se battre pour obtenir ce titre. Il perd son combat et décide de retrouver son père, Jackson, à qui il avoue avoir perdu son combat pour être le chef de la meute.
Durant la saison 6, il devient chef de meute après avoir tué JD et se lancera à la recherche de Emma la fille de Luna, pour cela il menace Sam, mais lorsque sa meute se retourne contre lui, il retourne vers Sam et les deux redeviennent amis. Six mois plus tard, il est en couple avec Sookie et vit avec elle à Bon Temps.
Il meurt dans le troisième épisode de la septième saison de deux balles, dont une dans la tête.

### Crystal Norris
Interprétée par Lindsay Pulsipher
- Type et particularités : Panthère-garou — Demi-sœur et fiancée de Felton
- Âge : Entre 25 et 30 ans
- Apparitions : Saisons 3 et 4
- Statut : Vivante
- Biographie :

Crystal apparait lors d’une descente des forces de police à Hotshot pour trafic de drogue ; Jason l’aperçoit alors en train de pleurer et lui court après. Plus tard, il la recroise et tombe amoureux d’elle au point de ne pas pouvoir la sortir de sa tête. Mais Crystal est fiancée de force à son demi-frère, Felton. Elle et Jason sont attirés l'un par l'autre et lorsqu’elle l'avoue à son père, Calvin, elle se fait battre par Felton. Elle se rend alors chez Jason qui la convainc de rester chez lui. Quand Calvin et Felton la retrouvent au Merlotte’s en compagnie de Jason, ils lui ordonnent de rentrer mais Sam, qui ne les considère pas comme les bienvenus, commence à tabasser Calvin. À la suite de la bagarre, Calvin se retrouve dans un état pitoyable et Crystal autorise Lafayette et Jesus à donner du V à son père qui, aussitôt guéri, insulte ses bienfaiteurs et renie sa fille. Crystal retourne alors chez Jason devant qui elle se transforme en panthère. À la fin de la troisième saison, elle se fait emmener de force par Felton, qui, armé, tue son père qui essaye de s’interposer puis menace Jason qui tente de faire de même. Elle confie alors à Jason de s’occuper de sa famille. On la retrouve au début de la quatrième saison, après avoir fait séquestrer Jason avec la complicité de Felton. Elle lui dit qu’elle veut avoir un enfant de lui (vu la consanguinité dans la famille, elle n’y parvient pas avec Felton) car elle a un devoir envers sa famille, celui de préserver leur race. Pour s’assurer que le bébé sera une panthère-garou, elle et Felton veulent d'abord en faire l’un des leurs et commencent à le mordre.

### Holly Cleary
Interprétée par Lauren Bowles
- Type : Sorcière wiccan
- Apparitions : Saisons 3 à 7
- Statut : Vivante
- Biographie :

Mère de deux enfants, Holly est recrutée comme serveuse au Merlotte's. On apprend qu’il y a quelques années, elle a été séquestrée et violée par un collègue de travail pendant 5h30. Elle s’entend immédiatement bien avec Arlene et lui propose de l’aider à perdre l’enfant « démoniaque » (selon Arlene) qu’elle porte par un rituel wiccan — qui n’a d’ailleurs pas fonctionné. Au début de la quatrième saison, elle fait partie d’une congrégation de sorcières menée par la nécromancienne Marnie.
Elle a par la suite une relation amoureuse avec Andy Bellefleur, malgré ses deux fils qui désapprouvent.

### Felton Norris
Interprété par James Harvey Ward
- Type et particularité : Panthère-garou – Demi-frère et fiancé de Crystal Norris — Tué par Jason Stackhouse
- Apparitions : Saisons 3 et 4
- Statut : Décédé
- Biographie :

Felton vit à Hotshot, où Lafayette se rend pour essayer d’écouler sont stock de V. Lui et sa famille — fabricants de méthamphétamines — ne sont pas du tout intéressés par la marchandise et agressent Lafayette ; Eric arrive aussitôt (lien de sang avec Lafayette) pour les arrêter et les oblige à acheter du V. On apprend par la suite qu’il est le demi-frère de Crystal mais également son fiancé. La consanguinité est une institution dans la famille pour préserver la lignée de panthères-garous pure souche, malgré les déficiences qu’elle provoque (problèmes physiques et mentaux). À la fin de la troisième saison, il est accro au V et enlève Crystal devant leur famille et Jason. Son père, Calvin, tente de s’interposer mais Felton lui tire en pleine tête puis menace Jason qui tente de faire de même. On le retrouve au début de la quatrième saison, après avoir fait séquestrer Jason avec la complicité de Crystal. Ils comptent transformer Jason en panthère-garou avant de la forcer à faire un enfant à Crystal (Felton ne peut pas en avoir). Après avoir été contraint de coucher avec toutes les filles en âge d'avoir un bébé, Jason finit par s'évader et par tuer Felton qui le traquait.

### Claudine Crane
Interprétée par Lara Pulver
- Type et particularité : Fée – Marraine-fée de Sookie — Sœur de Claude — Tuée par Eric.
- Apparitions : Saisons 3 et 4
- Statut : Décédée
- Âge : 130 ans
- Biographie :

Il semble qu’elle apparaisse furtivement dans les bois dans l’épisode pilote (actrice différente), lorsque Sookie sort du Merlotte's pour retrouver Bill et lance une chaine sur les agresseurs de ce dernier. On la découvre officiellement pour la première fois lorsque Sookie est dans le coma — après avoir été presque entièrement drainée par Bill — dans un rêve ; elles sont dans le monde des fées. Claudine essaye de convaincre Sookie d’entrer dans l’eau mais celle-ci a trop peur et refuse. Par télépathie, Claudine lui dit alors que ce n’est pas l’eau qui a tué ses parents et la prévient également de ne pas laisser le vampire — Bill — lui prendre sa lumière. Quelques jours plus tard, Bill lors d’un rêve, se retrouve à son tour dans le monde des fées et rencontre Claudine, qui pense alors qu’il a tué Sookie. Claudine commence à courir mais se fait rattraper par Bill, qui semble attiré par elle au point de ne pas pouvoir se contrôler. Elle le repousse alors plusieurs mètres plus loin grâce à son pouvoir de lumière — le même que Sookie. Bill essaye de la convaincre qu’il n’a pas tué Sookie et qu’il ne lui ferait jamais de mal. Il demande également à Claudine de lui révéler la nature de Sookie, afin qu’elle puisse se protéger.
La nuit suivante, alors que Sookie pleure sur la tombe de sa grand-mère — après avoir appris la trahison de Bill — Claudine et d’autres fées apparaissent et lui demandent de les rejoindre dans le monde des fées.
Dans la quatrième saison, on apprend que Claudine est en fait la « marraine fée » de Sookie, chargée de veiller sur elle et de la protéger. Lorsque Sookie se rend compte que cette dimension à l’apparence si chaleureuse est en fait un piège, Claudine la regarde d’un air coupable, puis quand Sookie repousse la Reine Mab avec son pouvoir de lumière et commence à s’enfuir en courant, Claudine lui dit de rester mais Sookie ne l’écoute pas. Claudine est finalement tuée par Eric, alors amnésique et attirée par son odeur, alors qu'elle tentait à nouveau de ramener Sookie dans la dimension féérique.

### Russell Edgington
Interprété par Denis O'Hare

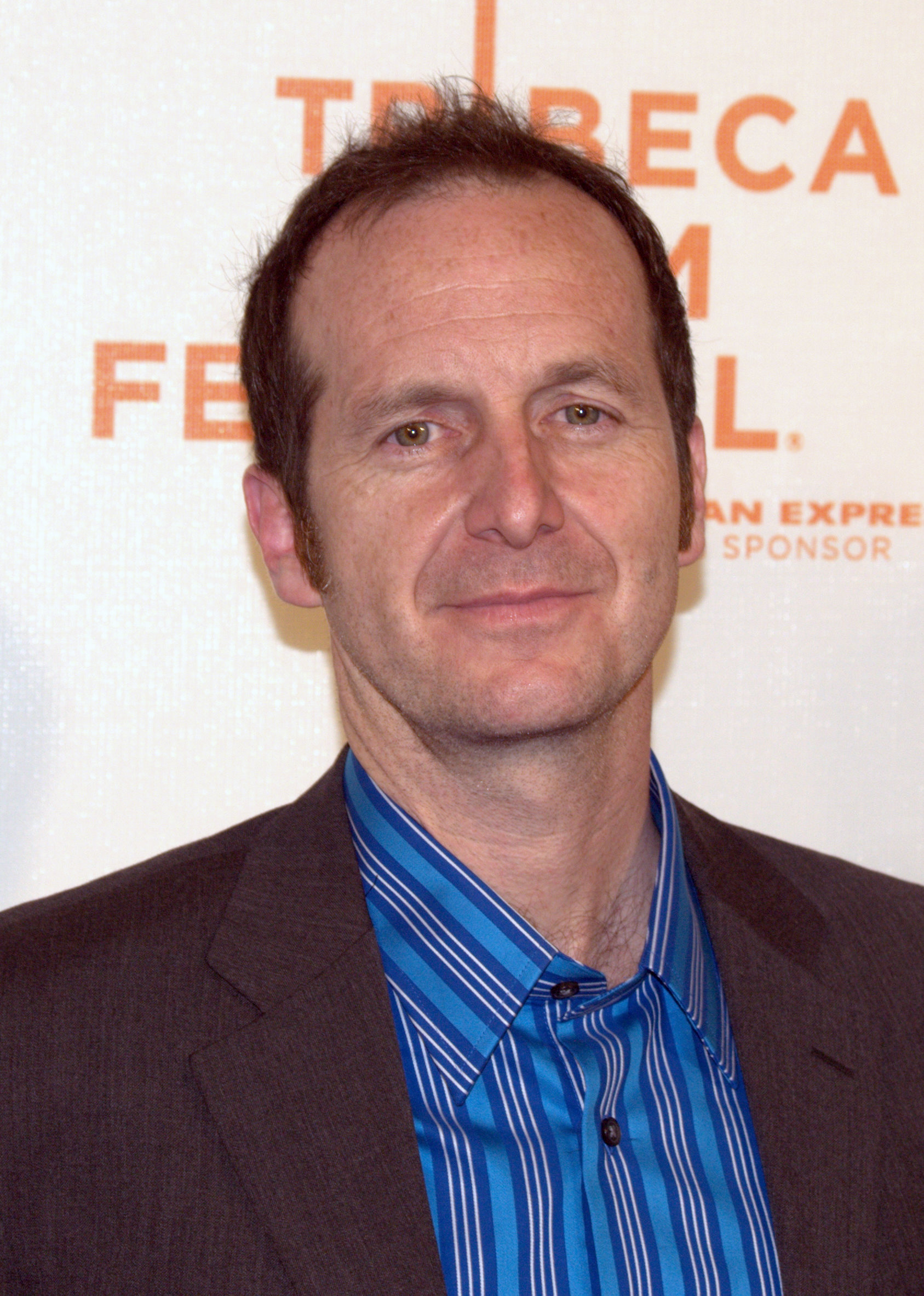
Denis O'Hare, l'interprète du puissant et charismatique Russell Edgington.

- Type et particularités : Roi-vampire du Mississippi – Antagoniste principal de la troisième saison et second antagoniste principal de la cinquième saison
- Âge : Environ 3000 ans — Tué par Eric
- Apparitions : Saisons 3 et 5
- Statut : Décédé
- Biographie :

Russell est, en apparence, un personnage charmant et raffiné, une carapace qui dissimule, parfois tant bien que mal, sa folie et sa cruauté. Il s'avère en fait être un vampire sadique et méchant, mais très intelligent et calculateur ; il passe la quasi-totalité de la troisième saison à élaborer un plan complexe pour prendre le pouvoir sur la société vampirique et y établir ses propres règles.
Depuis des millénaires, Russell parcourt le monde et fait tomber royaumes et empires à l'aide de son armée de loups-garous dopés au sang de vampire de manière à affaiblir la race humaine, qu'il considère comme un fléau et de simples réservoirs de sang destinés à nourrir les vampires. C'est d'ailleurs au cours de ces tueries qu'il va rencontrer et massacrer la famille d'Eric, s'en faisant ainsi un ennemi mortel. Il était jusque-là parvenu à garder un visage amical aux yeux de la Ligue Américaine des Vampires, mais la mort de Talbot Angelis, son amant — tué par Eric — va précipiter les choses et le faire basculer complètement dans la folie. Malgré tout, au moment de provoquer Eric dans un combat final, Russell succombe à la tentation du sang de fée de Sookie (qui permet aux vampires de marcher au soleil), ce qui permettra à Eric et Bill de le couler dans le béton. Il leur promet alors qu'ils regretteront leurs actes. En effet dans le dernier épisode de la quatrième saison, on découvre qu'il a été libéré ne laissant derrière lui qu'un trou dans le béton et les chaines en argent qui le maintenaient sous terre.
Denis O'Hare a déclaré que son personnage reviendra dans la cinquième saison de True Blood. En effet, très affaibli, il est sorti de la chape de béton par Salome, une Chancelière de l'Autorité vampirique qui veut renverser l'ordre actuel et revenir aux heures sombres des Sanguinistes qui asservissaient l'humanité. Toutefois, Russell Edgington aspire à autre chose : avec son nouvel amant Steve Newlin, il veut retrouver le sang des fées et marcher dans la lumière du Soleil.
Ses pouvoirs surpassant ceux de tous les membres de l'Autorité réunis, il leur fausse compagnie après avoir humilié Salome et utilise Jason afin de retrouver Sookie. Russell est alors confronté à l'ainée des fées devant leur repaire. Celle-ci évince rapidement Newlin, mais Russell parvient à la tuer en la drainant complètement. Sous l'action du sang de fée, il parvient alors à voir l'entrée de leur repaire. Alors qu'il se rue sur elles, les fées utilisent leurs pouvoirs afin de le maintenir à distance mais sans succès. Elles sont alors sauvées in extremis par Eric qui surgit derrière Russell et lui plante un pieu dans le cœur.

### Talbot Angelis
Interprété par Theo Alexander
- Type et particularité : Vampire – Progéniture et amant de Russell
- Âge : Environ 700 ans – Tué par Eric
- Apparitions : Saison 3
- Statut : Décédé
- Biographie :

Talbot se sentait exclu de la vie de Russell. Eric, dans son désir de vengeance contre ce dernier – qui a décimé toute sa famille – séduit volontairement Talbot pour pouvoir le tuer, provoquant alors à Russell la souffrance qu’il lui avait fait vivre un millénaire auparavant, et vengeant ainsi sa famille comme il l’avait promis à son père.

### Franklin Mott
Interprété par James Frain
- Type et particularité : Vampire – Homme de main de Russell
- Âge : 94 ans — Tué par Jason Stackhouse
- Apparitions : Saison 3
- Statut : Décédé
- Biographie :

Franklin est un vampire et homme de main. Il est envoyé par Russell pour enquêter sur l’intérêt de Bill Compton envers Sookie et pour récupérer cette dernière. Il se rend alors au Merlotte’s où il fait la connaissance de Tara avec qui il entame rapidement une liaison. Il a en fait pour objectif de l’utiliser pour retrouver Sookie. L’affection devient ensuite unilatérale lorsqu’il séquestre sa nouvelle petite amie qui comprend alors que c’est un psychopathe. Il lui propose par la suite d'en faire sa « femme-vampire » vampire, ce qu’elle fait mine d’accepter pour ne pas le contrarier… La nuit précédant sa « transformation », Tara boit du sang de Franklin, avant de lui éclater la tête pendant son sommeil, le croyant ainsi définitivement mort. Mais Franklin la retrouve quelque temps plus tard et lui annonce qu’il va la tuer, bien qu’il la pleurera. Jason arrive à temps et tire sur le cœur de Franklin avec une balle en bois, mortelle pour les vampires.

### Debbie Pelt
Interprétée par Brit Morgan

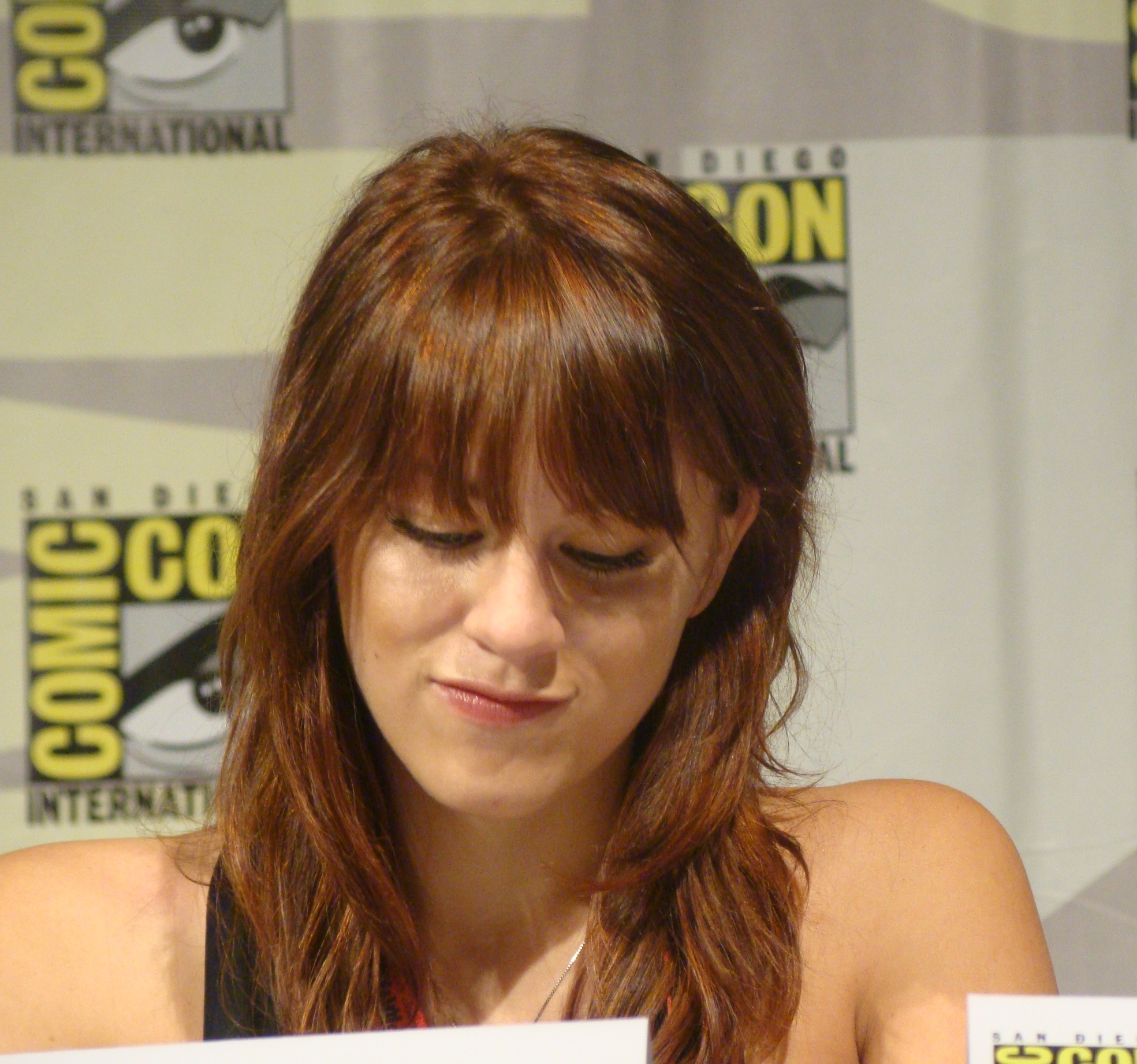
Brit Morgan au Comic-con international de San Diego, en 2009.

- Type et particularité : Loup-garou et ex-fiancée d’Alcide Herveaux
- Âge : Entre 25 et 35 ans — Tuée d'une balle dans la tête par Sookie.
- Apparitions : Saisons 3 et 4
- Statut : Décédée
- Biographie :

Devenue dépendante au V après sa rupture avec Alcide — qui ne voulait pas d'enfant — elle est devenue folle à lier et lui fait beaucoup de mal depuis. Jalouse de la relation qu'elle pense qu'Alcide a avec Sookie, elle se met en tête de la tuer.
Au cours de la quatrième saison, elle semble avoir gagné en maturité et stabilité. Après avoir défait son addiction au V, pendant l'année où Sookie est portée disparue, elle ré-entame sa relation avec Alcide et souhaite se créer une vie saine. Quand Sookie revient du monde des fées, Debbie s'excuse sincèrement pour ce qu'elle a fait sous l'emprise du V et ne souhaite qu'une chose, son pardon, mais Sookie continue de se méfier. Elle convainc Alcide de rejoindre la meute de Shreveport dirigée par Marcus. Alors qu'Alcide aide Sookie à gérer les soucis qu'elle rencontre avec Eric et Marnie et que celui-ci commence à entrer en opposition avec Marcus (ils sont tous deux des Alphas, de potentiels chefs de meute), Debbie voit renaître ses démons : elle éprouve à nouveau une folle jalousie et reprend une dose de V. Elle va alors à la rencontre de Sookie qui, en lisant dans ses pensées, se rend compte qu'elle ne souhaite qu'une chose, l'amour d'Alcide. Sookie accepte alors de lui faire confiance et lui demande de l'aide pour infiltrer le repaire de Marnie. Marcus lui fait alors miroiter un futur qu'elle espère, femme d'un chef de meute et mère de substitution de sa fille qu'il souhaite enlever à son ex-femme, Luna mais elle refuse. Alcide les découvre alors tous deux dans une position compromettante — dans leur lit, enlacés, peu vêtus — et, trahi, renie Debbie dans un cérémonial de loups-garous où il est supposé ne plus se souvenir d'elle et ne plus la voir.
Folle de rage, elle s'introduit chez Sookie et Tara avec une arme à feu et menace la première disant qu'elle "aurait dû faire ça il y a longtemps" et tire. Tara s'interpose et prend la balle à la place de Sookie qui profite de la panique pour charger Debbie et lui prendre son arme qu'elle pointe sur sa gorge. Debbie la supplie de ne pas tirer mais Sookie, poussée par la rage occasionnée par la blessure de Tara, appuie sur la gâchette et la tue.

### Melinda Mickens
Interprétée par J. Smith-Cameron
- Type et particularité : Métamorphe – Mère biologique de Sam
- Apparitions : Saisons 3 et 4
- Statut : Décédée
- Biographie :

Melinda est la mère biologique de Sam, Tommy et la femme de Joe Lee Mickens. Elle avait 16 ans lorsque Sam est né et comme Joe Lee était en prison, elle a dû le faire adopter, pensant qu'il aurait alors de meilleures conditions de vie. Melinda a pendant un temps participé à des combats de chiens et quand elle est tombée enceinte, Joe Lee l’a convaincue de garder le bébé, espérant qu'ils pourraient l’utiliser à son tour dans des combats de chiens.

### Joe Lee Mickens
Interprété par Cooper Huckabee
- Type et particularités : Humain – Mari de Melinda et père biologique de Sam
- Apparitions : Saisons 3 et 4
- Statut : Décédé
- Biographie :

Joe Lee a forcé pendant plusieurs années Melinda participer à des combats de chiens et y force désormais son fils Tommy. On apprend par Melinda qu'il était en prison lorsque Sam est né et on découvre qu'il est alcoolique.

### Ruby Jean Reynolds
Interprétée par Alfre Woodard
- Particularités : Mère de Lafayette – Internée en hôpital psychiatrique
- Apparitions : Saison 3 et 5
- Statut : Vivante
- Biographie :

Lorsque Lafayette et sa Tara lui rendent visite à l'hôpital psychiatrique, Ruby Jean leur présente Jesus, l'infirmier qui lui donne à manger et leur explique qu'il s'agit du vrai Jésus. Quelques jours après cette visite, elle s’enfuit de l’hôpital et se rend chez son fils, qu’elle veut protéger de ceux qui lui « veulent du mal ». Quand Jesus arrive pour la ramener, elle va chercher un couteau et le menace avec. Pour la calmer, l'infirmier lui dit qu’il ne la ramènera pas et qu’elle n’est pas folle, puis elle lui rend le couteau avant de s’installer pour regarder tranquillement la télévision. Jesus finit tout de même par la ramener à l’hôpital, elle accepte sans broncher.
Elle semble dotée de certains pouvoirs, dans la cinquième saison elle est en mesure de guider son fils à l'endroit où s'exécute un rituel faisant souffrir le défunt Jesus.

### Summer
Interprétée par Melissa Rauch
- Apparitions : Saison 3
- Statut : Vivante
- Biographie :

Summer est une jeune femme missionnée par Maxine pour séduire Hoyt, dont elle est amoureuse. Pour le conquérir, elle cuisine pour lui, fait son ménage et est même prête à lui offrir sa virginité. Mais les sentiments ne sont pas réciproques car bien que Hoyt et Jessica se soient séparés, il en est toujours amoureux. Summer méprise Jessica, elle dit d’ailleurs à Hoyt qu’elle l’a emmené dans les ténèbres et que maintenant il retourne vers la lumière. Dans un premier temps, Hoyt se sert de Summer pour rendre Jessica jalouse. Mais Summer énerve vite Hoyt, qui met fin à leur relation et retourne avec Jessica. Avec l’aide de Maxine Fortenberry, Summer tente alors malgré tout de le récupérer, mais il s’avère que c’est peine perdue, ce qui résigne les deux femmes.

### Janice Herveaux
Interprétée par Dawn Olivieri
- louve
- Apparitions : Saison 3
- Statut : Vivante
- Biographie :

Janice est la grande sœur d’Alcide. Elle tient un salon de coiffure à Jackson, dans le Mississippi. À la demande d’Alcide, elle relooke Sookie pour qu’ils puissent se rendre incognito à la fête de fiançailles de Debbie Pelt et Cooter, afin d'obtenir des informations sur l’enlèvement de Bill Compton. Plus tard, on apprend que Debbie et d’autres loups-garous ont incendié le salon de coiffure de Janice. Cette dernière informe alors son frère par téléphone et il lui dit de rester chez leur père jusqu’à ce qu’il arrive.

### Cooter
Interprété par Grant Bowler
- Type et particularités : Loup-garou – Disciple de Russell et fiancé de Debbie
- Âge : La trentaine – Tué par Alcide
- Apparitions : Saison 3
- Statut : Décédé
- Biographie :

Accro au V fourni par Russell, Cooter est le leader d’un groupe de motards. Sur ordre de Russell et avec l’aide de quelques camarades loups-garous, il enlève Bill pour le livrer au Roi et profite du trajet en voiture pour boire le sang du vampire. Bill provoque ensuite un accident, dont Cooter est le seul loup-garou survivant. Il se fait tuer plus tard par Alcide, d’une balle dans la poitrine, tandis qu’il se transformait en loup pour l’attaquer.

### Calvin Norris
Interprété par Gregory Sporleder
- Type : Panthère-garou – Père de Crystal et Felton
- Âge : Entre 40 et 50 ans – Tué par Felton
- Apparitions : Saison 3
- Statut : Décédé
- Biographie :

Calvin vit à Hotshot avec toute sa famille, dont il est le chef. Il se fait tuer d’une balle en pleine tête par son fils Felton alors qu’il tente de s’interposer lorsque son fils tente d'enlever Crystal.

### Hunter Savoy
Interprété par Max Charles
- Type et particularités : Probablement hybride humain/fée – Fils de Hadley et neveu de Sookie et Jason
- Âge : Environ 7 ans
- Apparitions : Saison 3
- Statut : Vivant
- Biographie*

Hunter apparait alors qu'il est avec sa mère à l’aquarium. Hadley demande à Sookie de les rejoindre, pour qu’elle découvre s’il est également télépathe. Lorsque Sookie lui confirme ses soupçons, Hadley, terrorisée, s’enfuit alors avec son fils, clamant qu’elle doit le protéger des vampires.

### Yvetta
Interprétée par Natasha Alam
- Apparitions : Saison 3
- Statut : Vivante
- Biographie*

Originaire d’Estonie, Yvetta est recrutée en tant que danseuse au Fangtasia par Eric et Pam grâce à son sex-appeal. Elle entretient depuis des relations sexuelles avec les deux. Quand Eric fait rédiger son testament, léguant la totalité de ses biens à sa progéniture Pam, Yvetta se sent lésée et trahie, mais Eric lui dit qu’elle n’est absolument rien pour lui, qu’elle est insignifiante. Elle quitte définitivement le bar par la suite en ayant au passage réussi à attacher Pam avec de l'argent et en ayant préalablement vidé la caisse. Tout en signifiant à Pam de ne pas la prendre pour une bimbo sans cervelle : elle était cardiologue dans son pays d'origine.

### Reverend Daniels
Interprétée par Gregg Daniel
- Apparitions : Saison 3,4,6 et 7
- Statut : Vivant
- Biographie*

## Personnages introduits dans la quatrième saison

### Marnie Stonebrook
Interprétée par Fiona Shaw

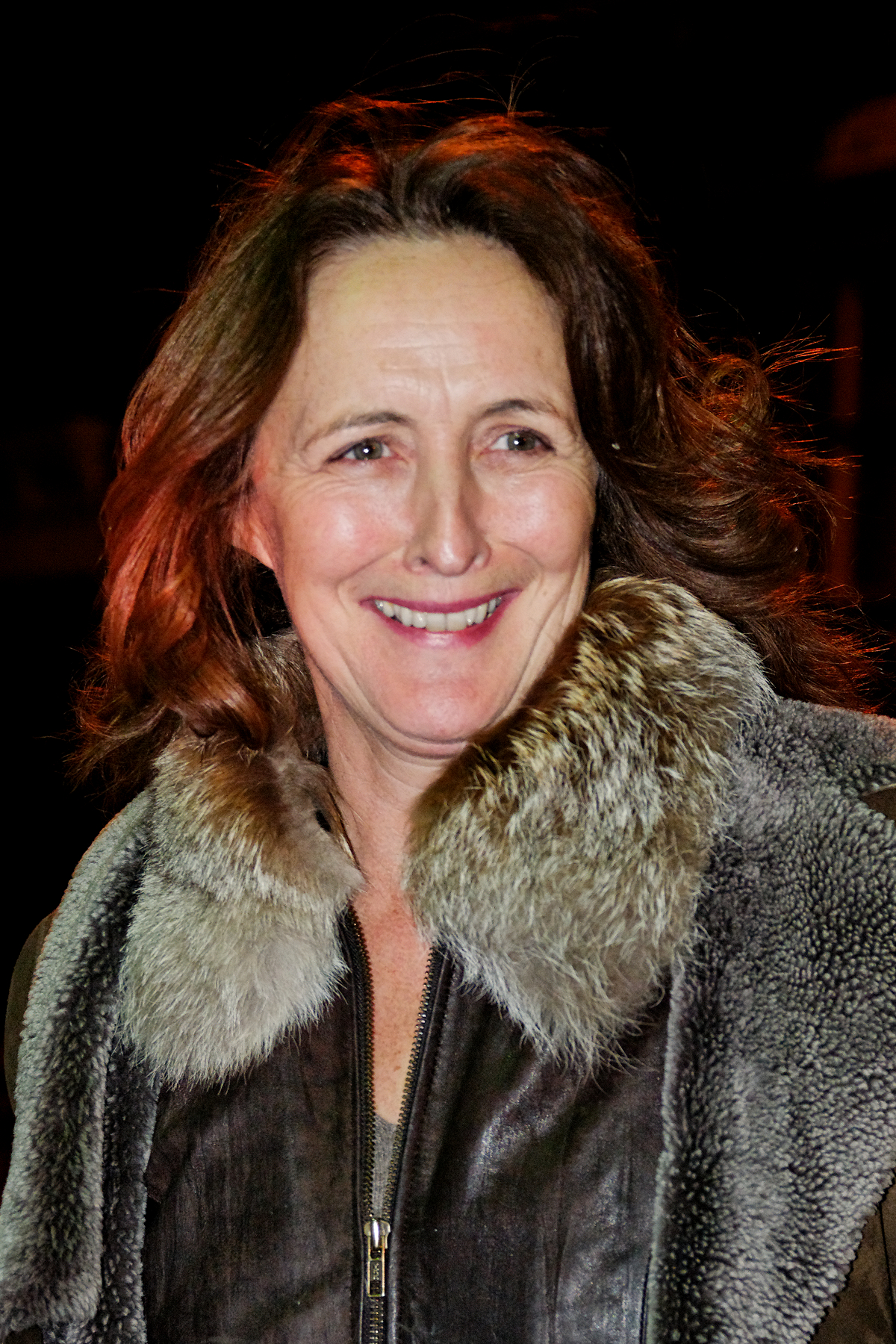
Fiona Shaw a été choisie pour le rôle de Marnie Stonebrook dans la série.

- Type et particularités : nécromancienne, dirigeante d’une congrégation de sorcières – Antagoniste principal de la quatrième saison
- Âge : La cinquantaine — Tuée par Bill
- Apparitions : Saison 4
- Statut : Décédée
- Biographie :

Marnie est une sorcière qui communique avec les morts et dirige une congrégation de sorciers nommée « Moon Goddess Emporium ». Lors d'une session de rituels dans sa boutique de Bon Temps, elle parvient à ressusciter son oiseau pendant quelques secondes. Au début de la saison, Eric arrive dans le repaire des sorciers sur ordre de Bill, qui a peur de voir l'émergence de nécromanciens dans la congrégation, pour leur ordonner de cesser leurs rituels. Attaquée par Eric, Marnie lance alors une incantation, ayant pour conséquence de le rendre amnésique. Marnie continue ces rituels seule, parvenant ainsi à invoquer l'esprit d'Antonia Gavilàn de Logroño, une sorcière tuée par des vampires infiltrés dans le clergé pendant l'Inquisition espagnole, et à se faire posséder par elle. Marnie devient alors le vecteur de la rage vengeresse d'Antonia envers les vampires : celle-ci défigure Pam en la faisant pourrir, manque de tuer Jessica à l'aide d'un rituel très puissant la forçant à rejoindre le Soleil et réussit, après une furieuse bataille contre les vampires de Bill, à prendre possession de Eric. Afin de montrer le vrai visage des vampires au monde, elle prend le contrôle de tous les shérifs de Louisiane et les lance dans la foule lors d'un meeting de tolérance envers les vampires tout en chargeant Eric de tuer Bill. La situation ne sera sauvée que grâce à Sookie qui utilisera sa photokinésie pour arrêter Eric. Face à ce carnage, Antonia refusera de continuer la guerre mais sera retenue par Marnie, avide de son pouvoir et ravie à l'idée d'être enfin crainte et respectée.
Marnie, gardant l'esprit d'Antonia sous sa domination, prendra Sookie en otage avant de tenter de la brûler vive. Elle sera arrêtée à temps par Lafayette et Jesus qui parviennent à extraire Antonia du corps de Marnie. Laissée sans défense, la sorcière sera abattue par Bill. Cependant Marnie parvient à refaire surface par le biais de Lafayette et son don de medium, elle prend le contrôle de son corps, tue Jesus après avoir volé ses pouvoirs de brujo, massacre les gardes royaux et enchaîne Bill et Eric sur un bûcher. Alors que la situation était désespérée Holly, avec l'aide de Tara et de Sookie, invoque les esprits des morts. Antonia revient une dernière fois, accompagnée par la grand-mère de Sookie, et expulse Marnie du corps de Lafayette avant de l'emmener définitivement dans le royaume des morts.

### Antonia Gavilàn de Logroño
Interprétée par Paola Turbay
- Type et particularité : Sorcière (nécromancienne et guérisseuse), spectre lié à Marnie — Antagoniste secondaire de la quatrième saison
- Âge : Entre 25 et 30 ans — Tuée en 1610, brûlée sur un bûcher
- Apparitions : Saison 4
- Statut : Décédée
- Biographie :

Antonia était une guérisseuse à Logroño, en Espagne au XVIIe siècle. Elle fut torturée, violée et condamnée à mort pour sorcellerie par des vampires se faisant passer pour des prêtres. Elle est d'ailleurs à l'origine de leur massacre en les forçant à se lever au Soleil pour y brûler grâce à la nécromancie, la plus grande tragédie de l'histoire des vampires, alors qu'elle-même brûlait sur le bûcher. Elle se manifeste dans la quatrième saison par le biais de la médium Marnie, grâce à laquelle elle décide d'assouvir sa vengeance sur les vampires. Antonia utilise alors ses puissants pouvoirs pour affronter Pam et Eric d'abord en légitime défense puis ses terribles talents de nécromancie pour éradiquer les vampires une bonne fois pour toutes en les faisant marcher au Soleil. Cependant malgré l'aide des membres du Moon Goddess Emporium, Antonia ne parvient à tuer qu'un seul vampire ce qui la pousse à prendre possession de Eric afin de tuer Bill. Lors de l'attaque, elle prend alors conscience qu'elle est devenue aussi redoutable et dangereuse que ses ennemis. Rendue malade par le mal qu'elle a causé, Antonia tentera de quitter Marnie mais cette dernière la rattachera à elle afin de pouvoir profiter de ses pouvoirs. D'abord présentée comme l'antagoniste principal de la saison, on s'aperçoit ensuite que c'est Marnie qui dirige le duo en parvenant à dominer l'esprit d'Antonia. Cette dernière sera par la suite libérée par un rituel de Jesus, aidé par Lafayette, et quittera Marnie, qui perd ainsi toute sa puissance destructrice. Elle réapparait ensuite pour convaincre Marnie de lâcher prise et d'accepter la mort.

### Queen Mab
Interprétée par Rebecca Wisocky
- Type et particularité : Reine des fées
- Apparitions : Saison 4
- Statut : Vivante
- Biographie :

Mab est la Reine des fées. Elle apparait dans le monde des fées, lorsque Sookie prévient son grand-père Earl par télépathie que ce monde est un piège. Elle dit que c’est elle qui a envoyé Claudine pour veiller sur elle. Elle a ordonné aux fées de ramener les hybrides humains-fées dans cette dimension pour les couper du monde humain et préserver ainsi les fées, une espèce presque éteinte. Ses pouvoirs ne sont pas encore tous connus, mais on sait qu’elle est télépathe et qu’elle peut refermer le passage entre cette dimension et le monde humain via un pouvoir lumineux qui jaillit de ses mains. Elle est également capable d’améliorer son apparence et celle de l’environnement.

### Earl Stackhouse
Interprété par Gary Cole
- Type et particularités : Hybride humain/fée – Grand-père de Sookie et Jason
- Âge : Réel inconnu – Mort en poussière
- Apparitions : Saison 4
- Statut : Décédé
- Biographie :

Earl Stackhouse est officiellement mort depuis de nombreuses années. Adele parle de lui dans la première saison comme quelqu’un qui pouvait lire dans les pensées.
On découvre au début de la quatrième saison qu'il se trouve dans le monde des fées. Quand Sookie se présente à lui tandis qu’il mange un fruit de lumière, il ne la reconnait pas, puis quand elle lui dit qu’elle est sa petite fille, il répond que c’est impossible car il est ici depuis quelques heures et qu’il était à son anniversaire la veille ; or, dans le monde des humains, 20 ans se sont écoulés. Réalisant les faits, il avoue à Sookie qu’il a perdu la notion du temps. Quand Sookie attaque la Reine Mab avec son pouvoir de lumière, Earl s’enfuit avec elle et ils passent le portail entre les deux mondes. Quand ils arrivent dans le monde des humains, Earl est très mal en point. En effet, il a mangé des fruits de lumière et il avait été prévenu par Claude qu’il ne pouvait donc pas franchir le portail. Après avoir donné sa montre à Sookie pour qu’elle la donne à Jason, il meurt, disparu en poussière.

### Marcus Bozeman
Interprété par Daniel Buran
- Type et particularité : Loup-garou, chef de la meute de Shreveport, ex-époux de Luna Garza, père d'Emma Garza
- Âge : La trentaine — Tué par Alcide Herveaux
- Apparitions : Saison 4
- Statut : Décédé
- Biographie :

Marcus, le chef de la meute de loups-garous de Shreveport, a entretenu une relation compliquée avec Luna Garza avec laquelle il a eu une fille, Emma. Il est vu dans la série la première fois en confrontation avec Alcide auquel il reproche de ne pas s'être enregistré auprès de sa meute. Peu après, Alcide le trouve chez lui, discutant avec Debbie qu'il a convaincu de rejoindre la meute, et le chasse à nouveau. Mais il les initie tous deux dans la meute peu après et voit tout de suite en Alcide un « alpha », un potentiel chef de meute. Alors, pour ne voir sa suprématie remise en cause, il choisit de faire d'Alcide un allié.
Il débarque ensuite à l'improviste chez son ex-femme pour dire bonne nuit à sa fille, et en découvrant que Luna entretient une relation sérieuse avec Sam Merlotte, il entre dans une colère folle et seule la présence d'Emma l’empêche de se battre avec lui. Marcus se rend le lendemain au Merlotte's pour régler ses comptes avec Sam mais ne trouve que Tommy, son frère, il lui donne sa carte et fixe un rendez-vous à Sam. Tommy, capable de prendre l'apparence d'autres êtres humains, voulant se faire pardonner de sa relation sexuelle avec Luna sous les traits de Sam quelques jours plus tôt, décide de ne rien dire à Sam et de se présenter en tant que son frère au rendez-vous fixé par Marcus. En présence de plusieurs membres de la meute, dont Alcide, Marcus et trois autres loups-garous tabassent brutalement Tommy/Sam jusqu'à ce qu'Alcide s'interpose. Tommy, inconscient et en sang, reprend alors son apparence normale et crée un choc chez ses « bourreaux ». Alcide, voyant le jeune homme dans un état grave, le porte jusqu'au Merlotte's où Tommy finit par mourir.
Marcus, le lendemain, se rend chez Alcide pour s'expliquer mais ne trouve que Debbie Pelt. Ils commencent à flirter et Debbie évoque les problèmes de son couple, liés surtout à son désir non partagé par Alcide d'avoir des enfants. Marcus lui suggère alors de manière équivoque de quitter Alcide et d'entrer en relation avec un autre loup-garou ce auquel elle lui répond de manière ambigüe qu'elle est bientôt prête pour ça.
Marcus se rend plus tard à l'école d'Emma où il l'enlève et se rend chez Debbie pour tenter de la convaincre de recréer une famille avec lui et sa fille tout en lui faisant miroiter son statut de chef de meute mais cette dernière refuse. Alcide et Sam, bouleversés par la mort de Tommy et l'enlèvement d'Emma, débarque avec Luna chez Alcide et Debbie et confronte Marcus. Sam, armé, menace ce dernier qui se moque de sa lâcheté et le désarme. Mais Merlotte finit cependant par gagner le combat à mains nues mais refuse de le tuer et se relève. Marcus profite de ce qu'il lui tourne le dos pour s'emparer de l'arme et de la pointer sur lui mais avant qu'il ne puisse tirer, Alcide lui écrase la gorge d'un coup de poing et il meurt.

### Luna Garza
Interprétée par Janina Gavankar
- Type et particularité : Métamorphe et Skinwalker ; Ex-épouse de Marcus Bozeman ; mère d'Emma Garza
- Âge : La trentaine — décédée après s'être transformé en Steve Newlin
- Apparitions : Saison 4 à 6
- Statut : Décédée
- Biographie :

D'origine indo-mexicaine, Luna fait partie d’un petit groupe de trois métamorphes, que Sam a rencontré après avoir tiré sur la jambe de son frère Tommy. Le groupe organise des réunions, pendant lesquelles ils parlent de leurs problèmes personnels puis font des balades sous une forme animale. Lors d’une réunion autour d’un feu, elle avoue aux autres métamorphes qu’elle a la capacité de prendre l'apparence d'autres humains — capacité de "skinwalker" (celui qui marche dans la peau d'un autre) qu'un métamorphe ne peut acquérir qu'après avoir tué un autre métamorphe de sa famille — et s’est déjà transformée en sa propre mère, morte en lui donnant naissance.
Elle a entretenu une relation houleuse avec le chef de la meute des loups-garous de Shreveport, Marcus Bozeman, et a eu avec lui une petite fille, Emma. Depuis leur séparation, Luna doit gérer les accès de jalousie de Marcus et ne veut prendre le risque d'entretenir une relation durable avec un autre homme. Bien que père aimant, Luna voit d'un mauvais œil la relation que Marcus entretient avec sa fille et sa garde est un sujet sensible. Cependant, Sam finit par la séduire en faisant preuve d'une grande gentillesse avec Emma et ils commencent à entretenir une relation, au début platonique. Mais Luna finit par aller trouver Tommy (lui aussi skinwalker depuis qu'il a tué son père et sa mère) qui a pris l'apparence de Sam et fait l'amour avec lui mais Tommy, après l'acte, devient froid et la renvoie de la caravane de son frère abruptement. Luna s'en trouve très vexée et en veut terriblement à Sam mais ils finissent par éclaircir la situation et Luna « lui » pardonne. Marcus découvre alors la relation qu'entretient Luna avec Sam en débarquant chez elle pendant un diner qu'ils ont ensemble et menace Sam violemment. Quelques jours plus tard, Marcus enlève sa fille et se rend avec elle chez Debbie qui, pour se venger, tente de la convaincre de devenir sa femme et la mère de substitution d'Emma mais elle refuse. C'est alors, pendant cette discussion qu'ils ont au lit, que Luna, Sam et Alcide viennent récupérer Emma et confronter Marcus. Pendant que Luna récupère Emma, Sam et Alcide entrent dans la chambre et découvrent cette scène. Sam se bat en combat singulier avec Marcus mais refuse de le tuer ce dont Marcus profite pour tenter de le tuer mais, pour protéger Sam, Alcide le tue en lui brisant la trachée.
Luna décide alors de rompre tout contact avec la meute, y compris la mère de Marcus, pour vivre avec Sam. Une nuit, des humains anti-créatures manquent de la tuer en lui tirant dessus, comme Sam. Blessée, elle laisse Sam les poursuivre et confie Emma à sa grand-mère. Mais quand Emma est enlevée par Russell Edgington et Steve Newlin, elle ne renonce pas et décide de s'infiltrer avec Sam dans le siège de l'Autorité.
Afin de sauver sa fille Luna se transformera en Steve Newlin pour la récupérer sans être vue. Sa transformation l'affaiblira énormément et elle finira par en mourir sous les yeux de Sam et Emma dans le premier épisode de la saison 6.

### Emma Garza
Interprétée par Chloe Noelle
- Type et particularité : Loup-garou ; Fille de Luna Garza et Marcus Bozeman
- Âge : 6 ans
- Apparitions : Saisons 4 à 6
- Statut : Vivante
- Biographie :

Emma est une fillette très extravertie mais semble effrayée par son père. Elle entretient une complicité mère-fille très importante et espère vraiment être une métamorphe et non un loup-garou, ce qui ne sera connu qu'à son adolescence. Elle est également proche de Sam très rapidement et semble beaucoup apprécier de jouer aux poupées avec lui. Après que Marcus, son père, découvre la relation entre sa mère et Sam, ils l’emmènent tous deux faire du camping pour éviter qu'elle n'ait peur et c'est là qu'elle dit préférer devenir métamorphe pour pouvoir se transformer en lapin, ce que Sam fait pour lui permettre de jouer avec elle et la calmer.

### Naomi
Interprétée par Vedette Lim
- Type et particularité : Humain – Petite amie de Tara
- Âge : Entre 25 et 30 ans
- Apparitions : Saison 4
- Statut : Vivante
- Biographie :

Naomi est la petite amie de Tara. Comme elle, Naomi participe à des combats de boxe à La Nouvelle-Orléans, où elle réside. Lorsqu’un homme les accoste dans la rue, croyant que ce sont des prostituées, Naomi se montre protectrice envers Tara. Elle ne sait pas que Tara lui ment sur son passé.

### Katerina Pelham
Interprétée par Alexandra Breckenridge
- Type et particularité : Sorcière wiccan infiltrée – Disciple de Bill Compton
- Statut : Décédée
- Biographie :

Miss Pelham apparait au début comme participante aux réunions de sorcières organisées par Marnie. Elle est en réalité une espionne envoyée par Bill Compton, avec qui elle a accessoirement des relations sexuelles et par qui elle se laisse mordre. Elle est assassinée par Luis sous l'emprise d'Antonia de Logroño.

### Portia Bellefleur
Interprétée par Courtney Ford
- Apparitions : Saisons 4 à 6
- Statut : Vivante
- Biographie :

Portia est la sœur d’Andy Bellefleur et la cousine de Terry Bellefleur. Avocate, elle dirige également la Chambre de commerce de Bon Temps et aide Sookie qui souhaite racheter sa maison.
Elle a une brève liaison avec Bill Compton, jusqu'à ce qu'ils découvrent que les Bellefleur sont les descendants du vampire et que Bill refuse de continuer cette relation incestueuse ; il devra « convaincre » Portia en la terrifiant, pour que la liaison prenne effectivement fin.
Elle revient pour l'enterrement de Terry Bellefleur et invoquant un souvenir avec les personnes présentes.

### Claude Crane
Interprété par Neil Hopkins (2011), puis Giles Matthey (2012)
- Type et particularité : Fée et frère de Claudine
- Statut : Décédé
- Biographie :

Claude apparait pour la première fois dans le monde des fées, lorsqu'il aide Sookie et Earl à passer le portail pour rejoindre le monde des humains. Il réapparait dans la cinquième saison, où Jessica le croise dans un magasin de vêtements et est immédiatement attirée par son odeur. Il reprend contact par la suite avec Sookie, qui lui en demande plus sur ses origines et le marché qu'aurait passé son aïeul avec un vampire nommé Warlow.

### Mikey Bellefleur
- Statut : Vivant
- Biographie :

Mikey est le fils d’Arlene et du défunt Drew Marshall alias René Lenier, le tueur en série de la première saison. Lorsqu’Arlene découvre qu’elle est enceinte, elle pense que le bébé ne peut être que démoniaque, à cause des agissements du père. À l’insu de Terry, son nouveau petit ami, elle tente avec l’aide de la sorcière Holly lors d’un rituel wiccan d’avorter, mais cela échoue. Elle se résigne finalement à garder le bébé et Terry Bellefleur lui dit qu’il l’assumera comme s’il était son propre père. Dans la quatrième saison, Mikey a un an et Arlene pense toujours qu’il est démoniaque. En effet, il coupe la tête de poupées Barbie et provoque à sa mère, qui le regarde fixement, l’éclatement de vaisseaux dans l’œil. Plus tard, Mikey profite de l'absence momentanée de Terry, tandis qu'Arlene et les enfants sont assoupis, pour écrire au feutre « le bébé n'est pas le tien » sur le mur du salon. Quand ses parents découvrent l'inscription, ils sont complètement horrifiés.

### Patrick Devins
Interprété par Scott Foley
- Type et particularités : Humain ; ancien sergent de Terry pendant la guerre d'Iraq ; Tué par Terry
- Statut : Décédé
- Biographie : Patrick arrive à Bon Temps après que sa maison, ainsi que celle d'autres anciens soldats, a pris feu. Il soupçonne Terry d'être le responsable de ces incendies, mais se ravise lorsqu'il apprend que la maison de ce dernier a elle aussi brûlé. Terry et lui se rendent chez un autre soldat, qu'ils pensent être l'auteur des incendies. Ils y découvrent l'existence de l'Éfrit, un démon fait de feu et de fumée qui les poursuit depuis que la femme irakienne tuée par Terry les a maudits. Ils apprennent grâce à Lafayette que la malédiction s'arrêtera si l'un des deux tue l'autre. Patrick est finalement tué par Terry après qu'il a retenu en otage Arlene, puis son corps disparaît, emmené avec l'esprit de la femme irakienne.

### Don Bartolo
Interprété par Del Zamora
- Type et particularités : Sorcier brujo ; Grand-père de Jesus Velasquez
- Âge : Indéterminé, environ 60 ans — tué par sa femme
- Statut : Décédé
- Biographie :

Don Bartolo est le grand-père de Jesus, et en tant que brujo, il l'a initié aux arcanes de la sorcellerie avant que Jesus ne fuit sa violence. Il vit dans une ferme isolée avec une femme, qu'il a mise enceinte. C'est lui qui révèle le potentiel de Lafayette quand celui-ci vient avec Jesus trouver de quoi affronter la puissance de Marnie.
Quand Lafayette est de nouveau possédé par l'esprit maléfique qui hantait Jesus, il retourne le voir, mais Bartolo tente de le tuer afin de donner la puissance du démon à son enfant à venir, mais se fait poignarder par la femme, elle aussi haineuse du sorcier brutal.

### Maurella
Interprétée par Kristina Anapau
- Type et particularités : Fée
- Âge : 500 ans
- Statut : Inconnue
- Biographie :

Maurella apparait pour la première fois devant Andy Bellefleur dans un champ, alors qu'il revenait de son affrontement avec Marnie, et elle lui offre la possibilité de coucher avec elle en échange d'un « pacte de lumière ». Elle revient peu de temps après pour coucher à nouveau avec lui, et une semaine plus tard, elle vient lui annoncer l'arrivée imminente de leurs enfants (il s'agirait de sa 73e grossesse). Elle accouche de quatre filles avec l'aide de Holly, la compagne humaine d'Andy, au Merlotte's avant de partir en laissant à Andy le soin de s'occuper des enfants jusqu'à leur majorité. À la suite de son aventure avec Andy, elle portera attention à Sookie avec la Famille Crane.

## Personnages introduits dans la cinquième saison

### Nora Gainsborough
Interprétée par Lucy Griffiths
- Type et particularités : Vampire ; Sœur vampire d'Eric ; Chancelière de l'Autorité vampirique
- Âge : Environ 380 ans.
- Statut : Décédée
- Biographie :

Nora est la « sœur » d'Eric, devenue vampire elle aussi par Godric. Très ambitieuse, elle est devenue chancelière de l'Autorité grâce au soutien de Salomé, les deux femmes étant très amies. Elle a aidé son frère en préparant sa fuite après la mort de Nan Flanagan, tuée par Bill. Cependant, Eric découvre qu'elle a pris part au mouvement sanguiniste de Salome, visant à restaurer l'esprit de la Bible de Lilith. Eric décide de la sauver malgré elle, mais est arrêtée par Bill. Alors qu'ils boivent tous deux du sang de Lilith, Nora voit l'esprit de Godric tué par Lilith, ce qui l'ébranle dans ses convictions.
Nora est selon les dires de son frère Eric un génie de la politique, et c'est pour cette raison que Godric la transformée en vampire en 1434, à l'âge de 25 ans. Nora est convaincue de la supériorité des vampires sur les humains, qu'elle souhaite voir réduits en esclavage pour servir de nourriture aux vampires. Cette vision des choses, que ne partage pas Eric, occasionne plusieurs disputes violentes entre le frère et la sœur. Cependant, lorsque l'esprit de Godric est détruit par Lilith sous les yeux d'Eric et Nora, cette dernière change d'avis et rejette désormais le mouvement sanguiniste. Elle aide alors son frère à s'échapper de l'Autorité vampirique où il est maintenu, et l'aide à détruire l'Autorité en tuant les chanceliers. Elle est la seule chancelière à échapper à la mort lors de l'attaque du bastion de l'Autorité. Elle est capturée par les hommes du gouverneur Burrell. Elle est emprisonnée dans une cage, aux yeux d'Eric. Le Dt Overlark lui injecte une dose de l'hépatite V sous les yeux d'Eric, ne pouvant rien faire pour sauver sa sœur. Eric l'amène chez Bill pour que celui-ci puisse réussir à la soigner, mais malheureusement, celui-ci ne peut pas. Nora va définitivement mourir en décomposition, à la suite de l'hépative V, dans les bras d'Eric.

### Salome Agrippa
Interprétée par Valentina Cervi
- Type et particularités : Vampire ; La Salomé de la Bible ; Chancelière de l'Autorité vampirique
- Âge : Environ 2110 ans — Tuée par Bill Compton
- Statut : Décédée
- Biographie :

Salome est une vieille vampire, connue historiquement comme la Salomé fille d'Hérodiade. Bras droit de Roman dans sa démarche d'apaisement et d'alliance avec les humains, elle le trahit en sauvant Russell Edgington et préparant son retour. Grâce à lui et Nora, elle compte revenir à un âge sombre où les vampires traquaient les humains comme du bétail. Elle sera dévouée à Lilith et boira de son sang, mais Bill lui enfonce un pieu dans le cœur.

### Roman Zimojic
Interprété par Christopher Meloni

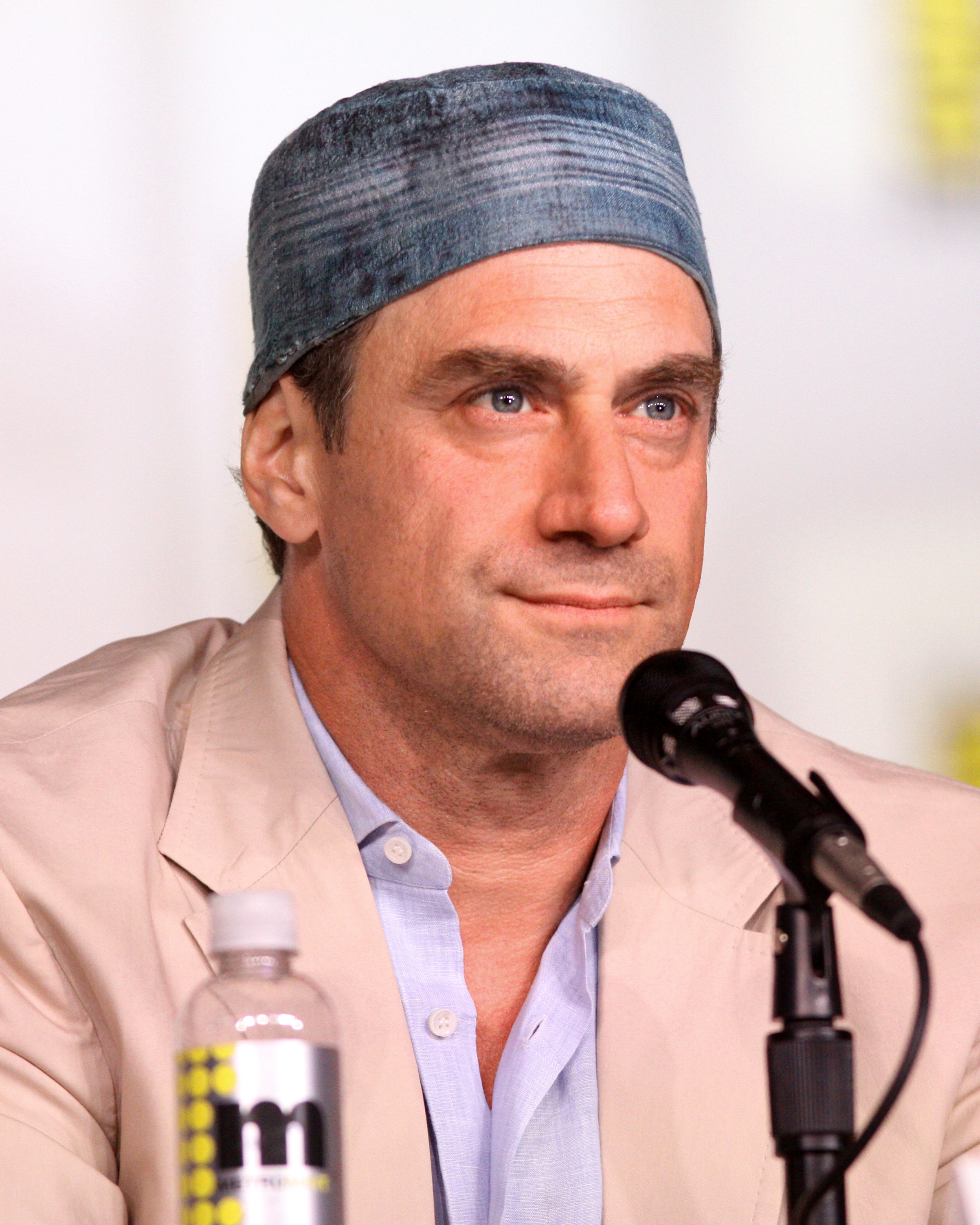
Christopher Meloni au Comic-con international de San Diego, en 2012.

- Type et particularités : Vampire ; Gardien de l'Autorité vampirique
- Âge : Environ 2500 ans — Tué par Russell Edgington
- Statut : Décédé
- Biographie :

Roman est au début de la cinquième saison le leader du Conseil de l'Autorité vampire, qui aspire à la paix entre humains et vampires. Il s'apprête à tuer Eric et Bill pour la mort de Nan Flanagan et le massacre des sorcières de Shreveport quand ceux-ci lui révèlent que Russell Edgington est encore en vie. Il envoie alors Eric et Bill réparer leur faute et ramener le vampire au siège, mais là, Russell se libère avec l'aide de Salome et tue Roman.

### Dieter Braun
Interprété par Christopher Heyerdahl
- Type et particularité : Vampire ; Chancelier de l'Autorité Vampirique
- Âge : Environ 2000 ans — Tué par Russell Edgington
- Statut : Décédé
- Biographie :

Dieter est un ancien vampire, chancelier de l'Autorité vampirique. Il aime mener des interrogatoires musclés, notamment en injectant de l'argent liquéfié dans les veines de ses victimes, ou en les exposant aux rayons ultraviolets. Il est tué par Russell alors qu'il tentait de raisonner les membres de l'Autorité sur l'utilisation du sang de Lilith.

### Kibwe Akinjide
Interprété par Peter Mensah

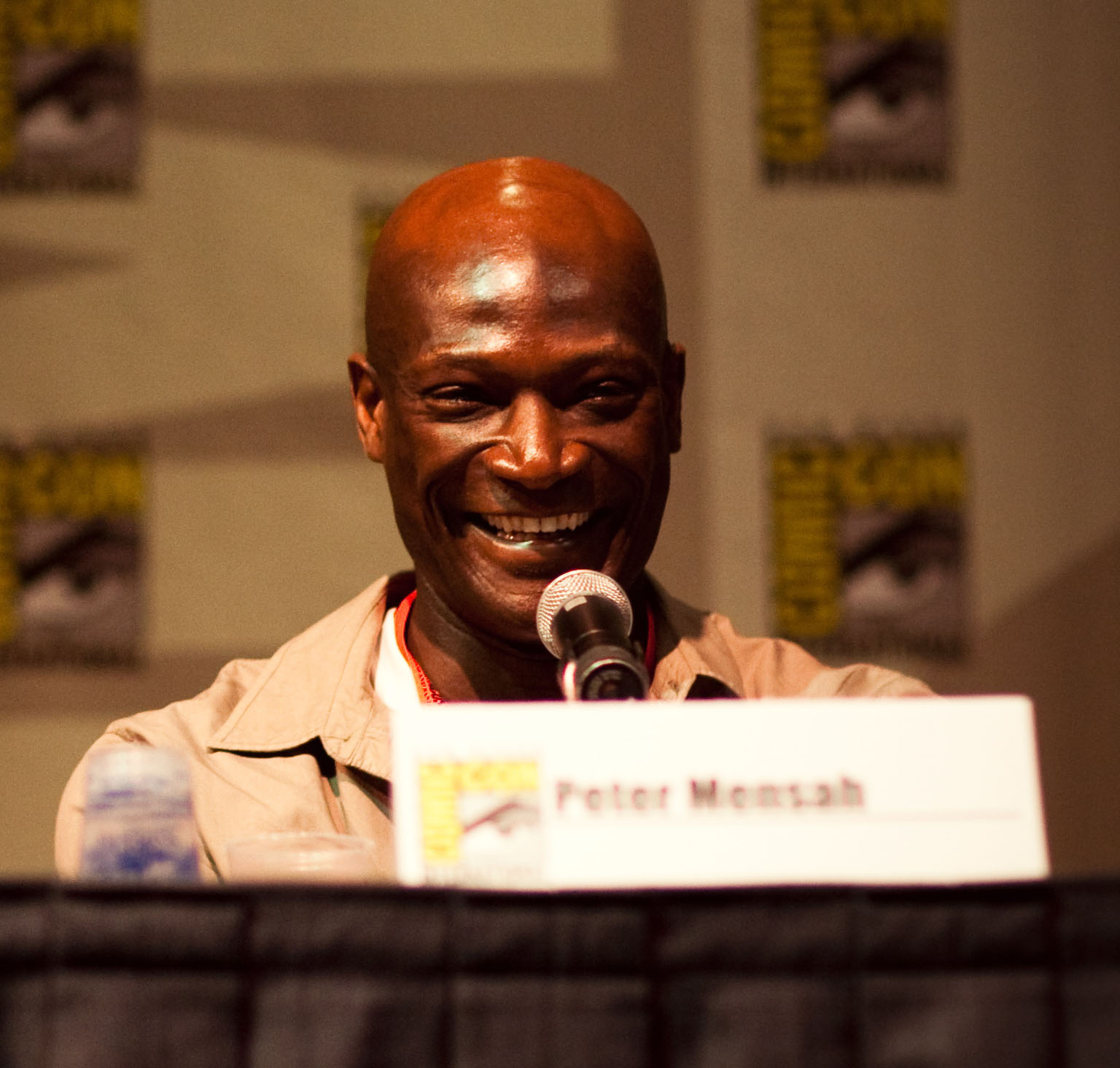
Peter Mensah, l'interprète de Kibwe Akinjide.

- Type et particularité : Vampire ; Chancelier de l'Autorité vampirique
- Âge : Environ 900 ans — Tué par Bill Compton
- Statut : Décédé
- Biographie :

Kibwe est un ancien vampire d'origine africaine. Chancelier de l'Autorité Vampire, il est pour l'intégration des vampires dans la société, mais quand Salome annonce son nouveau plan, il se range vite de leur côté. Il est tué par Bill lorsqu'il lui annonce avoir été « choisi » par Lilith.

### Alexander Drew
Interprété par Jacob Hopkins
- Type et particularité :Vampire ; chancelier de l'Autorité vampirique
- Âge : environ 400 ans, tué par Roman Zimojic
- Statut : Décédé
- Biographie :

Alexander a été transformé à l'âge de 9 ans. Il se montre vite être très efficace, il aide Roman Zimojic a rédiger l'amendement des droits des vampires. Il est le chancelier représentant l'Europe au sein de l'Autorité. Il se vante d'obtenir des droits pour les vampires, notamment en Scandinavie. Il est pour le fait que Bill Compton et Eric Northman subissent la mort ultime. Mais il se révèle être un sanguiniste, car des vidéos de lui tuant des humains seront découvertes et le fait qu'Alexander envoie ce genre de vidéos aux sanguinistes pousse Roman à le tuer devant les autres chanceliers.

### Molly
Interprétée par Tina Majorino
- Type et particularité : Vampire ; Membre de l'Autorité vampirique
- Statut : Décédée
- Biographie :

Molly est une vampire employée par l'Autorité pour ses compétences techniques. Elle a notamment créé l'« iPieu » (iStake en version originale), un dispositif qui permet de planter un pieu dans le cœur d'un vampire par commande à distance. Elle meurt justement de son invention pour avoir refusé de se soumettre au mouvement sanguiniste.

### Lilith
Interprétée par Jessica Clark
- Type et particularité : Vampire
- Âge : environ 20 000 ans
- Statut : Décédée
- Biographie :

Lilith est connue comme l'ancêtre de tous les vampires ; elle aurait été créée à l'image de Dieu. Beaucoup de vampires considèrent qu'elle a été créée avant Adam et Eve, qui, selon le « Testament d'origine », auraient été conçus pour soutenir Lilith.
L'Autorité possède une fiole de sang qu'elle fait passer pour celui de Lilith. Cependant, Roman explique à Salome que le sang n'est pas celui de Lilith, et qu'en faisant croire aux autres que ce sang est authentique, il stimule le sien, et renforce la crédibilité de l'Autorité. Ce sang a en fait des propriétés puissantes lorsqu'il est consommé par des vampires, ce qui peut laisser croire que Lilith existe ou a vraiment existé.

### Rikki Naylor
Interprétée par Kelly Overton
- Type et particularité : Loup-garou ; Membre de la meute de Shreveport
- Statut : Vivante
- Biographie :

Rikki fait partie de la meute de Shreveport menée par Marcus Bozeman. Quand J.D. et Alcide Herveaux décident de s'affronter, elle se range du côté d'Alcide pour le préparer à se battre contre un loup-garou sous V. Ils deviennent vite amants, mais quand Alcide perd son duel, elle la laisse derrière lui. Martha Bozeman la ramène à lui quand J.D. a décidé de forcer toute la meute à consommer du V et à se reproduire en masse.

### Martha Bozeman
Interprétée par Dale Dickey
- Type et particularités : Loup-garou ; Mère de Marcus Bozeman ; Membre de la meute de Shreveport
- Biographie :
- Statut : Vivante

### Rosalyn Harris
Interprétée par Carolyn Hennesy
- Type et particularité : Vampire ; Chancelier de l'Autorité vampirique
- Âge : Environ 1500 ans, tuée par Sam Merlotte
- Statut : Décédée
- Biographie :

Vieille vampire membre de l'autoritée. Elle sera également dévouée à Lilith. Elle suivra une interview de Steve Newlin, mais quand ce dernier n'est en réalité que Luna, Rosalyn veut la tuer mais elle est détruite par Sam.

### Elijah Stormer
Interprété par Keram Malicki-Sánchez
- Type et particularité : Vampire ; Nouveau shérif de la zone 5
- Âge : Indéterminé — tué par Tara
- Statut : Décédé
- Biographie :

Elijah est le nouveau shérif de la zone 5. Il s'avère être la progéniture de Rosalyn Harris, chancelière de l'Autorité. Il est tué par Tara avec l'aide de Ginger.

### Macklyn Warlow
- Type et particularité : Vampire et fée
- Âge : près de 5500 ans
- Statut : Décédé
- Biographie : Warlow est un vampire qui a attaqué et tué les parents de Sookie et Jason Stackhouse. Il a été envoyé dans une autre dimension par Claudine la marraine fée de Sookie le soir où il a tué les parents de celle-ci.

Dans la bible des vampires, il est indiqué qu'il est la progéniture de Lilith elle-même. Il reste un personnage mystérieux, même pour les plus ardents partisans de Lilith. On apprend dans la saison 6 que c'est Ben Flynn, un semi-homme et un vampire, qui est Warlow. Grâce à son sang de fée, il ne craint pas le soleil.
Il méprise les vampires et vit en solitaire. C'est lui qui tué Lilith, en vengeance de l'avoir transformé. Il cherche cependant une autre fée qu'il pourrait transformer et vivre avec pour l'éternité. Il a passé un contrat avec un ancêtre de Sookie, lui accordant la main de la première semi-fée qu'engendrerait ses descendants (les mariages arrangés constituant la norme à l'époque).

### Claudette Crane
Interprétée par Camilla Luddington
- Type et particularité : Fée ; Sœur de Claude et Claudine Crane
- Âge :
- Statut : Inconnue
- Biographie :

### Nigel Beckford
Interprété par Henri Lubatti
- Type et particularité : Vampire
- Statut : Décédé
- Biographie :

### JD Carson
Interprété par Louis Herthum
- Type et particularité : Loup-garou ; Chef de la meute de Shreveport
- Statut : Décédé
- Biographie :

Chef de la meute de Shreveport après le décès de Marcus, il est en fait soumis au vampire Russell Edgington qui l'a rendu dépendant de son sang. Il est défié par Alcide, ce dernier ne voulant pas voir sa meute devenir comme celle du Mississippi. Dopé au jus de vampire, JD gagne facilement le combat et bannit son rival de la ville et de ses alentours. Par la suite, on apprend par Ricky et Martha qu'il force les louves de la meute à des rapports sexuels non consentis, dans un but reproductif. En effet, tandis Edgington projette de prendre pouvoir sur l'humanité, les Chefs de meute comme JD se doivent d'avoir plus de louveteaux. À la fin de la saison, Martha et Ricky reviennent à Shreveport accompagné de Jackson et d'Alcide, ce dernier s'étant lui aussi dopé au sang de vampire. Sur un pied d'égalité, Alcide tabasse à mort JD. Son cadavre finira dévoré par la meute.

### Sweetie Des Arts
Interprétée par Jennifer Hasty
- Type et particularité : Humain
- Statut : Inconnue
- Biographie :

Sweetie des Arts dirige le groupe anti-êtres supernaturels de Bon Temps, dont elle est à l'origine. Elle est la compagne de Bud Dearborne, l'ancien shérif de la ville. Elle est devenue pleine de haine envers les êtres supernaturels depuis que son fiancé l'a quittée pour une métamorphe. Elle et Bud Dearborne séquestrent Sookie, car ils savent qu'elle n'est pas humaine. Alors qu'elle tente de s'échapper à la suite de l'assaut de la police, elle est rattrapée par Luna qui la roue de coups.

### Zaafira
Interprétée par Anna Khaja
- Type et particularité : Humain
- Statut : Décédée
- Biographie :

Zaafira est une femme irakienne tuée lors de la Guerre du Golfe par Terry Bellefleur sur ordre de Patrick Devins : elle avait assisté à la bavure d'une jeune recrue de l'armée qui a tué un garçon irakien. Avant de mourir, elle a maudit l'unité militaire à mourir de la main d'un éfrit.

### Rocky Cleary
Interprétée par Aaron Christian Howles
- Type et particularité : Humain
- Statut : Vivant
- Biographie :

Rocky est le frère de Wade et l'un des deux fils de Holly. Lorsque lui et son frère découvrent le shérif Andy Bellefleur dans le lit avec leurs mères, ils prennent une photo de postérieur de Andy et mettent la photo sur Facebook. Il est présent à l'enterrement de Terry Bellefleur.
Dans la saison finale, il choisit de se mettre du côté de Vince et des autres habitants de bon temps qui se rebellent contre les vampires, etc. mais lorsque Violet tue Maxine Fortenberry, il tente de fuir avec ses camarades mais Violet le ramène.

### Wade Cleary
Interprétée par Noah Matthews
- Type et particularité : Humain
- Statut : Vivant
- Biographie :

Wade est le frère de Rocky et l'un des deux fils de Holly. Lorsque lui et son frère découvrent le shérif Andy Bellefleur dans le lit avec leurs mères, ils prennent une photo de postérieur de Andy et mettent la photo sur Facebook. Il est présent à l'enterrement de Terry Bellefleur et sera attiré par la fille fée d'Andy ; Adilyn.
Dans la saison finale, lui et Adilyn tente de convaincre Kenya de cacher les armes du poste de police car plusieurs habitants de bon temps sont énervés et Rosie veut voler les armes, mais Kenya se laissera convaincre par Karen d'enfermer Adilyn et Wade dans une cellule du poste, dans cette cellule, ils s’apprêtent à s'embrasser au moment où Jessica et Andy les libèrent. Lors de la fête chez Sookie, lui et Adilyn sont dégoûtées quand Andy demande Holly en mariage. Pour éviter que ses parents les voient ensemblent, lui et Adilyn vont au Fort Bellefleur et seront convaincu de suivre Violet chez elle. Une fois chez Violet, ils ont le droit à prendre du bon temps mais le soir venu, Violet capture Adilyn et Wade puis Jessica et Jason par la suite pour les tuer, mais Hoyt tue Violet avant qu'une mort ne se produise.

## Personnages introduits dans la sixième saison

### Truman Burrell
Interprétée par Arliss Howard
- Type et particularité : Humain
- Âge : Entre 40 et 60 ans
- Statut : Décédé
- Biographie :

Truman Burrell est le gouverneur de la Louisiane. Il affirme que, depuis les attentats terroristes des usines de TruBlood, plus de 200 vies humaines ont été perdues dans l'État de la Louisiane. Il installe un couvre-feu contre les vampires et ordonne la fermeture de tous les commerces et entreprises pour les vampires. Il exhorte les humains à acheter une arme à feu et à stocker des balles en bois parce que sa première préoccupation est la sécurité humaine. Vers la fin de son discours, une opposante jette un sac de sang à Truman Burrell et elle est rapidement saisie et traînée hors de la foule par une équipe policière. Truman Burrell parle plus tard avec l'un des chefs du TruBlood, et profite de l'affaire pour sa prochaine campagne électorale. Quand il est au téléphone, sa fille vient lui demander si elle peut sortir avec ses amis pour prendre un verre. Truman Burrell nie la possibilité en déclarant que c'est trop dangereux, même avec une escorte de police. Pendant ce temps, Eric tue et prend l'apparence de quelqu'un de l'agence nationale de l'environnement qui a un rendez-vous avec le gouverneur. Après une discussion un peu tendue, Truman Burrell lui demande ce qu'il peut faire. Eric tente alors de l'hypnotiser en oubliant ses actions envers les vampires. Cela échoue, le gouverneur révèle l'intention de porter des lentilles de contact anti-hypnose. Eric est ensuite placé en détention mais s'envole plus tard à l'extérieur. Il est décapité par Bill Compton.

### Willa Burrell
Interprétée par Amelia Rose Blaire
- Type et particularité : Humain puis vampire
- Âge : La vingtaine
- Statut : Vivante
- Biographie :

Willa Burrell est la fille du gouverneur de Louisiane Truman Burrell. Elle est longtemps en conflit avec son père sur les droits des vampires. Après lui avoir donné quelques dossiers dans son bureau, elle lui demande si elle peut sortir, mais il estime que c'est une mauvaise idée dans le climat actuel et lui interdit. Quand Willa enlève ses lentilles anti-hypnose tard dans la nuit, elle remarque que sa fenêtre est toujours ouverte. Quand elle va la fermer, Eric s'envole vers sa fenêtre et l'hypnotise afin de l'inviter dans sa chambre. Alors qu'Eric envisage de la tuer, Willa lui dit que s'il ne le fait pas, elle va lui raconter les expériences sur les vampires menées par son père. Intéressé, Eric l'enlève avant que les troupes de Truman Burrell fassent irruption dans sa chambre. Eric amène Willa au Fangtasia, où elle rencontre Pam et Tara. Pam suggère de tuer Willa en représailles pour la destruction du Fangtasia réalisée par Truman Burrell. Les deux vampires quittent Eric pour parler avec Willa. Elle lui raconte tout ce qu'elle sait sur le camp où les vampires ont été capturés et expérimentés. Elle ne connait son emplacement. Sachant que le Fangtasia n'est plus sûr, Eric se dirige vers l'appartement de Ginger, suivi de Pam et Tara. Pendant qu'Eric dort, Willa enlève son ruban de la bouche et essaie d'avoir une conversation avec Eric. Elle lui dit que sa mère a quitté son père après avoir eu une liaison avec un vampire, ce qui a incité sa haine des vampires, et qui vit actuellement avec ledit vampire. Elle sera transformée en vampire par Eric et devra retourner chez son père prouver qu'elle est comme les autres, mais elle sera enfermée au camp des vamps d'abord seule et après avec les vampires femmes. Elle deviendra par la suite proche de Tara.
Dans la septième saison, Tara est tuée au Bellefleur et de ce fait Willa doit s’occuper de Lettie Maé mais Lettie Maé utilise Willa pour boire de son sang et elle sera virée de la maison amicalement par le Reverend Daniels. Elle retrouvera Eric et prendra part à l’assaut au Fangtasia pour libérer Arlène, Jane et Nicole. Par la suite, elle demandera à Arlène de travailler au Bellefleur et cette dernière accepte.

### Ben Flynn /Warlow
Interprété par Robert Kazinsky
- Type et particularité : Fée-vampire — Progéniture de Lilith
- Âge : 5500 ans
- Statut : Décédé
- Biographie :

Ben Flynn, connu sous le nom de Macklyn Warlow, est le vampire qui a attaqué et tué les parents de Sookie et Jason. Warlow a été envoyé dans une autre dimension par Claudine juste après avoir tué les parents de Sookie et Jason. Il y est resté pendant 20 ans. Warlow est la première et la seule fée-vampire connue à ce jour. Warlow a les pouvoirs connus d'un vampire : une force surhumaine, la vitesse, la guérison et une affinité naturelle pour l'hypnose, et son sang possède une plus haute qualité du V. En raison de son âge, ses pouvoirs sont extrêmement avancés. En plus de ça, il possède toutes les capacités d'une fée telles que la télépathe et la photokinésie. Mais ses pouvoirs de fée ne sont pas très développés : il ne sait pas se téléporter comme Niall et ne manie pas si allègrement l'ouverture entre différentes dimensions. La seule personne qui peut le stopper et le manipuler est Bill Compton qui possède les pouvoirs de Lilith (car il a bu son sang), celle-ci étant la créatrice de Warlow. En plus de marcher durant la journée il est capable de manger, boire normalement et il semble aussi insensible à l'argent. Il est donc théoriquement le vampire le plus fort au monde, malgré le fait qu'il déteste cette nature. Dans le dernier épisode de la saison 6, il meurt, tué par un pieu en plein cœur alors qu'il est immobilisé par le grand-père fée de Sookie et Jason.

### Nicole Wright
Interprétée par Jurnee Smollett-Bell
- Type et particularité : Humaine
- Âge : La vingtaine
- Statut : Vivante
- Biographie :

Nicole Wright est une femme naïve, optimiste et charmante, mais son idéalisme est idiot et dangereux. Nicole est un membre clé d'un groupe de partisans libéraux bien intentionnés. Le groupe se modèle après les droits civils Freedom Riders des années 1960, un groupe de manifestants progressistes contestant la ségrégation raciale. Les Freedom Riders ont été généralement arrêtés, et ont été victimes de violence de la foule, du Ku Klux Klan, des coups et châtiments cruels et inhabituels en prison. Elle et son groupe seront pourchassées par la meute de loups de Shreveport et se retrouveront en cavale avec Sam Merlotte et Emma Garza. Elles se rapprochera beaucoup de Sam jusqu'à en apprendre qu'elle est enceinte.
Dans la septième saison, elle est enlevée par les vampires infectés et enfermée au Fangtasia avec Arlène, Holly et Jane. Elle sera libérée le jour de l’assaut au Fangtasia par Bill, Pam, etc. Pendant la fête chez Sookie, elle s'énerve après que Lettie Maé ait poignardé Willa et demande à Sam de rentrer. Elle prendra la décision de quitter Bon Temps avec Sam pour refaire leurs vies à Chicago.

### Niall Brigant
Interprétée par Rutger Hauer
- Type et particularité : Roi des fées — Grand-père fée de Sookie et Jason
- Âge : Environ 5500 ans
- Statut : Vivant
- Biographie :

Niall Brigant est le grand-père fée de Sookie et Jason, ainsi que le roi de la famille Stackhouse. C'est une fée ancienne qui est capable de lire dans les pensées de toute créature sensible qui dégage des ondes cérébrales. Il est également capable de générer et de contrôler les grands faisceaux de lumière, qu'il utilise pour attaquer un ennemi ou renverser des objets volumineux. Il peut transformer la lumière en des boules d'énergie qui explosent à l'impact. Sa photokinésie peut également être utilisée pour un certain nombre d'autres fins que des explosions offensives. Il s'agit notamment de détection de choses sur les autres fées ainsi que des évènements passés dans un endroit, ce qui rend les êtres inconscients et le retour de la conscience d'une personne. Niall a démontré la capacité de se téléporter dans un éclair de lumière, ce qui s'avère être extrêmement utile, car il permet d'éviter la vitesse des attaques des vampires sur lui-même. Niall Brigant peut canaliser sa lumière dans une boule d'énergie ressemblant à une supernova, tuant n'importe quel vampire qu'il touche. En raison de son âge et de l'état de Niall Brigant en tant que roi des fées, ses pouvoirs sont beaucoup plus avancés que n'importe quelle autre fée. Il est finalement vidé de son sang par Warlow, alias Ben Flynn, le vampire-fée et pour qu'il reste en vie, Warlow lui donne son sang pour ensuite l'envoyer dans la dimension où Warlow était prisonnier avant.
Il vient de la même tribu que Warlow, il n'était pas encore né quand ce dernier a été transformé en vampire. Ce n'est que vers l'âge de 4 ans que Warlow est revenu dans son village natal, mais en tant que vampire. Warlow a tué toutes les fées du village (ainsi que sa propre famille) et ce contre son gré, sa faim de vampire lui ayant fait perdre tout contrôle sur lui-même. Il a seulement épargné Niall. Il revient retenir les bras de Warlow pour que Jason puisse enfin le tuer.
Il revient dans la septième saison pour aider Sookie à soigner Bill mais il s'avère qu'il peut rien faire.

### Adilyn Bellefleur
Interprétée par Bailey Noble (en)
- Type et particularité : fées
- Âge : Environ 21 ans
- Statut : Vivante
- Biographie :

Adilyn est une des 4 fille fées d'Andy Bellefleur. Mais elles grandissent vite et ont rapidement leurs majorités, donc elles fuguent et suivront Bill et Jessica chez eux, mais une fois là-bas, Jessica sent le sang d'une fée et fait un carnage, heureusement Adilyn sera la seule survivante et son père lui sauvera la vie. Par la suite elle restera chez elle jusqu'au soir ou Jason, Bill, Andy, Violet et elle iront sauver Sookie prisonnière de Warlow et tuer ce dernier pour de bon.
Lors de l'ultime saison, elle se rapproche de Wade Cleary le fils de Holly. Avec Wade, ils fuiront leurs parents pour avoir un peu d'intimité, mais Violet les emmènent dans sa résidence à Monroe, d'abord gentille, elle révèle qu'elle veut se venger de la trahison de Jason en la tuant elle, Wade, Jason et Jessica, mais Hoyt arrivent au bon moment tuant Violet.

### Violet Matzursky
Interprétée par Karolina Wydra
- Type et particularité : Vampire
- Âge : Environ 800 ans
- Statut : Décédée
- Biographie :

Violet est une vampire âgée de 800 ans prisonnière dans le bloc des femmes au camp des vamps. Elle évite une bagarre entre Jessica et Tara contre les autres vampires du bloc. Quand Jason Stackhouse est enfermé dans le bloc, elle se sent attirée par lui et le fait sien. Elle choisit de rester à bon temps après leurs libérations en couple avec Jason mais semble se méfier de Jessica et déteste que Jason parle ou drague une autre femme.
Dans l'ultime saison, elle et Jason iront rechercher Holly, Arlène, Jane, Nicole et Kévin mais ils croisent Vince avec ses sbires également à la recherche des vampires infectées. Sur le chemin du retour, elle accepte que Jason ait une relation sexuelle avec elle. Elle tuera Maxine Fortenberry lorsqu'elle tire dans l'épaule de Jessica et ira récupérer Rocky Cleary. Elle participe à l'assaut au Fangtasia pour libérer les 3 prisonnières. Pendant la fête chez Sookie, elle laisse Jason réconforter Jessica mais elle les entend avoir une relation sexuelle et quitte la maison énervée. Elle trouvera Wade et Aidlyn au Fort Bellefleur et les emmènent chez elle à Monroe où, après les avoir laissé seuls, elle s’apprête à les tuer eux ainsi que Jessica et Jason, mais avant de commencer son massacre, elle est tuée d'une balle en bois dans le cœur tiré par Hoyt Fortenberry.

### James Kent
Interprétée par Luke Grimes(Saison 6) et Nathan Parsons (Saison 7)
- Type et particularité : Vampire
- Âge : Environ ?
- Statut : Vivant
- Biographie :

James est un vampire présent au camp des vamps dans la sixième saison c'est aussi un chanteur. Il marque sa première apparition comme étant le vampire mâle sélectionné pour coucher avec Jessica dans une cellule, mais James refuse. À la suite de cela, il se rapprochera de Jessica et dès leurs retours à bon temps, ils se mettent en couple.
Dans l'ultime saison, il survit à la bataille au Bellefleur et sur ordre de Bill doit s'occuper de Lafayette qui vient de perdre sa cousine Tara, il participe également à l'assaut au Fangtasia pour libérer Arlène, Jane et Nicole. Il est présent à la fête de chez Sookie et pendant cette fête, il trompe Jessica avec Lafayette et Jessica rompt avec lui. James revient pour donner de son sang à Lafayette, Lettie Maé et au Reverend Daniels pour qu'ils voient Tara une dernière fois.

## Personnages introduits dans la septième saison

### Vince Gibson
Interprétée par Brett Rickaby
- Type et particularité : Humain
- Statut : Décédé
- Biographie :

Vince était un concurrent à Sam pour devenir maire. C'est un être fourbe et démago. Après le massacre du Bellefleur, il voit Sam se métamorphoser devant lui, ce qui l’inquiète et le terrifie à la fois. Il profitera de l'état de terreur qui règne à Bon Temps pour mettre une majorité des habitants de son côté (dont Maxine Fortenberry, Kenya, Karen et Rocky) et les inciter à chasser tous les êtres surnaturels de la ville. Il tuera le vampire Matt d'une balle dans le cœur, mais le meurtre de Maxine par Violet le mettra en fuite ainsi que ses partisans. Pendant la bataille du Fangtasia, il sera tué par Bill Compton alors qu'il s'en prenait à Jessica.

### Karen
Interprétée par Paula Jai Parker
- Type et particularité : Humain
- Statut : Décédée
- Biographie :

Elle accompagne Vince dans ses recherches et dans sa rébellion contre les êtres surnaturels. Elle est tuée au Fangtasia par les vampires.

### Keith
Interprétée par Riley Smith
- Type et particularité : Vampire
- Statut : Vivant
- Biographie :

Keith est un vampire du groupe de James qui participe à l'assaut du Fangtasia pour secourir les prisonniers. Il sauve la vie d'Arlène en lui donnant de son sang. Par la suite, il se rapprochera d'Arlène et danseront alors qu'ils sont seuls dans le Bellefleur et se mettront finalement en couple ensemble.

### Amber Mills
Interprétée par Natalie Hall
- Type et particularité : Vampire
- Statut : Décédée
- Biographie :

C'est la sœur de Sarah Newlin. Elle est en conflit avec sa sœur et contracte le virus de l'Hépatite V, mais quand elle se retrouve face à face avec Sarah, cette dernière lui dit qu'elle a l'antidote de l'Hépatite V. Plus tard, Eric revient chez elle et la menace quand il la voit sans les veines bleues et il la tuera d'un geste rageur après que celle-ci l'ait insulté.

### Mr Gus
Interprétée par Will Yun Lee
- Type et particularité : Humain
- Statut : Décédé
- Biographie :

Mr Gus est le directeur de Yakonomo Corporation. Il passe un deal dès sa rencontre avec Pam et Eric qui est de capturer Sarah Newlin, extraire et synthétiser son sang et qu'Eric la tue, néanmoins lorsqu'Eric empale Amber Mills devant Pam et les Yakuzas, il ne peut s’empêcher de douter de lui, mais ils choisissent d'attendre le réveil de Pam et Eric pour se rendre à l'institut de la communauté du soleil car ils y ont localisé Sarah ; une fois là-bas il constate que Sarah est l'antidote de l'Hépatite V et préfère la retenir prisonnière dans le sous-sol du Fangtasia, mais en apprenant qu'Eric a fait rentrer Sookie dans le sous-sol il ne fait plus confiance à Pam et Eric. Alors qu'il est au Fangtasia, Pam et Eric appellent à l'aide et découvre qu'ils ont laissé partir Sarah Newlin. Il rampe dans le tunnel mais Eric y met le feu tuant Mr Gus dans l'explosion.

### Brigette Stackhouse
Interprétée par Ashley Hinshaw
- Type et particularité : Humaine
- Statut :Vivante
- Biographie :

Brigette est microbiologiste, elle vient de l'Alaska. Elle accompagne Hoyt lors de son retour à Bon Temps. Elle a une envie de bébé mais cela ne plait pas à Hoyt, qui, après avoir abattu Violet qui menaçait de torturer ses amis, retournera vers Jessica. Consolée par Jason, elle se rapprochera de lui, mais de façon platonique. En effet, elle sera la seule femme avec qui Jason dormira sans avoir le moindre rapport intime. Trois ans plus tard, on les découvre en couple, et parents de trois petites filles.